# Italia romana
L'Italia (latino: Italia), nella sua interezza peninsulare, costituiva ciò che per la civiltà romana era il luogo sacralmente inteso come terra patria, nonché proprio suolo natio; mentre, sotto il profilo politico, la penisola deteneva il ruolo di territorio metropolitano dell'impero di Roma: come tale, e in quanto estensione dall'Ager Romanus, differiva dalle province, costituendo l'assoluto centro amministrativo, economico, culturale e politico della Repubblica (a partire dalla metà del III secolo a.C.) e dell'Impero in età classica, ed avendo quindi uno status giuridico unico e distinto da quello di qualsiasi altro territorio al di fuori di essa; condizione che portò la penisola ed essere letterariamente conosciuta anche - soprattutto in relazione ai primi secoli di stabilità imperiale - come Rectrix Mundi ("Governatrice del Mondo") ed Omnium Terrarum Parens ("Genitrice di Tutte le Terre"); e facente sì che, anche a seguito dell'istituzione delle diocesi e delle conseguenti parificazioni territoriali di epoca tardo-antica, continuasse comunque a mantenere un proprio specifico prestigio che le valse l'appellativo, datole dai glossatori del Corpus Iuris Civilis, di Domina Provinciarum ("Sovrana delle Province").
L'unificazione delle popolazioni italiche in un'unica entità geografica, culturale e politica, identificabile con la parte peninsulare dell'attuale Italia, richiese a Roma una serie di lunghe e difficili guerre, di deduzioni coloniarie e di alleanze. Le tappe principali furono la conquista del primato sul Latium vetus durante l'intera epoca regia, e poi l'assoggettamento, l'assimilazione e la federazione della penisola dai fiumi Arno e Rubicone allo stretto di Messina durante il primo periodo repubblicano (fino al 264 a.C.). Roma procedette poi a sottomettere i territori celti a nord degli Appennini grazie alla conquista della Gallia Cisalpina (225-200 a.C.), per poi assoggettare le limitrofe popolazioni di Veneti (nel nord-est) e Liguri (nel nord-ovest), fino a raggiungere la base delle Alpi. Parallelamente, il nome d'Italia, si estese gradualmente dalla moderna Calabria, suo luogo d'origine, verso il nord, giungendo fino all'arco alpino, e designando in tale modo l'intera penisola italica; nonché, posteriormente, a partire da Diocleziano (dopo il 292 d.C.), anche le adiacenti grandi isole mediterranee (ossia le ex province repubblicane di Sicilia e Sardinia et Corsica, costituenti entrambe anche le prime e più antiche province romane), portando così l'Italia a comprendere amministrativamente l'intera regione geografica italiana.
L'Italia romana era un territorio vasto e contrassegnato da una notevole varietà culturale e sociale che, pur conservando forti particolarismi locali, subì, sin dalla metà della Repubblica romana, un processo di unificazione sotto un unico regime giuridico. In epoca repubblicana, il territorio romano della penisola italiana si articolava in municipi e colonie di cittadini di pieno diritto, in colonie di diritto latino e in comunità federate di socii (alleati), le quali ottennero tutte la piena cittadinanza romana in seguito alla guerra sociale. Si stima poi che, all'inizio del VI secolo a.C., nell'Italia peninsulare vivessero all'incirca 3 milioni di abitanti, saliti a 5 milioni nell'Italia augustea del 14 d.C.; dato che non comprende però gli schiavi e gli stranieri (peregrini) presenti nella penisola (il cui numero avrebbe potuto far salire la popolazione totale a circa 8 milioni), ma solo i cittadini di pieno diritto.
A partire dalla tarda età repubblicana e durante tutto il successivo Impero, gli abitanti liberi della penisola erano tutti cittadini romani (facendo dell'Italia anche l'unico territorio all'interno del mondo romano i cui abitanti erano esclusivamente cittadini di pieno diritto, almeno fino alla Constitutio Antoniniana del 212 d.C., quando la cittadinanza romana venne elargita uniformemente nei territori provinciali), ed esenti da diversi tipi di imposte, come quelle fondiarie e sulla proprietà privata (ad esempio, il tributum soli e il tributum capitis), riservate invece agli abitanti (cittadini e non) dei territori provinciali, che erano considerati proprietà del popolo romano: tale prerogativa andava riconosciuta attraverso il pagamento delle suddette imposte. Relazionato allo status unico dell'Italia era anche lo Ius Italicum, consistente nell'onorificenza che poteva essere conferita, in casi eccezionali, a determinati centri abitati (colonie e municipi) situati nelle province, ed ai quali, in seguito al riconoscimento di tale privilegio, veniva concessa la finzione giuridica di trovarsi in suolo italico, venendo quindi esentati da tutte le comuni imposte provinciali, come se fossero italici o se la loro comunità fosse situata in Italia.
Durante il principato di Augusto, l'Italia venne ulteriormente privilegiata: la suddivisione della penisola in undici regiones (Latium et Campania; Apulia et Calabria; Lucania et Bruttii; Samnium; Etruria; Picenum; Umbria; Aemilia; Venetia et Histria; Liguria; Transpadana) evidenziava la sua unicità all'interno del panorama imperiale. Da un punto di vista urbanistico e in riferimento alla costruzione di infrastrutture, Augusto fece costruire in Italia una fitta rete stradale e abbellì le città della penisola dotandole di numerose strutture pubbliche, come fori, templi, anfiteatri, teatri e terme. Il capoluogo dell'Italia romana fu Roma, che sotto Augusto raggiunse il milione di abitanti, e che lo restò de iure anche quando le città di riferimento della penisola divennero Mediolanum e Ravenna, che assunsero il ruolo di capitali dell'Impero romano d'Occidente de facto, rispettivamente, dal 286 al 402 e dal 402 al 476. 
Nel corso dell'epoca tardo imperiale, l'Italia (e con essa la stessa Roma), sebbene conservò nominalmente il proprio prestigio e il suo status di centralità all'interno della Pars Occidentalis, andò tuttavia perdendo la propria condizione di privilegio fiscale rispetto alle province sul finire del III secolo, in seguito alla sostanziale parificazione politica di tutti i territori dell'Impero: simbolica fu l'istituzione da parte di Diocleziano della Diocesi d'Italia (a sua volta internamente articolata in province), da Costantino suddivisa nei due vicariati di Italia Suburbicaria ed Italia Annonaria (de iure entrambi parte della medesima diocesi, ubicata a sua volta all'interno della Prefettura del pretorio d'Italia). L'Italia romana ebbe poi termine nel 476 d.C., con la caduta dell'Impero romano d'Occidente.

## Generalità

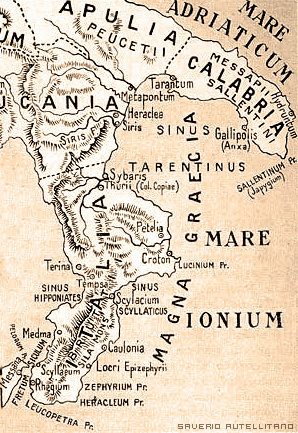
L'Italia secondo gli antichi Greci, corrispondente all'attuale Calabria.

Come suggerisce lo storico italiano Giovanni Brizzi, il concetto di Italia è un'invenzione di Roma antica. La nascita in Italia del senso di nazione, poi tanto evocato durante il Risorgimento, e l'origine dello stesso concetto di popolo italiano, sono stati sintetizzati da Giulio Giannelli con queste parole, richiamando l'unificazione della penisola italiana durante l'epoca romana:
(Giulio Giannelli)
Si può osservare come la nozione di Italia romana sia una realtà dinamica, in divenire fino all'età augustea. Infatti, se inizialmente esistevano un'Italia greca (limitata al Mezzogiorno italiota) e un'altra etrusca (separata dagli Appennini dal mondo gallico e greco), esisteva senz'altro una prima Italia romana, coincidente al principio con la grande regione costiera occidentale compresa tra l'Etruria meridionale e l'Ager Campanus, e che nella concezione di Appiano di Alessandria escludeva i Sanniti. Episodio chiave per quella che si avviava a divenire l'Italia romana fu certamente la vittoria di Roma sui Latini nella guerra degli anni 341-338 a.C., la quale portò allo scioglimento definitivo della Lega Latina.

## Territorio

Evoluzione del nome Italia e dell'estensione geografica del territorio che, de iure, costituiva l'Italia durante l'età romana. Di fatto, tutte le terre a sud delle Alpi venivano chiamate Italia già dalla battaglia di Clastidium del 222 a.C.

Dei confini dell'Italia parlava Antioco di Siracusa (V secolo a.C.) nella sua opera Sull'Italia, il quale la identificava con l'antica Enotria. A quel tempo si estendeva dallo stretto di Sicilia fino al golfo di Taranto (a est) e al golfo di Posidonia (a ovest). In seguito, con la conquista romana dei secoli successivi, il termine Italia venne ampliato a tutti i territori a sud della catena delle Alpi, comprendendo, pertanto, anche la Liguria (fino al fiume Varo) e l'Istria fino a Pola. Di fatto tutti i suoi abitanti furono considerati Italici e Romani.
È importante notare che, fino al 292, la Sicilia, la Corsica e la Sardegna non erano considerate come parte dell'Italia. Soltanto sotto Diocleziano le province di Sicilia e Sardinia et Corsica vennero annesse alla "Diocesis Italiciana".
Il territorio di Roma crebbe di pari passo con le conquiste operate nei secoli, a partire dai 983 km2 al momento della cacciata dei Tarquini (509 a.C.), per raggiungere i 3 098 km2 poco prima dell'inizio della guerra latina (341-338 a.C.). Con la definitiva vittoria romana sui Sanniti (298-290 a.C.), al controllo della federazione romana rimanevano esclusi solo i territori dei Bruzi, dei Greci Italioti nel meridione italico, e, nel settentrione, il tratto più remoto dell'Etruria e la Gallia cisalpina a nord degli Appennini. Il territorio romano raggiunse in questo periodo una superficie di circa 13 000 km2, mentre, quello federato dei socii italici, era costituito, a sua volta, da 62 000 km2. Si trattava ormai del quarto Stato per estensione territoriale tra quelli che si affacciavano sul Mar Mediterraneo, vale a dire dopo la Siria seleucide, l'Egitto tolemaico e l'Impero di Cartagine.
Antecedentemente alla prima guerra punica (264 - 241 a.C.), al momento della fondazione di Ariminum (nel 268 a.C.), la superficie dei territori annessi a Roma era giunta a circa 27 000 km2. Dato che un terzo dei nuovi territori era di proprietà dello Stato, la superficie dell'ager publicus era costituita da più di 800 000 ettari, determinando il moltiplicarsi sia dei piccoli poderi degli agricoltori liberi attraverso le assegnazioni viritane, sia la formazione di grandi proprietà terriere da parte delle classi sociali elevate. In seguito alla conquista romana della Gallia Cisalpina (intorno 190 a.C.), il territorio romano raggiunse i 55 000 km2. Posteriormente, nell'89 a.C., al termine della guerra sociale, quando gli abitanti della penisola erano ormai tutti cittadini di pieno diritto, il territorio romano d'Italia raggiunse i 160 000 km2, e poi, nel 49 a.C., i 237 000 km2, grazie alla Lex Roscia che concedeva il Plenum ius a tutti gli abitanti della Gallia Cisalpina, la quale, venendo annessa al territorio dell'Italia romana, venne definitivamente abolita come provincia nel 42 a.C..

## Popolazione

Cartina etnolinguistica dell'Italia antica nell'Età del ferro, prima dell'espansione romana.

L'Italia romana era un territorio vasto ed etnoculturalmente vario, che, pur conservando forti particolarismi locali, subì, sin dalla metà dell'epoca repubblicana, un processo di unificazione sotto un unico regime giuridico. Si stima che, all'inizio del VI secolo a.C., nell'Italia peninsulare, vivessero all'incirca 3 milioni di abitanti, di cui: 100 000 Piceni, 130 000 Lucani, 160 000 Latini, 200 000 Campani, 200 000 Bruzi, 280 000 tra Umbri ed altri Osci dell'Appennino centrale, 300 000 Sanniti e 450 000 Iapigi. A questi si aggiungevano, approssimativamente, 600 000 Etruschi e all'incirca 500 000 Italioti (abitanti della Magna Grecia).
Tito Livio racconta come, nel 459 a.C. (in effetti fa riferimento al consolato di Quinto Fabio Vibulano e Lucio Cornelio Maluginense Uritino), si sia concluso il decimo censimento ab Urbe condita, dal quale risultarono 117 319 cittadini romani. Durante la terza guerra sannitica, nel 294 a.C., il nuovo censimento contò ben 262 321 cittadini. Pochi anni più tardi, nel 289 a.C., al termine dell'ultima guerra sannitica, i cittadini erano aumentati a 272 000 unità.
Alla vigilia della prima guerra punica (nel 265 a.C.), i cittadini aumentarono notevolmente fino a raggiungere le 382 234 unità. Pochi anni prima che terminasse questa prima guerra per l'egemonia sul Mediterraneo occidentale (nel 247 a.C.), i cittadini erano diminuiti a 241 212, a un livello inferiore alla fine della grande guerra sannitica. Il punto più basso venne però raggiunto durante la guerra annibalica (nel 209 a.C.) con soli 137 108 cittadini, a causa delle numerose disfatte subite (in primis Canne, dove perirono non meno di 60/70 000 soldati romani/italici) e della defezione di parte dei socii, soprattutto nel meridione italico.
Una volta terminata la seconda guerra punica con la vittoria di Roma (202 a.C.), la ripresa fu lenta e graduale a causa delle continue guerre di conquista della parte orientale del Mediterraneo, tanto da far segnare 258 318 cittadini nel 189 a.C., 269 015 nel 174 a.C., 312 805 nel 169 a.C. per poi raggiungere 394 336 cittadini quasi un secolo dopo la sconfitta di Annibale (115 a.C.), e comunque pari al risultato riscontrato alla vigilia della prima guerra punica.
Un dato estremamente interessante e importante, riguardante la demografia della città di Roma, è quello fornitoci da Livio, che, a pochi anni dalla fine della guerra sociale (86 a.C.) e poi dopo la fine della dittatura di Lucio Cornelio Silla (70 a.C.), vide censiti, rispettivamente, 463 000 e 910 000 cittadini romani residenti nella città, molti dei quali erano italici stabilitisi nell'Urbe a pochi anni di distanza dall'aver ricevuto la piena cittadinanza in seguito alla guerra sociale. L'incremento demografico dell'intera Italia al tempo di Augusto, dopo una notevole politica di colonizzazione compiuta da lui e dal padre adottivo, Gaio Giulio Cesare, fu rilevato tramite tre censimenti: i cittadini dell'Italia erano 4 063 000 nel 28 a.C., 4 233 000 nell'8 a.C. e 4 937 000 nel 14 d.C. dato che è da considerarsi comprensivo anche di donne e bambini, ma non include ovviamente le cifre riguardanti gli schiavi e gli stranieri (peregrini) residenti nella penisola, il cui numero avrebbe potuto far salire la popolazione totale a circa 8 milioni. Durante il principato di Augusto Roma raggiunse il milione di abitanti.
Il declino demografico dell'Italia viene collocato, nella sua forma più grave, a partire dalla peste antonina (165-180). Il focolaio scoppiò di nuovo nove anni dopo, secondo lo storico romano Cassio Dione, e causò fino a 2 000 morti al giorno a Roma, un quarto degli infettati. La peste imperversò nell'impero per quasi trent'anni, facendo, secondo le stime, tra i 5 e i 30 milioni di morti, Italia compresa. La malattia uccise circa un terzo della popolazione in alcune zone e decimò l'esercito romano.

## Statuto

### Periodo repubblicano (509 - 31 a.C.)

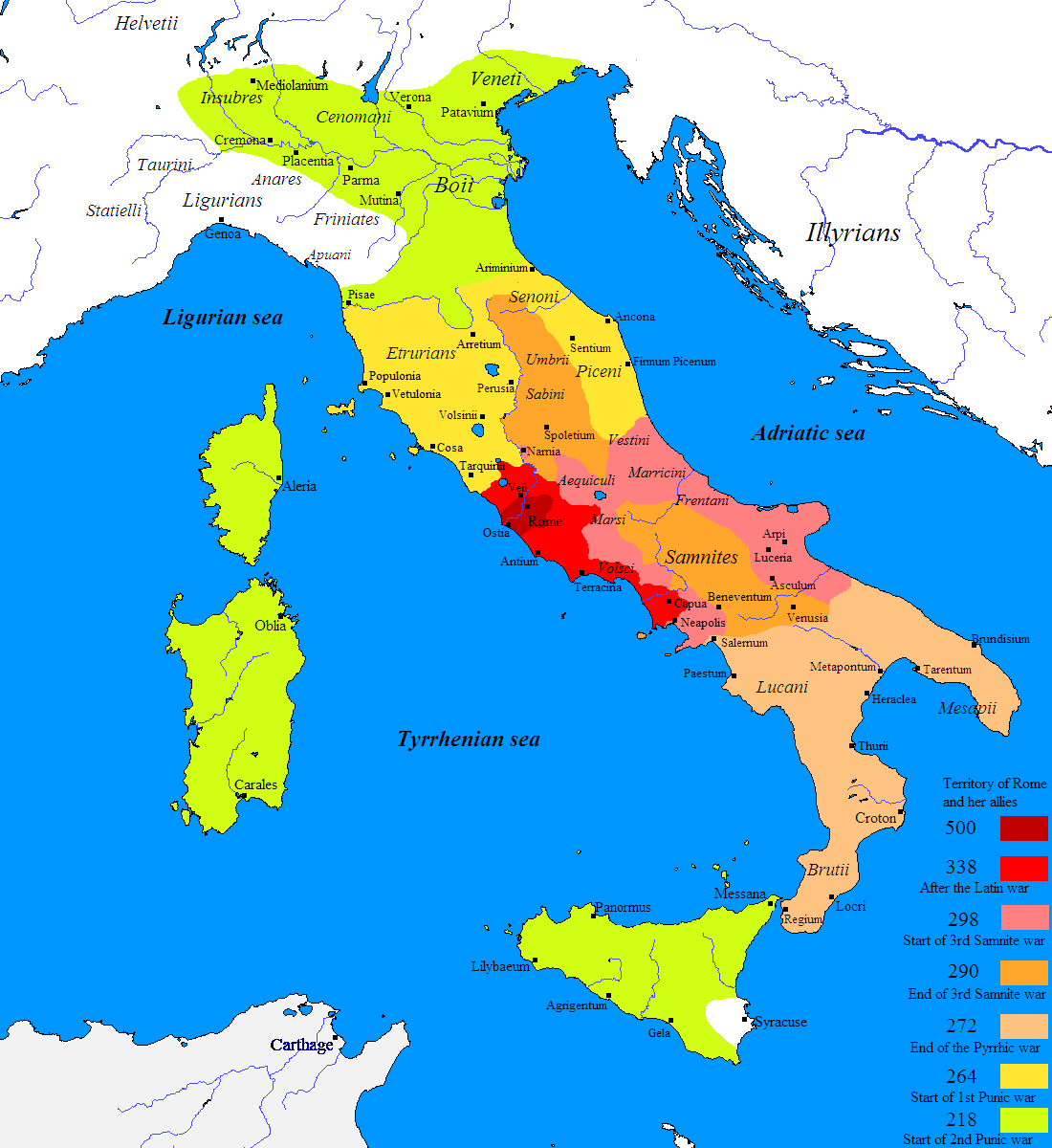
Tappe dell'espansione romana in Italia dal 500 al 218 a.C.

Con l'ascesa di Roma ebbe, così, inizio il primo processo di unificazione culturale e politica della penisola italica. I territori acquisiti mediante la guerra passavano alla proprietà del popolo romano ed erano definite perciò ager publicus, il quale veniva assegnato, in proprietà o in affidamento, a comunità attraverso la fondazione di colonie o a singoli (viritim). La fondazione di più di trecento colonie, città-Stato che dipendevano direttamente dal potere centrale di Roma, i cui cittadini provenivano dal Lazio e legate a Roma da trattati che ne regolamentavano il commercio, la difesa e i rapporti esteri, giocò un ruolo chiave nella trasmissione dell'identità culturale romana nelle regioni in cui venivano istituite.
La federazione romana andò via via ampliandosi nel corso dei secoli, andando a comprendere soluzioni amministrative e politiche differenti. 
- Della cittadinanza romana optimo iure (di pieno diritto) godevano l'Urbs e il territorio circostante, le colonie civium Romanorum, i territori distribuiti viritim (per lotti di terra a titolo personale, senza la necessità di fondare nuovi centri urbani), e infine i municipia optimo iure. In quest'ultima categoria rientravano alcuni tra i più antichi centri del Latium vetus come Aricia, Lanuvio, Lavinio, Nomentum, Pedum e Tuscolo, che avevano acquisito questo titolo dopo la guerra latina (341-338 a.C.) venendo così incorporati nell'Ager Romanus, lo Stato romano in senso stretto.[26][32] I cittadini romani costituivano una categoria privilegiata rispetto a tutte le altre. Essi, quali membri del corpo civico, non solo partecipavano a tutte le attività politiche,[56] ma beneficiavano di garanzie giudiziarie particolari e, a partire 167 a.C. (dopo Pidna), furono esentati dal pagamento del tributum, l'imposta diretta riservata ai cittadini; partecipavano, inoltre, alla divisione del bottino di guerra, alle assegnazioni agrarie e alle distribuzioni frumentarie.[57]
- Come poc'anzi accennato, accanto all'istituto della colonia esistevano le assegnazioni viritane del territorio: l'ager publicus veniva affidato non a città, come al momento della fondazione di una colonia, ma a singoli, dipendenti direttamente da Roma; un caso frequente era quello di soldati che, dopo la fine del servizio militare, ottenevano un appezzamento;[58] grazie alle assegnazioni viritane, il numero delle tribù rustiche aumentò da 21 in età più antica a 29 nel 314 a.C.. Al centro di territori spesso assai vasti e privi di nuclei urbani potevano poi formarsi dei conciliabula (luoghi di aggregazione), i cui capi (magistri) avevano una propria giurisdizione, seppure limitata all'area circostante: questo sistema permetteva di risolvere nelle varie località i problemi di natura giuridica e amministrativa, ma non quelli di natura elettorale.[32]
- Vi erano quindi le colonie latine (17 al 291 a.C.), destinate a vigilare i punti fondamentali della federazione romana e legate tutte a Roma da trattati. Alle vecchie città latine si andarono ad aggiungere le nuove colonie latine, fondate grazie all'iniziativa di Roma, e formate da cittadini romani, cittadini di diritto latino e alleati italici. Erano composte anche da ex cittadini che spesso le preferivano alle colonie romane, pur sapendo che, seppur mantenevano i diritti civili, la lontananza da Roma ne avrebbe reso difficile il loro utilizzo. L'appartenere a una colonia latina spesso consentiva di migliorare il proprio status sociale, grazie al fatto di ricevere importanti porzioni di terra, entrando a far parte di un importante centro cittadino di recente fondazione. Si trattava di centri più popolosi rispetto alle colonie romane, formati da non meno di 2 500 fino a un massimo di 20 000 famiglie.[59][60] Una caratteristica di queste colonie era che, di fronte alla richiesta anche di un singolo colono di essere reintegrato nel precedente stato giuridico di cittadino romano, bastava trasferirsi nell'Urbe e far richiesta di fronte a un censore, per divenire o tornare a essere un cittadino romano. Potevano, pertanto, da questo momento in poi dare il proprio voto nelle varie assemblee, anche se solo in un collegio a sorte per volta.[60] Altra caratteristica fondamentale delle colonie latine era non tanto una connotazione etnica, ma una condizione giuridica differente rispetto a quella dei cittadini romani. Era concesso loro lo ius connubii, lo ius commercii e lo ius migrandi. Questo genere di comunità, vecchie o nuove che fossero, era obbligato a fornire truppe a Roma in caso di guerra. I Latini, infine, ottennero il diritto di voto nelle assemblee romane ogni qual volta si fossero trovati a Roma nel momento in cui i comizi erano stati convocati, votando di volta in volta in una tribù estratta a sorte. Questa pratica fu registrata per la prima volta nel 212 a.C., durante la seconda guerra punica.[57][59]
- Altra e differente condizione era quella della civitas sine suffragio (cittadini senza diritto di voto), anche se con il tempo questo genere di comunità venne poi trasformata progressivamente in civitas optimo iure (cittadini con diritto di voto). Nella categoria dei municipia sine suffragio erano inseriti quei popoli che avessero mostrato, almeno nei ceti dirigenti, di volersi integrare con Roma, sebbene negli strati più umili della popolazione non ci fosse ancora questa predisposizione. Questa condizione particolare «consigliava un processo di integrazione cauto e graduale», dove i nuclei cittadini non solo favorivano il controllo su genti amiche della Repubblica romana, ma potevano anche contribuire a immettere nuove forze vitali nel ceto dirigente romano (nobilitas). Si trattava di una integrazione «dolce» e graduale. A queste realtà locali si permetteva di avere magistrature, istituzioni e lingua nativa, quasi illudendo la popolazione di avere ancora una qualche indipendenza dal potere centrale di Roma; era concesso anche lo ius connubii, lo ius commercii e lo ius migrandi; offriva alle aristocrazie locali, seppure in modo più lento rispetto ai Latini, la possibilità di ottenere la cittadinanza, accedere alle cariche pubbliche ed entrare in senato.[59][60] Queste comunità avevano l'obbligo di fornire contingenti di truppe a loro spese e pagare un tributum.[61]
- Ultima condizione della federazione romana era quella di socii (alleati). Questi ultimi risiedevano in tutti quei centri abitati della penisola sprovvisti di cittadinanza romana o latina.[14] Solo pochi potevano vantare condizioni paritarie, almeno formalmente, con Roma. I più avevano sottoscritto un foedus iniquum (trattato ineguale), accettando di fatto l'egemonia di Roma. Tra questi vi erano gli abitanti di città quali Tibur e Praeneste nel Latium vetus, che erano state private dello ius connubii, ius commercii e ius migrandi;[59] o, tra gli altri, centri quali quelli di Aletrium e Verulae tra gli Ernici; Ferentinum tra i Volsci; Teanum Sidicinum e tutti i Sidicini. A queste prime comunità si aggiunsero poi, ad esempio, anche quelle di Falerii, Volsinii, Vulci, Arretium (Arezzo), Perusia (Perugia), Clusium (Chiusi) e Rusellae (Roselle) tra gli Etruschi; i centri dei Marsi, dei Peligni, dei Marrucini, dei Frentani, degli Umbri (non però Foligno e Spoleto), dei Picenti lungo l'Appennino centrale; Neapolis (Napoli), Nola, Abella e la federazione di Nuceria Alfaterna in Campania; Arpi, Canusium e Teanum Apulum tra gli Apuli; i centri Sanniti dopo la cessione di Atina e Venafro.[62] I socii poi erano obbligati a mantenere a proprie spese i contingenti alleati che fornivano a Roma in caso di guerra.[57] Ciò permise all'Urbe di non attirarsi l'odio degli abitanti di queste città-Stato alleate, ottenendo un aiuto diretto e concreto tramite le armate fornite dagli stessi, senza quindi essere costretta a dover riscuotere un tributo diretto di notevole entità.[59]

     Possedimenti romani
     Colonie latine
     Confederati di Roma (socii)

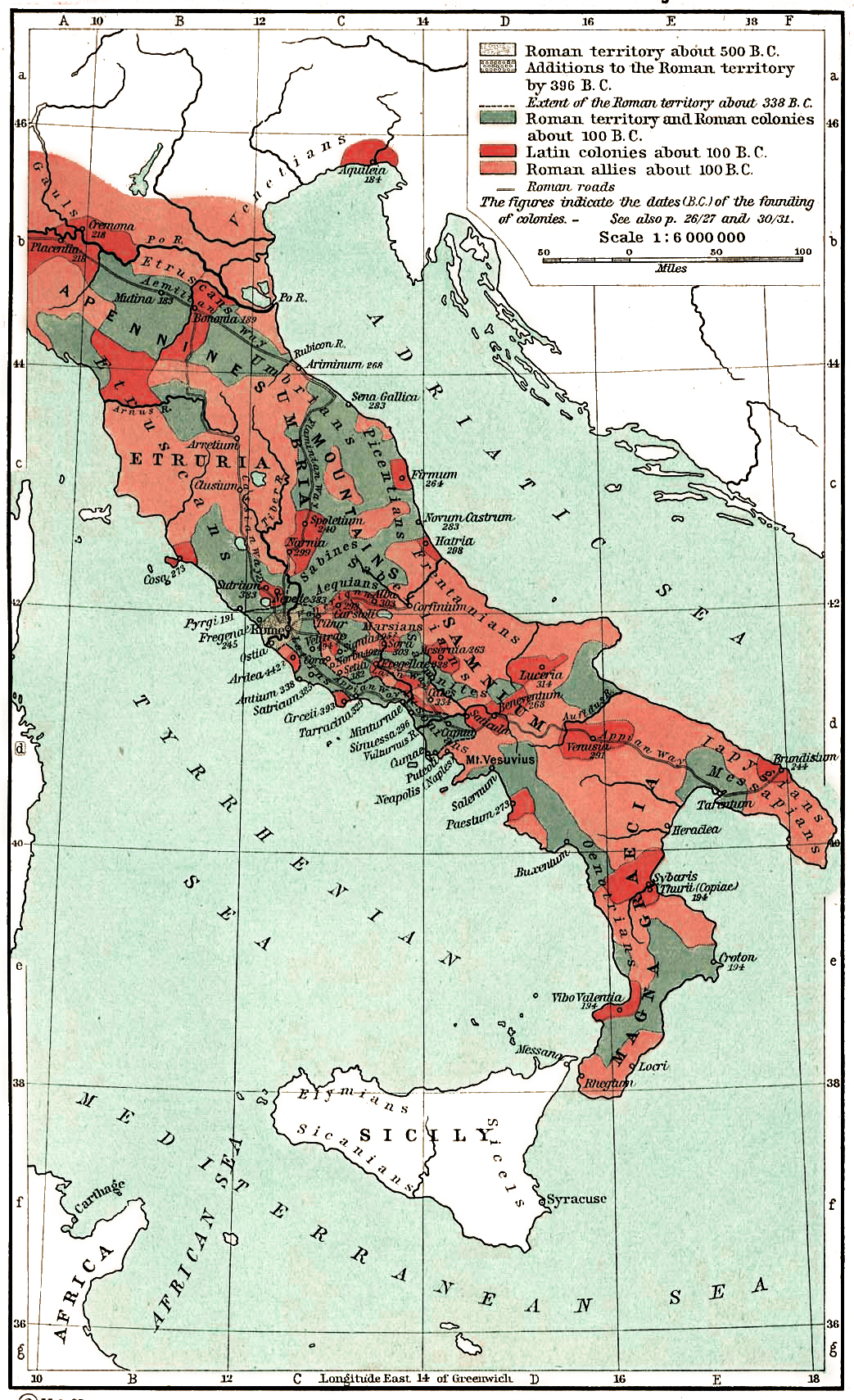
Mappa della confederazione romana nel 100 a.C., all'avvento della guerra sociale (91-88 a.C.). Si noti la configurazione politica a chiazze.
Possedimenti romani (Colonie romane e municipia optimo iure)
Colonie latine
Confederati di Roma (socii) I possedimenti romani abbracciavano i territori centrali della penisola italica e svariati settori costieri, principalmente tirrenici. Le colonie latine erano sparse in località strategiche, mentre i confederati occupavano i restanti centri della penisola.

In seguito alla guerra sociale (91-89 a.C.), che vide i socii dell'Italia centrale e meridionale ribellarsi a Roma attraverso la richiesta di essere integrati nello Stato romano come cittadini di pieno diritto, la stessa alla fine fu costretta a concedere la piena cittadinanza romana a tutti gli abitanti dell'Italia residenti a sud del fiume Arno tramite la Lex Plautia Papiria, nell'89 a.C., legge che estese la cittadinanza romana anche a quella parte di cisalpini residenti a sud del Po, ossia agli abitanti di quel territorio dell'Italia settentrionale (Gallia Cisalpina) detto "cispadano", e compreso tra il Po e l'Arno. Già alla fine della Repubblica, l'Italia era unita sotto un solo regime giuridico. La concessione della cittadinanza romana portò: 
- a una larga diffusione del diritto romano[49] in tutta la penisola e ne accelerò la sua romanizzazione;[65]
- alla formazione di clientele anche enormi in Italia, come quelle di Gneo Pompeo Strabone nel Picenum;[65]
- all'ingresso nella classe dirigente romana di cittadini provenienti da colonie e municipi italici, potendo così accedere alle diverse magistrature e al senato di Roma.[65]

Nel 49 a.C., la cittadinanza romana venne estesa anche alla parte "transpadana" della Gallia Cisalpina (Italia settentrionale compresa tra le Alpi e il Po), e cioè ai restanti Galli cisalpini e ai Veneti, attraverso la Lex Roscia, andando a coronare la tanto attesa integrazione sociale dell'intera penisola italica, divenendo di fatto, tutti gli Italici, Romani a tutti gli effetti. Sette anni più tardi, mentre una nuova guerra civile era in atto, nel 42 a.C., la recente provincia della Gallia Cisalpina fu abolita ed annessa, a pieno titolo, al territorio dell'Italia romana, la quale, a partire da questo momento, inglobò giuridicamente tutto il territorio peninsulare a sud delle Alpi. Non dimentichiamo che le città "transpadane" avevano già ottenuto la cittadinanza romana da Cesare sette anni prima, e lo Ius Latii nell'89 a. C., attraverso la Lex Pompeia de Transpadanis.

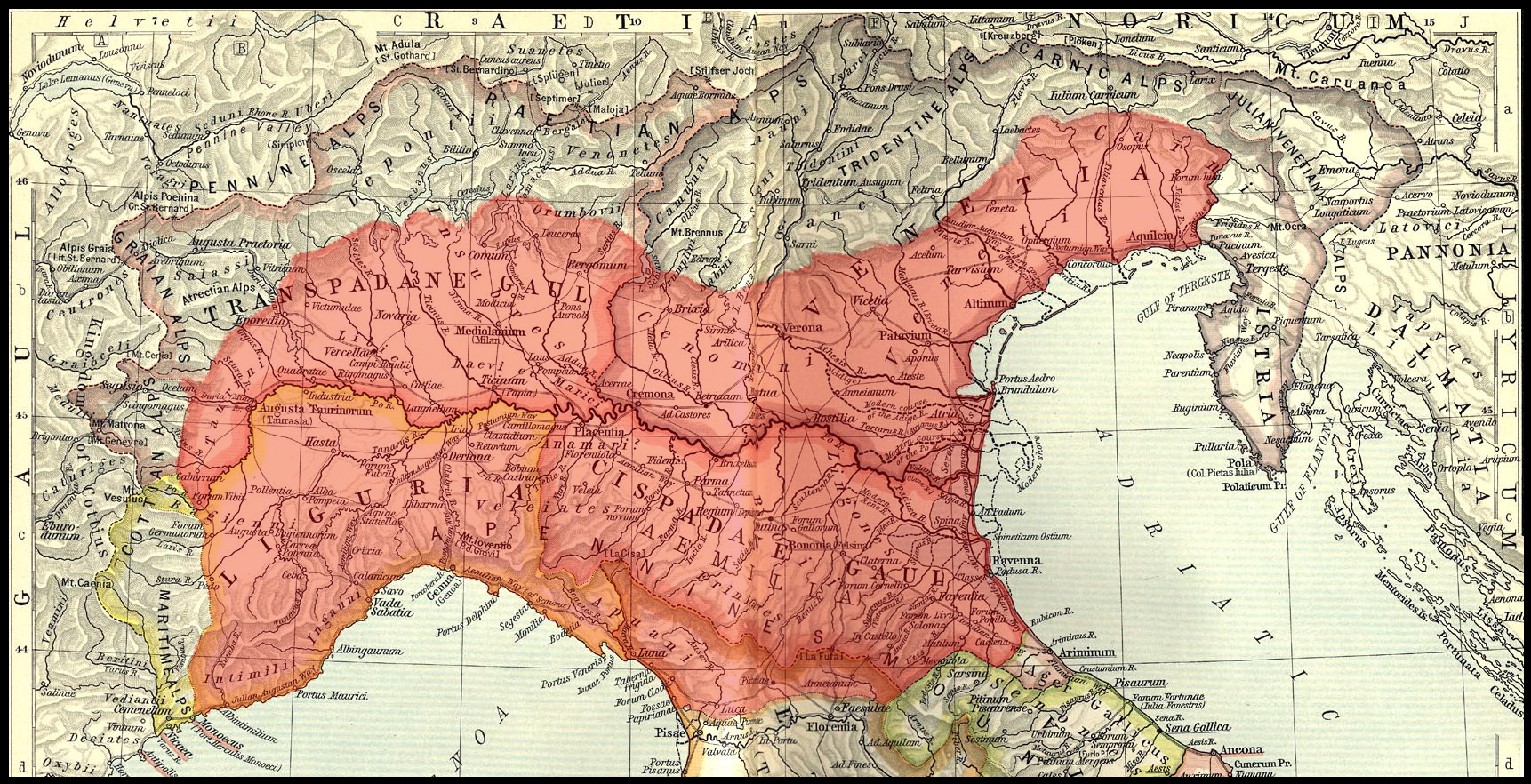
Territori della Gallia Cisalpina (evidenziati in rosso trasparente) tra la fine del II e gli inizi del I secolo a.C. mostrati sui confini delle regiones augustee, che vennero costituite nel 7 d.C.

Ora tutta l'Italia, a differenza dei territori provinciali, era governata e retta direttamente dal Senatus Romanus (Senato romano), e tale status permetteva ai magistrati romani di esercitare, in alternativa all'Imperium militiae (potere militare), che era l'unico tipo di imperium esercitato nelle province, il cosiddetto Imperium domi (potere civile e di polizia), esclusivamente all'interno dei confini italici.

### Periodo alto imperiale (30 a.C. - 285)

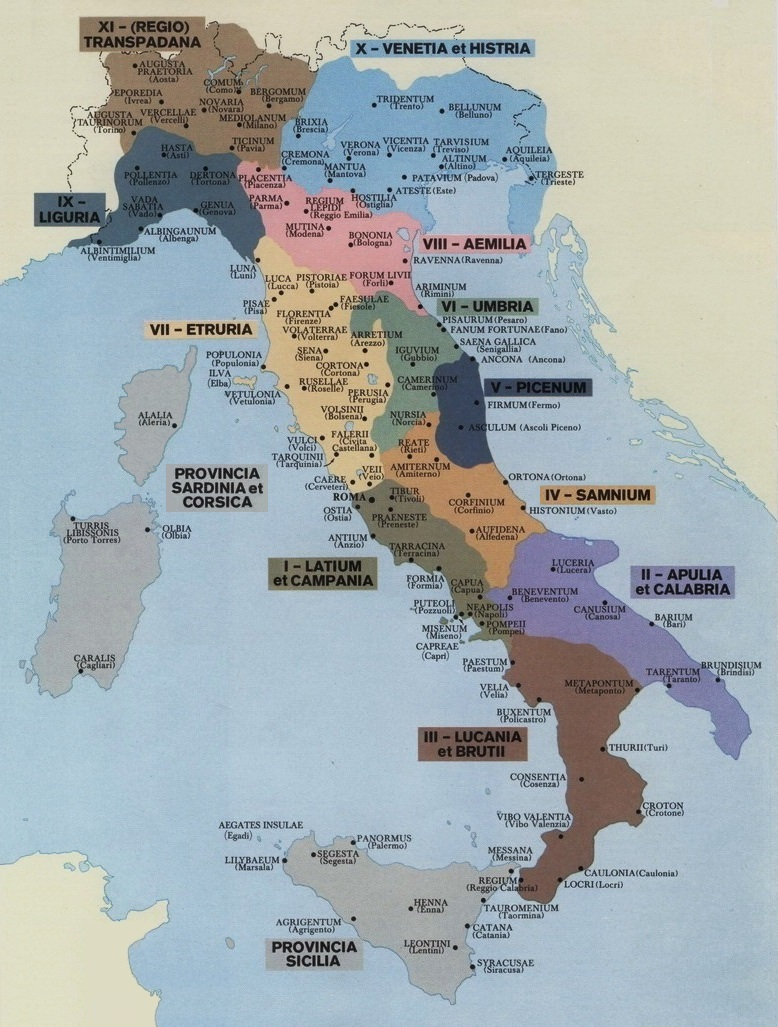
Le undici regiones augustee in cui era suddivisa l'Italia sovrapposte ai confini politici attuali.

Con l'avvento dell'Impero Augusto provò a riorganizzare le città della penisola in base a criteri etnici, linguistici, nonché geografici, probabilmente a causa del fallimento del precedente sistema organizzativo in tribù territoriali. Non si hanno certezze riguardo alla finalità dell'organizzazione dell'Italia in regiones; tra le ipotesi più probabili c'è che le regiones dovessero costituire il nuovo quadro per i censimenti o per il sistema fiscale. Come riferito da Plinio il vecchio nella sua Naturalis Historia, Augusto riorganizzò l'Italia suddividendola in 11 regioni: 
- Regio I Latium et Campania
- Regio II Apulia et Calabria
- Regio III Lucania et Bruttii
- Regio IV Samnium
- Regio V Picenum
- Regio VI Umbria et Ager Gallicus
- Regio VII Etruria[69]
- Regio VIII Aemilia
- Regio IX Liguria,[70]
- Regio X Venetia et Histria
- Regio XI Transpadana[71]

Svetonio e le Res gestae divi Augusti parlano della fondazione di ben 28 colonie in Italia da parte di Augusto. Riconobbe, in un certo qual modo, l'importanza di queste colonie, attribuendo diritti uguali a quelli di Roma, permettendo ai decurioni delle colonie di votare, ciascuno nella propria città, per l'elezione dei magistrati di Roma, facendo pervenire il loro voto nell'Urbe, il giorno delle elezioni.
Al tempo di Tiberio (14-37 d.C.), fu assegnata al senato di Roma la giurisdizione in campo religioso e sociale su tutta l'Italia. Lo stesso imperatore, nel 19, rese illegale i culti caldei e giudaici, e coloro che li professavano furono costretti all'arruolamento o espulsi dall'Italia.
Sotto Traiano (98-117), sia in Italia sia nelle province, il vecchio governo di tipo municipale comincia a non reggere più. Oggi, tuttavia, questa visione dell'evergetismo imperiale come espressione di una volontà di dominio diretto sulle città non è più condivisa da tutti gli studiosi. Il lavoro di F. Jacques ha mostrato infatti la distanza che separava l'autorità imperiale dall'autogoverno della città anche in questo periodo. Ciò non esclude, in ogni caso, che l'amministrazione imperiale mantenesse controllate le città.
Per rafforzare questo controllo, Adriano assegnò l'Italia a quattro consolari portanti il titolo di legati propretori, utilizzato per i governatori delle province. Il moto di protesta sollevato nel senato, che era rappresentante dei vari municipi d'Italia, lesi nella loro autonomia garantita da secoli, fece sì che la misura fosse annullata dal suo successore, Antonino Pio. L'Italia aveva ancora in questo periodo la forza necessaria a rivendicare la propria dignità di territorio egemone dell'Impero, ma questo stato di cose sarebbe durato poco di fronte a imperatori provinciali più determinati.
La riforma di Adriano rispondeva tuttavia a una reale esigenza: le regioni dell'Italia avevano bisogno di un'amministrazione più gerarchizzata, in particolare nel campo della giustizia civile. Per ovviare a questa necessità, Marco Aurelio creò nel 165 i giuridici (iuridici), che esercitavano nei distretti dal taglio geografico abbastanza mutevole. La zona localizzata nei 100 miglia intorno a Roma dipendeva dal prefetto della Città, che vide le sue prerogative aumentate sotto i Severi. Fuori da questa zona, e per gli affari gravi o che toccavano gli interessi dell'imperatore, o ancora alle domande di mantenimento dell'ordine, potevano intervenire i prefetti del pretorio, come avvenne verso il 168, quando costrinsero la città di Saepinum a rispettare il diritto dei pastori transumanti.
Il sistema amministrativo dell'Italia imperiale rimase distinto da quello delle province fino all'epoca di Diocleziano. Le province erano infatti territori governati da magistrati delegati dal potere centrale, mentre l'annessione e poi l'amministrazione dell'Italia si era articolata per secoli attraverso la fondazione di colonie romane e latine, la sottoscrizione di alleanze con socii, la confisca di alcuni territori (ager publicus) e la concessione della cittadinanza (parziale o completa a seconda dei casi) ad alcune comunità (municipia).

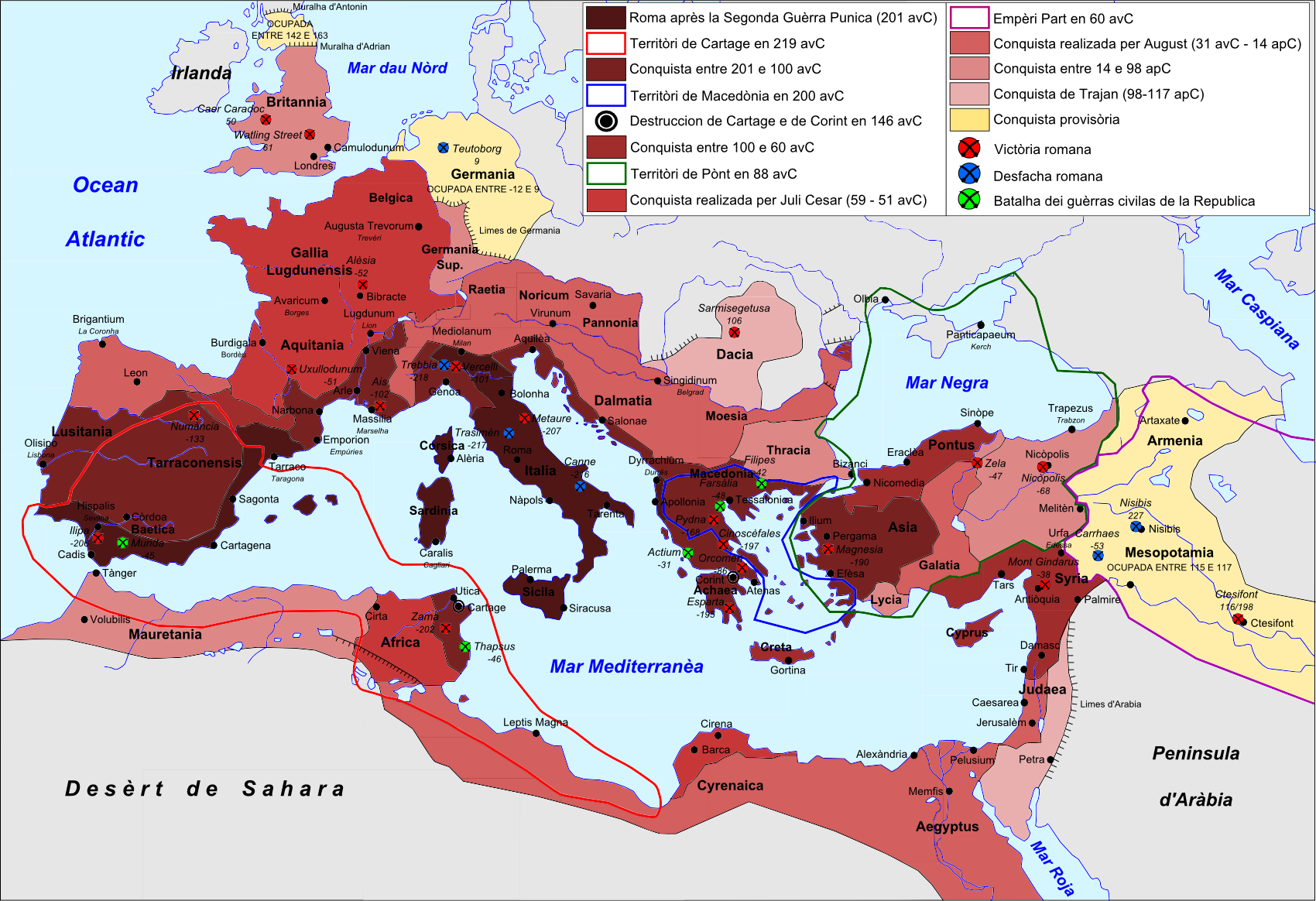
Evoluzione delle conquiste romane dalla seconda guerra punica (218-202 a.C.) alle conquiste di Traiano (98-117 d.C.), le cui basi vennero gettate durante il principato di Augusto.

### Periodo tardo imperiale (285-476)
Sotto Costantino I (314), la diocesi d'Italia fu suddivisa in due partizioni amministrative o vicariati, ognuna governata da un vicarius: l'Italia Suburbicaria e l'Italia Annonaria. In realtà le fonti dell'epoca, come il Laterculus Veronensis e la Notitia Dignitatum, attestano che de iure l'Italia continuava ad essere suddivisa in una sola diocesi, la dioecesis Italiciana, a sua volta suddivisa in due vicariati.
Comunque, essendo Italia Annonaria e Italia Suburbicaria rette ognuna da un vicarius (la massima autorità civile di una diocesi), esse sono spesso dette impropriamente diocesi in quanto de facto lo erano pur non essendolo de iure.
Il capoluogo dell'Italia romana fu Roma, che lo restò de iure anche quando le città di riferimento della penisola diventarono Mediolanum e Ravenna, che assunsero il ruolo di capitali dell'Impero romano d'Occidente de facto, rispettivamente, dal 286 al 402 e dal 402 al 476.

### Evoluzione delle regioni dell'Italia romana
| Evoluzione delle regioni dell'Italia romana | Evoluzione delle regioni dell'Italia romana                | Evoluzione delle regioni dell'Italia romana                | Evoluzione delle regioni dell'Italia romana                | Evoluzione delle regioni dell'Italia romana | Evoluzione delle regioni dell'Italia romana | Evoluzione delle regioni dell'Italia romana | Evoluzione delle regioni dell'Italia romana | Evoluzione delle regioni dell'Italia romana | Evoluzione delle regioni dell'Italia romana | Evoluzione delle regioni dell'Italia romana | Evoluzione delle regioni dell'Italia romana | Evoluzione delle regioni dell'Italia romana | Evoluzione delle regioni dell'Italia romana | Evoluzione delle regioni dell'Italia romana | Evoluzione delle regioni dell'Italia romana |
| ------------------------------------------- | ---------------------------------------------------------- | ---------------------------------------------------------- | ---------------------------------------------------------- | --- | --- | --- | --- | --- | --- | --- | --- | --- | ------------------------------------------- | ------------------------------------------- | ------------------------------------------- |
| Prima della fondazione di Roma              | Pianura padana (Liguri, Golasecchiani, Veneti ed Etruschi) | Pianura padana (Liguri, Golasecchiani, Veneti ed Etruschi) | Pianura padana (Liguri, Golasecchiani, Veneti ed Etruschi) | Pianura padana (Liguri, Golasecchiani, Veneti ed Etruschi) | Latium vetus e adiectus (Latini, Volsci e Ausoni) | Campania antica (Campani) | Etruria (Etruschi) | Umbria (Umbri) | Piceno (Piceni) | Sannio (Sanniti) | Apulia (Dauni, Peucezi e Messapi) | Lucania e Bruzio (Lucani e Bruzi) | Sicilia (Siculi, Elimi e Sicani)            | Sardegna (Sardi)                            | Corsica (Corsi)                             |
| Fino al 509 a.C.                            | Pianura padana (Celti, Liguri, Veneti ed Etruschi)         | Pianura padana (Celti, Liguri, Veneti ed Etruschi)         | Pianura padana (Celti, Liguri, Veneti ed Etruschi)         | Pianura padana (Celti, Liguri, Veneti ed Etruschi) | Latium romano | Campania antica (Campani) | Etruria (Etruschi) | Umbria (Umbri) | Piceno (Piceni) | Sannio (Sanniti) | Apulia (Dauni, Peucezi e Messapi) | Lucania e Bruzio (Lucani e Bruzi) | Sicilia (Cartaginesi e Greci)               | Sardegna (Sardi e Cartaginesi)              | Corsica (Corsi ed Etruschi)                 |
| Dal 264 a.C.                                | Pianura padana (Liguri, Celti, Veneti e Etruschi)          | Pianura padana (Liguri, Celti, Veneti e Etruschi)          | Pianura padana (Liguri, Celti, Veneti e Etruschi)          | Italia romana Territorio formato da cittadini di pieno diritto (es. colonie romane) e cittadini sine suffragio (es. i municipia), le colonie di diritto latino e gli alleati (tra cui l'Ager Gallicus) | Italia romana Territorio formato da cittadini di pieno diritto (es. colonie romane) e cittadini sine suffragio (es. i municipia), le colonie di diritto latino e gli alleati (tra cui l'Ager Gallicus) | Italia romana Territorio formato da cittadini di pieno diritto (es. colonie romane) e cittadini sine suffragio (es. i municipia), le colonie di diritto latino e gli alleati (tra cui l'Ager Gallicus) | Italia romana Territorio formato da cittadini di pieno diritto (es. colonie romane) e cittadini sine suffragio (es. i municipia), le colonie di diritto latino e gli alleati (tra cui l'Ager Gallicus) | Italia romana Territorio formato da cittadini di pieno diritto (es. colonie romane) e cittadini sine suffragio (es. i municipia), le colonie di diritto latino e gli alleati (tra cui l'Ager Gallicus) | Italia romana Territorio formato da cittadini di pieno diritto (es. colonie romane) e cittadini sine suffragio (es. i municipia), le colonie di diritto latino e gli alleati (tra cui l'Ager Gallicus) | Italia romana Territorio formato da cittadini di pieno diritto (es. colonie romane) e cittadini sine suffragio (es. i municipia), le colonie di diritto latino e gli alleati (tra cui l'Ager Gallicus) | Italia romana Territorio formato da cittadini di pieno diritto (es. colonie romane) e cittadini sine suffragio (es. i municipia), le colonie di diritto latino e gli alleati (tra cui l'Ager Gallicus) | Italia romana Territorio formato da cittadini di pieno diritto (es. colonie romane) e cittadini sine suffragio (es. i municipia), le colonie di diritto latino e gli alleati (tra cui l'Ager Gallicus) | Sicilia (Cartaginesi e Greci)               | Sardegna (Sardi e Cartaginesi)              | Corsica (Corsi e Cartaginesi)               |
| Dal 241 a.C.                                | Occupazione romana (dal 222 a.C.)                          | Occupazione romana (dal 222 a.C.)                          | Occupazione romana (dal 222 a.C.)                          | Italia romana (idem) | Italia romana (idem) | Italia romana (idem) | Italia romana (idem) | Italia romana (idem) | Italia romana (idem) | Italia romana (idem) | Italia romana (idem) | Italia romana (idem) | Sicilia (provincia dal 241 a.C.)            | Sardegna e Corsica (provincia dal 237 a.C.) | Sardegna e Corsica (provincia dal 237 a.C.) |
| Dall'88 a.C. (fine guerra sociale)          | Gallia Cisalpina (costituita in provincia post 90 a.C.)    | Gallia Cisalpina (costituita in provincia post 90 a.C.)    | Gallia Cisalpina (costituita in provincia post 90 a.C.)    | Italia romana (cittadini) | Italia romana (cittadini) | Italia romana (cittadini) | Italia romana (cittadini) | Italia romana (cittadini) | Italia romana (cittadini) | Italia romana (cittadini) | Italia romana (cittadini) | Italia romana (cittadini) | Sicilia (provincia)                         | Sardegna e Corsica (provincia)              | Sardegna e Corsica (provincia)              |
| Dal 49 a.C.                                 | Gallia cisalpina (provincia di cittadini)                  | Gallia cisalpina (provincia di cittadini)                  | Gallia cisalpina (provincia di cittadini)                  | Italia romana (cittadini) | Italia romana (cittadini) | Italia romana (cittadini) | Italia romana (cittadini) | Italia romana (cittadini) | Italia romana (cittadini) | Italia romana (cittadini) | Italia romana (cittadini) | Italia romana (cittadini) | Sicilia (provincia)                         | Sardegna e Corsica (provincia)              | Sardegna e Corsica (provincia)              |
| Dal 42 a.C.                                 | Italia romana (cittadini)                                  | Italia romana (cittadini)                                  | Italia romana (cittadini)                                  | Italia romana (cittadini) | Italia romana (cittadini) | Italia romana (cittadini) | Italia romana (cittadini) | Italia romana (cittadini) | Italia romana (cittadini) | Italia romana (cittadini) | Italia romana (cittadini) | Italia romana (cittadini) | Sicilia (provincia)                         | Sardegna e Corsica (provincia)              | Sardegna e Corsica (provincia)              |
| Dal 7 d.C. (Italia augustea)                | Regio XI Transpadana                                       | Regio X Venetia et Histria                                 | Regio IX Liguria                                           | Regio VIII Aemilia | Regio I Latium et Campania | Regio I Latium et Campania | Regio VII Etruria | Regio VI Umbria | Regio V Picenum | Regio IV Samnium | Regio II Apulia et Calabria | Regio III Lucania et Bruttii | Sicilia (provincia)                         | Sardegna e Corsica (provincia)              | Sardegna e Corsica (provincia)              |
| Dal 292 (Diocleziano)                       | Diocesi d'Italia                                           | Diocesi d'Italia                                           | Diocesi d'Italia                                           | Diocesi d'Italia | Diocesi d'Italia | Diocesi d'Italia | Diocesi d'Italia | Diocesi d'Italia | Diocesi d'Italia | Diocesi d'Italia | Diocesi d'Italia | Diocesi d'Italia | Diocesi d'Italia                            | Diocesi d'Italia                            | Diocesi d'Italia                            |
| Dal 314 (Costantino I)                      | Italia Annonaria                                           | Italia Annonaria                                           | Italia Annonaria                                           | Italia Annonaria | Italia Suburbicaria | Italia Suburbicaria | Italia Suburbicaria | Italia Suburbicaria | Italia Suburbicaria | Italia Suburbicaria | Italia Suburbicaria | Italia Suburbicaria | Italia Suburbicaria                         | Italia Suburbicaria                         | Italia Suburbicaria                         |

## Storia
| Mappa del Latium vetus |
| --- |
| Carseoli Nersae Cameria Eretum Feronia Ceri Alsium Caere Orvinium Cures Capena Ferentinum Frusino Anagnia Vitellia Albalonga Laurentum Lavinium Bovillae Aricia Lanuvium Velitrae Signia Artena Tolerium Bolae Pedum Labicum Nomentum Crustumerium Careiae Fregenae Ostia Varia Empulum Tibur Praeneste Gabii Tusculum Fidenae Veii Antemnae Roma Latium adiectum Etruria |

La sottomissione delle popolazioni italiche e l’unificazione di questi popoli in un'entità geografica identificabile con l'attuale penisola italica, richiese a Roma una serie di guerre di conquista e di colonizzazioni lunghe e difficili. Le tappe principali furono, la conquista del primato sul Latium vetus durante l’intera epoca regia e poi la conquista della penisola dall'Arno allo stretto di Messina durante il primo periodo repubblicano (fino al 264 a.C.).
A partire poi dalla prima guerra punica (264-241 a.C.) i territori soggetti al dominio romano andarono a comprendere anche Sicilia (241 a.C.), Sardegna e Corsica (238 a.C.), isole trasformate in province.
Ancora nel III secolo a.C., nonostante l'opera di conquista dell'Italia da parte di Roma fosse quasi ultimata, non vi esisteva ancora un sentimento di appartenenza comune. Fu la seconda guerra punica (218-202 a.C.) a porne le basi. Dopo la sconfitta di Annibale (202 a.C.), i romani si rivalsero infatti sui popoli che, pur essendo sottomessi a Roma, si erano ribellati e coalizzati con Cartagine. Alcune città del sud Italia furono rase al suolo, mentre i pochi Galli rimasti nella Gallia Cispadana furono completamente annientati.
Inoltre, moltissime comunità, sia del nord sia del sud, furono forzatamente sradicate dalla loro patria natia e deportate altrove. I Liguri Apuani, ad esempio, furono deportati in massa (47 000 persone) nel Sannio e nella Campania.
Il processo di romanizzazione e di omogeneizzazione della penisola iniziò a questo punto a dare i suoi frutti. Nel Meridione, ad esempio, gli aristocratici italici iniziarono a organizzare matrimoni misti con le aristocrazie romane ed etrusche, al fine di creare intrecci coniugali che garantissero la strutturazione di legami di sangue in tutta la penisola. Questi legami ebbero talmente tanto successo che, a partire dal I secolo a.C., numerosi personaggi politici di primo piano potevano annoverare tra i loro antenati famiglie etrusche, sannite, umbre e via discorrendo.
In concomitanza poi con la guerra annibalica, Roma procedette a sottomettere anche i territori celti a nord degli Appennini della Gallia cisalpina (dal 222 al 200 a.C.) e poi delle limitrofe popolazioni di Veneti (a oriente) e Liguri (a occidente) fino a raggiungere la base delle Alpi.
Con la seconda metà del II secolo a.C. gli alleati italici (socii) iniziarono a chiedere la cittadinanza romana, che però ottennero dopo una dura e sanguinosa guerra sociale, nell’89 a. C., attraverso la Lex Plautia Papiria. Fu l'ultimo e fondamentale passo dell'integrazione italica nel mondo romano, e dunque della conseguente fusione delle varie culture etniche in un'unica identità politica e culturale. I socii Italici si coalizzarono contro Roma (Velleio Patercolo scrive addirittura «tutta l'Italia si levò contro Roma») e, se da un lato la coalizione italica perse la guerra, ottenne ugualmente la tanto agognata cittadinanza romana. Fu al termine di questa «grande guerra» (come la definì Diodoro Siculo), che le differenze fra l'Italia e le province si fecero più evidenti.
Nel 49 a.C., la cittadinanza romana venne estesa anche alla parte "transpadana" della Gallia Cisalpina (Italia settentrionale compresa tra le Alpi e il Po), e cioè ai restanti Galli cisalpini e ai Veneti, attraverso la Lex Roscia (49 a.C.), mentre, nel 42 a.C., la recente provincia della Gallia Cisalpina venne abolita ed annessa, a pieno titolo, al territorio dell'Italia romana, la quale, a partire da questo momento, comprese giuridicamente tutto il territorio peninsulare a sud delle Alpi. Le città "transpadane" avevano già ottenuto la cittadinanza romana da Cesare sette anni prima, e lo Ius Latii nell'89 a. C., attraverso la Lex Pompeia de Transpadanis.
Questi ultimi due eventi coronarono la tanto attesa integrazione sociale dell'intera penisola italica, divenendo di fatto, tutti gli Italici, Romani a tutti gli effetti. La concessione della cittadinanza aveva permesso a Roma in questi secoli di Repubblica, di diffondere ovunque la propria lingua, i costumi, le istituzioni.
Con la fine del periodo delle guerre civili, Ottaviano Augusto intraprese la conquista delle valli alpine (dalla Valle d'Aosta fino al fiume Arsia in Istria). In seguito alla conquista dell'intero arco alpino, divise l’Italia in 11 regioni (7 d.C. circa).

## Difesa ed esercito

### Legioni romane
Durante la seconda guerra punica (218-202 a.C.), numerose furono le legioni dislocate sul territorio italico a partire dal 218 a.C., quando, il console Publio Cornelio Scipione, si recò nella Gallia cisalpina con due legioni e tre alae di socii italici a difendere i confini settentrionali contro l'avanzata di Annibale, scontrandosi con l'esercito cartaginese prima al Ticino e poi alla Trebbia. In seguito alla terribile disfatta di Canne (216 a.C.), si arrivarono a schierare fino a 25 legioni complessive, molte delle quali sul suolo italico (ben 16, oltre a 4 in Sicilia e 2 in Sardegna), come risulta dalla tabella riassuntiva sottostante:
| Anno (inizi) | Esercito consolare (1)                                                            | Esercito consolare (2)                                                                     | Gallia cisalpina                                                  | Sicilia | Sardegna                                                       | Spagna                                     | Campania                                                        | Apulia                                                    | Grecia e Macedonia                                                                | Piceno         | Etruria                          | Lucania                                                     | Roma                                                            | TOTALE                   |
| ------------ | --------------------------------------------------------------------------------- | ------------------------------------------------------------------------------------------ | ----------------------------------------------------------------- | --- | -------------------------------------------------------------- | ------------------------------------------ | --------------------------------------------------------------- | --------------------------------------------------------- | --------------------------------------------------------------------------------- | -------------- | -------------------------------- | ----------------------------------------------------------- | --------------------------------------------------------------- | ------------------------ |
| 212 a.C.     | Fulvio Flacco (cos.), 2 legioni + 2 alae (destinato alla Apulia; Bovianum; Capua) | Appio Claudio Pulcro (cos.), 2 legioni + 2 alae (destinato alla Campania; Bovianum; Capua) | Publio Sempronio Tuditano (propraet.) 2 legioni (presso Ariminum) | Claudio Marcello (procos.) 2 legioni "cannensi" (presso Syrakousai); Publio Cornelio Lentulo 1-2 legioni (?) ("vecchia" provincia); Tito Otacilio Crasso (praef. flotta) | Quinto Muzio Scevola (propraet.), 2 legioni + 2 alae (Caralis) | Publio e Gneo Scipione, 2 legioni + 2 alae | Gaio Claudio Nerone (praet.), 2 legioni (?) + 2 alae (Suessula) | Gneo Fulvio Flacco (praet.) 2 legioni di volones (Lucera) | Marco Valerio Levino (propraet.), 1 legione + 1 ala + flotta di 50 navi (Oricum?) | nessun comando | Giunio Silano (praet.) 2 legioni | Sempronio Gracco (procos.), 2 legioni + 2 alae (in Lucania) | Publio Cornelio Silla (praet. urbanus et peregrinus), 2 legioni | 23 + 2 (in Spagna?) = 25 |

E se allo scoppio della guerra civile tra Cesare e Pompeo (49 a.C.), vi erano in Italia una decina di legioni (due delle quali a Luceria, in Apulia, e almeno 4 tra Piceno e territorio dei Marsi), nel 44 a.C., alla morte di Cesare, una legione romana era collocata in Sardegna e una a Capua (la VII), mentre tre probabilmente in Gallia Cisalpina nei pressi di Aquileia.

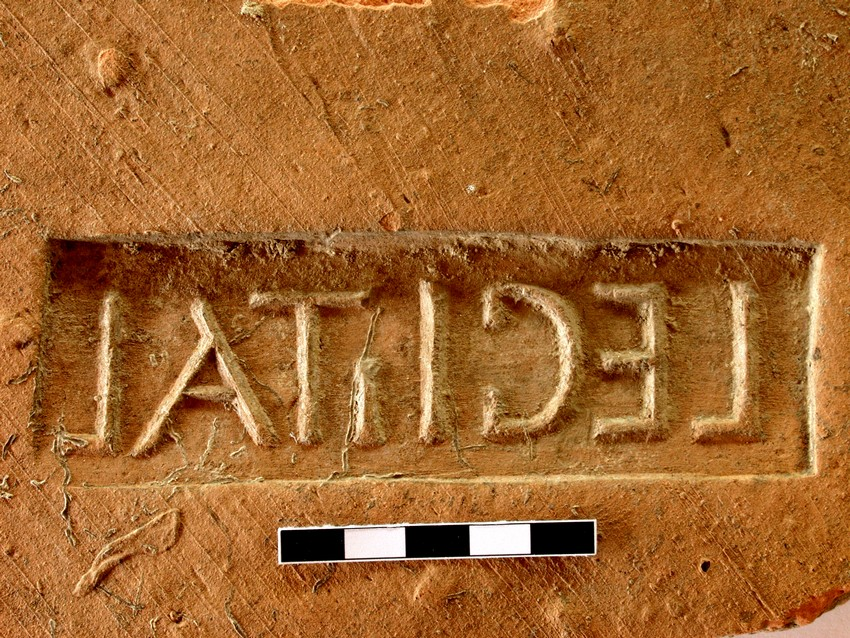
Impronta di una tegula recante l'iscrizione della Legio I Italica.

Con l'avvento della riforma militare augustea, la "spina dorsale" dell'esercito romano rimase ugualmente la legione, in numero di 28 (25 dopo Teutoburgo). Ogni legione era composta di circa 5 000 cittadini, in prevalenza Italici (attorno al 65%, molti dei quali provenienti dai territori cisalpini, rispetto a un 35% di provinciali, muniti anch'essi di cittadinanza romana), per un totale di circa 140 000 uomini (e poi circa 125 000), che si rinnovavano con una media di 12 000 armati all'anno. Le legioni erano arruolate fra i circa 4 000 000 di cittadini romani.
Sappiamo che nel 66, al tempo dell'imperatore Nerone, fu arruolata la legio I Italica e ricevette le aquile il 20 settembre in previsione di una spedizione in oriente; fu costituita da reclute nate in Italia e alte almeno sei piedi romani (1,77 metri circa, poiché un piede corrispondeva a 29,65 cm), che l'imperatore chiamava la "Falange di Alessandro Magno". Ricevette il nome di Italica e fu acquartierata in Mesia inferiore.
La posizione egemonica dell'Italia, in campo militare, cominciò ad attenuarsi a partire dal II secolo. Le legioni, oramai stanziate stabilmente lungo le frontiere dell'impero, iniziarono ad essere reclutate direttamente nelle regioni dove servivano, soprattutto a partire dall'epoca di Adriano. Il reclutamento italico nelle legioni cominciò a ridursi a partire da Vespasiano, anche se rimase largamente maggioritario il contributo italico sia nella guardia pretoria, che tra le coorti urbane, gli ufficiali e i centurioni (80% nel II secolo) dell'esercito schierato lungo le frontiere. Rappresentò, quindi, un'eccezione il reclutamento delle due nuove legioni, II e III Italica sotto Marco Aurelio, in seguito all'invasione germanica del 170 in territorio italico, o la IV Italica reclutata da Alessandro Severo per la guerra persiana.

### Guarnigioni di Roma

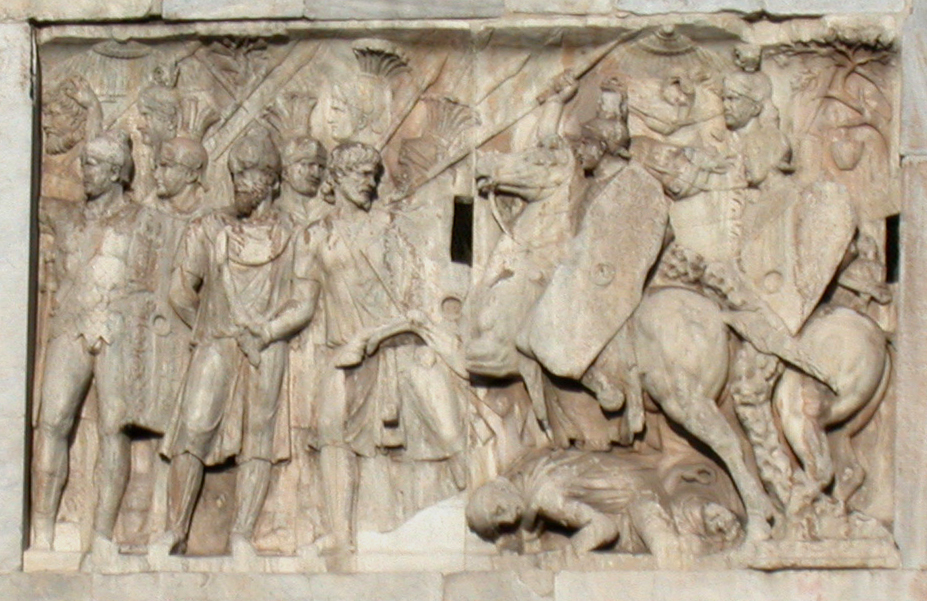
Soldati pretoriani a piedi (sulla sinistra) e a cavallo (sulla destra del pannello; equites singulares) oggi presenti sull'Arco di Costantino e che in origine facevano parte del grande fregio di Traiano.

Le guarnigioni di Roma furono riorganizzate da Augusto in nove coorti pretorie nel 27-26 a.C. (da I a IX, il cui simbolo era lo scorpione), inizialmente posizionate quasi tutte nei dintorni di Roma (a parte 3) e nelle più importanti città italiane (tra cui Aquileia). La scelta di nove coorti fu dettata dalla necessità di non far apparire la presenza a Roma di una legione, composta da 10 coorti, che sarebbe stata considerata contraria alla sacralità della città e che, per la legge del tempo di Silla, proibiva la presenza di armati nella penisola italica (nella parte sottoposta all'autorità di diretta dei magistrati di Roma). Si trattava della guardia personale a difesa dell'Imperatore, la cui origine sembra sia derivata dalla Repubblica, quando i pretori erano accompagnati da un piccolo gruppo di armati.
Per questi motivi Augusto volle che questo corpo di truppa fosse scelto tra i migliori soldati dell'intero esercito romano (di provenienza per lo più dall'Italia centrale), posto sotto il comando di uno o due prefetti di rango equestre (a partire dal 2 a.C.), e dove Mecenate se ne può considerare, in un certo modo, il più antico prefetto. I due prefetti avevano come collaboratori, un tribuno per singola coorte, provenienti per lo più dal primpilatus (entrando a far parte di diritto dell'ordine equestre). Nel 13 a.C. il servizio fu fissato in dodici anni, e poi nel 5 d.C. a sedici, con una paga inizialmente di 1,5 volte quella di un normale legionario, poi di molto superiore.
Vi è da aggiungere che Augusto volle anche una "personale guardia del corpo", per una maggior sicurezza sua e della sua famiglia imperiale, quasi fosse "privata" (in numero compreso tra i 100 e i 500 armati), reclutati tra i Calagurritani fino alla sconfitta di Antonio e poi tra le popolazioni germaniche dei Batavi (Germani corporis custodes), i quali furono però sciolti dopo la clades variana del 9, e poi ricostituiti poco prima della morte dello stesso imperatore. Nel 68 questo corpo fu definitivamente sciolto dall'Imperatore Galba, poiché li riteneva fedeli al precedente imperatore Nerone, morto da poco. Questa decisione provocò un profondo senso di offesa nei confronti dei Batavi, i quali poco dopo si rivoltarono l'anno seguente.

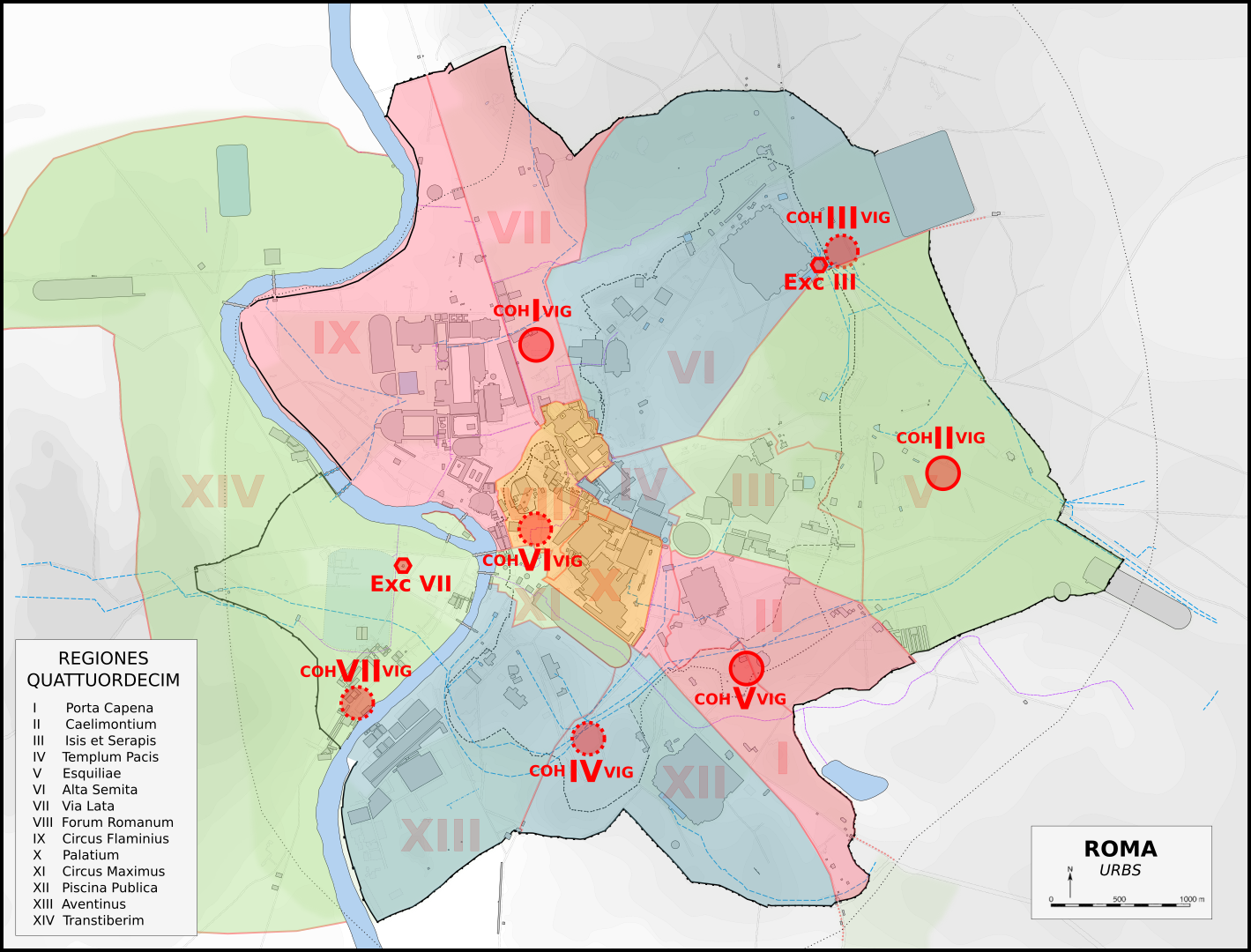
Mappa di Roma antica, divisa da Augusto in quattordici regiones, affidate a sette coorti di vigiles, ciascuna posta in una caserma (pallini rossi).

Vi erano, inoltre, tre coorti urbane di 500 armati ciascuna (create nel 13 a.C., con la numerazione di X, XI e XII, in successione a quelle pretorie), le quali avevano funzioni di polizia "diurna" e ordine pubblico, e affidate a un Praefectus urbi dell'ordine senatoriale. Ognuna di esse era comandata da un tribuno e da sei centurioni, e non è impossibile che comprendessero anche soldati a cavallo nei loro ranghi. Ecco come descrive Svetonio la loro missione:
(Svetonio, Augustus, XLIX.)
A queste furono aggiunte nel 6, altre 7 coorti milliarie di vigili, militarizzate anch'esse e formate per lo più da liberti, a cui erano affidate le 14 regioni della città di Roma, con il compito di polizia "notturna" e di vigilare sui possibili incendi, a quel tempo molto frequenti. Erano dislocati un po' ovunque nella città, equipaggiati con lampade per i servizi di ronda notturna, secchi, scope, sifoni per la lotta contro il fuoco. Erano comandate da un praefectus vigilum, affiancato da un tribuno e sette centurioni per singola coorte.
L'imperatore Settimio Severo (193 - 211) costituì per la prima volta una "riserva strategica" in prossimità di Roma di quasi 30 000 armati:
- nei Castra Albana, fu alloggiata un'intera legione, la II Parthica;[138]
- il numero degli effettivi della guardia pretoriana venne aumentato da 5 000 a 10 000;[138]
- fu triplicato il numero di armati delle coorti urbane, passando da 2 000 a 6 000;[138]
- a cui si devono sommare i 3 500 Vigiles e ai 1 000 equites singulares.[138]

### Classis

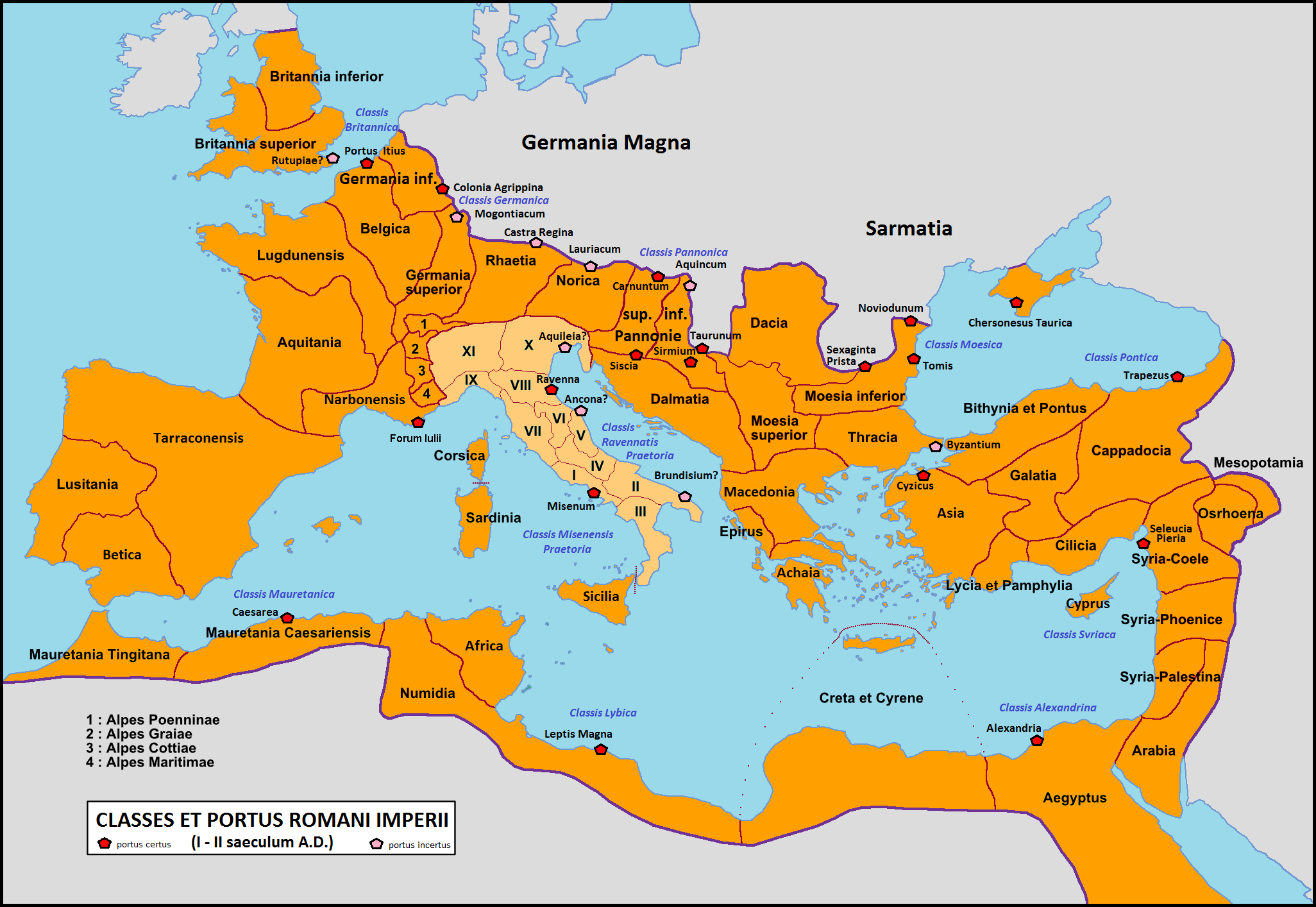
Principali porti militari e flotte (compresa la Classis Misenensis e quella Ravennatis), nei primi due secoli di Impero romano (da Augusto a Settimio Severo, con l'Italia ancora suddivisa nelle undici regiones augustee).

Anche la flotta fu riorganizzata (tra il 27 e il 23 a.C.) con marinai che rimanessero in servizio in modo permanente per almeno 26 anni, grazie al valido collaboratore di Augusto, Marco Vipsanio Agrippa. Inizialmente fu dislocata in Gallia Narbonense a Forum Iulii, in seguito fu divisa in varie flotte: 
- le due basi principali e permanenti si trovavano in Italia ed erano a Miseno (Classis Misenensis con 50 navi e 10 000 marinai classiarii), per la difesa del Mediterraneo occidentale, e a Ravenna (Classis Ravennatis) per la difesa di quello orientale;[128] ognuna delle due "squadre navali" era poi sottoposta a un prefetto, dove il praefectus classis Misenis risultava più alto in grado del praefectus classis Ravennatis.[129]
- oltre a tutta una serie di flotte provinciali a supporto delle armate di terra, sia di mare, come in Egitto (Classis Alexandrina); sia lungo i maggiori fiumi come il Reno (Classis Germanica[141]) e il Danubio-Sava-Drava (Classis Pannonica).

Classis Misenensis
La Classis Misenensis, successivamente Classis Praetoria Misenensis Pia Vindex, aveva il compito di controllare la parte occidentale del Mediterraneo. Istituita da Augusto intorno al 27 a.C., era di stanza a Miseno, porto naturale nel golfo di Napoli. I Romani sfruttarono ad arte la naturale conformazione del porto, che consiste in una doppia baia (una interna e una esterna), adibendo gli spazi più interni ai cantieri e al rimessaggio delle navi, mentre quelli più esterni come porto propriamente detto. La flotta ebbe poi alcuni suoi distaccamenti nei principali porti del Mediterraneo, come ad esempio nel mar Egeo a Il Pireo (presso Atene), e a Salona.
Le navi della flotta rimanevano al sicuro nella base in autunno e inverno: la navigazione iniziava il 10 marzo con la festa detta Isidis Navigium in onore della dea egizia Iside, patrona del mare, dei marinai e delle attività marinare.
La residenza del prefetto della flotta di Miseno sorgeva su quello che oggi è l'isolotto di Punta Pennata (allora collegato alla costa), dove sono presenti alcune evidenze archeologiche risalenti al periodo romano. Nel 79, il prefetto della flotta misenate era Gaio Plinio Secondo, meglio conosciuto come Plinio il Vecchio. Plinio, secondo il nipote, morì durante l'eruzione del Vesuvio del 79, nel tentativo di salvare alcuni cittadini in difficoltà.

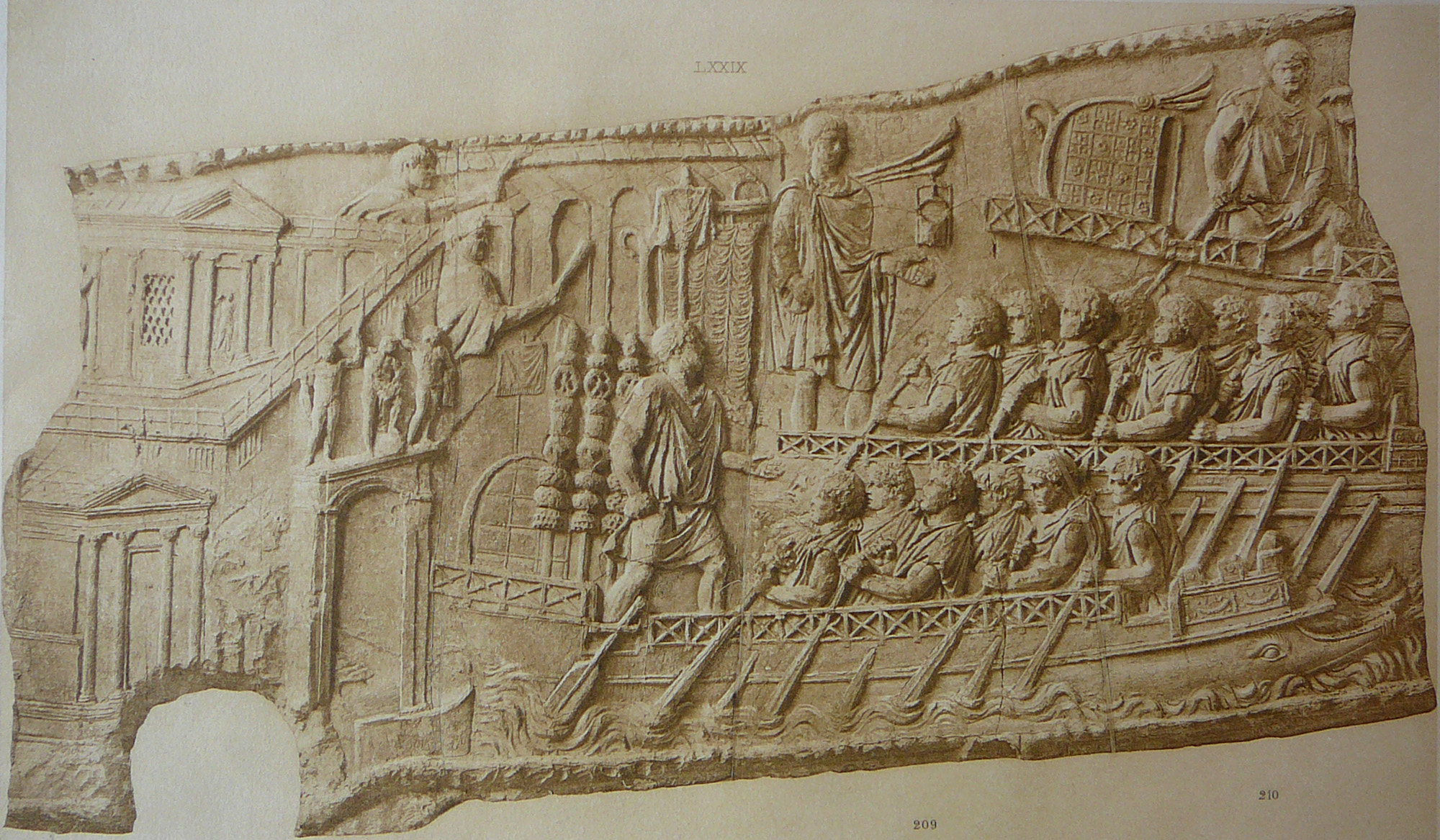
Nel rilievo n. 58 della Colonna Traiana (secondo la classificazione di Conrad Cichorius), il porto qui rappresentato potrebbe essere quello di Classe, oppure quello di Ancona o di
Brindisi.

Il velarium (sistema di teloni retrattili che coprivano il Colosseo) era azionato da un distaccamento della Classis Misenensis, che era alloggiato nei castra misenatium, accampamenti situati nei pressi del grande Anfiteatro Flavio. L'imperatore Costantino I, nel 330, creò una nuova flotta praetoria a Costantinopoli.
Gli effettivi in armi erano circa 10 000 tra legionari e ausiliari, ed erano acquartierati nella cittadella di Miseno, nei pressi della quale aveva sede la Schola Militum dove i legionari apprendevano e si esercitavano tanto nelle tattiche della guerra navale quanto in quelle tradizionali della guerra campale.
Classis Ravennatis
La Classis Ravennatis, successivamente rinominata Classis Praetoria Ravennatis Pia Vindex, fu istituita da Augusto intorno al 27 a.C. Era di stanza a Ravenna ed era la seconda flotta dell'Impero per importanza. Aveva il compito di sorvegliare la parte orientale del Mediterraneo.
Il porto di Classe era simile per conformazione a quello di Miseno, ma nel suo complesso non era del tutto naturale. Si racconta che potesse contenere fino a 250 imbarcazioni. Le lagune, interne rispetto alla costa, erano unite al mare tramite un sistema di dune costiere sopraelevate tagliate da un canale, la "Fossa Augusta", che, prolungato verso nord, congiungeva Ravenna alla laguna veneta e al sistema portuale di Aquileia. Lungo la fossa e attorno ai bacini si potevano vedere arsenali e depositi a perdita d'occhio; lo sviluppo delle banchine raggiungeva i 22 chilometri, estensione ragguardevole se si pensa che alcuni porti europei hanno raggiunto queste dimensioni solo nell'ultimo secolo. A Ravenna, la basilica di Sant'Apollinare in Classe, quando fu costruita nella prima metà del VI secolo, era in riva al mare. Il nome "in Classe" indica appunto la vicinanza a quelli che erano i cantieri navali della flotta imperiale.
La flotta ebbe poi alcuni suoi distaccamenti nei principali porti del Mediterraneo, come ad esempio nel mare Adriatico ad Aquileia e a Salona nell'Illirico. Come la flotta di Miseno, parte di quella di Ravenna fu trasferita nel 330 a Costantinopoli da Costantino. Anche per la flotta ravennate il numero degli effettivi si aggirava intorno ai 10 000 tra legionari e ausiliari.

### Fortezze, forti e fortini

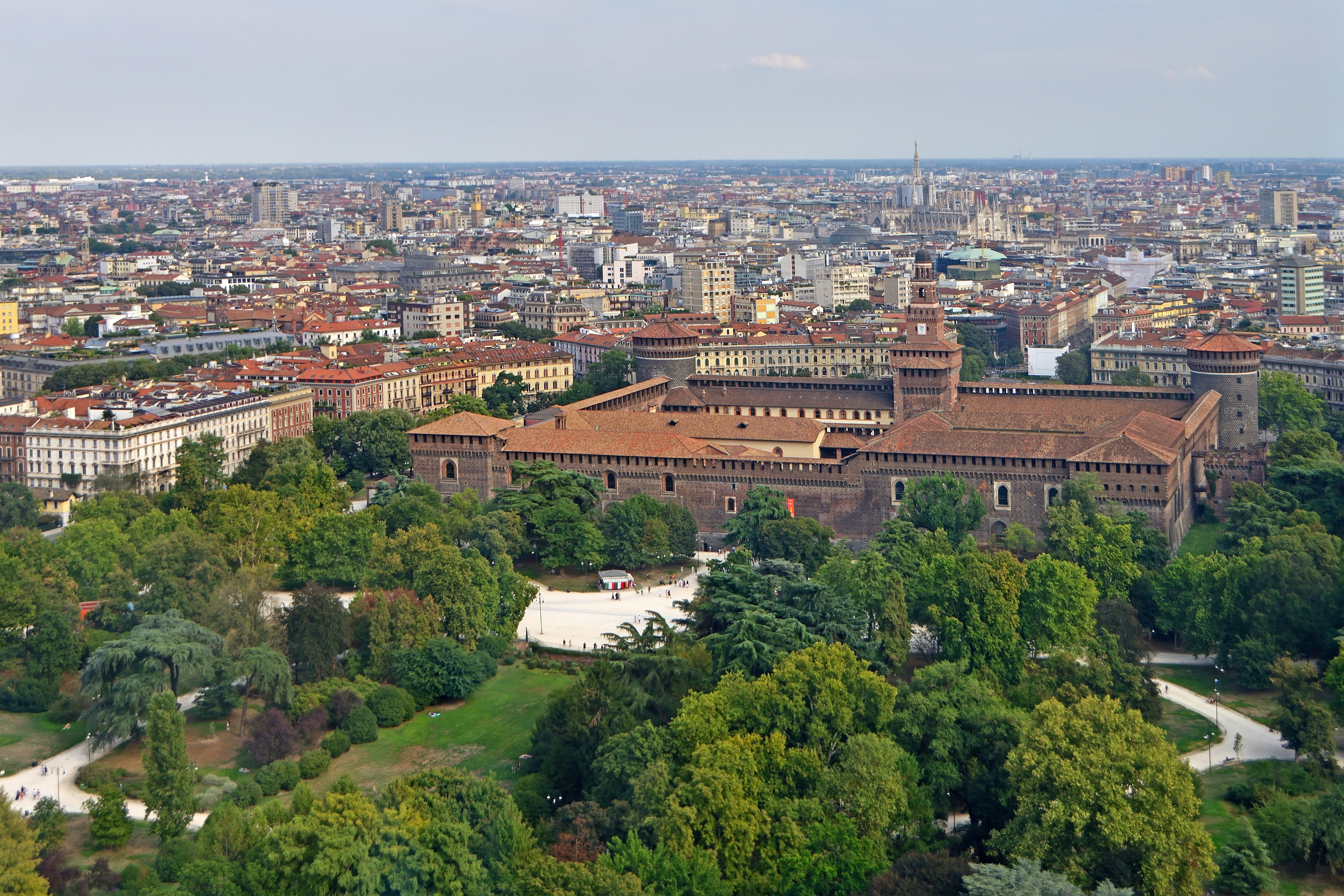
Il Castello Sforzesco di Milano, che sorge nello stesso luogo del medievale Castello di Porta Giovia, di cui rappresenta un ampliamento, e del precedente Castrum Portae Jovis romano. Quest'ultimo iniziò a rivestire, a partire dal 286, quando Mediolanum diventò capitale dell'Impero romano d'Occidente, anche la funzione di Castra Praetoria, ovvero di caserma dei pretoriani, reparto militare che svolgeva compiti di guardia del corpo dell'imperatore.

Numerose furono le città fortezza dislocate nell'intera penisola italiana, poste in località strategiche, pronte a difendere il territorio circostante della federazione romana contro qualsiasi genere di minaccia, interna o esterna. Si trattava delle colonie romane o di diritto latino, basti pensare a una tipica struttura a forma di castrum (accampamento militare), quale la città di Aosta (Augusta Praetoria).
In epoca alto-imperiale, la fortezza dove vennero alloggiate da Tiberio (20-23 ca.) le 9 coorti della guardia pretoriana e le 3 delle coorti urbane a Roma, erano i cosiddetti castra praetoria (un campo di 440 x 380 metri, pari a 16,72 ha, a ovest del quale fu approntata un'area per le esercitazioni); mentre presso i castra Albana venne posizionata la Legio II Parthica al tempo di Settimio Severo, quale riserva strategica a difesa del territorio italico e dello stesso imperatore che risiedeva ancora a Roma.
In epoca tardo-imperiale, tra le fortezze romane presenti in Italia degne di nota, fu l'Arx Romana di Mediolanum, che si trovava appena fuori da Porta Romana. L'Arx Romana, in particolare, era situata sulla sommità di una piccola collina (arx, in latino, significa "rocca, "fortezza", ma anche "altura", "sommità", "luogo elevato"). Il sistema difensivo di Mediolanum era costituito anche da altre tre fortezze, il Castrum Vetus, il Castrum Portae Novae e il Castrum Portae Jovis.
In particolare, il Castrum Portae Jovis, che prendeva il nome dall'omonima porta, iniziò a rivestire, a partire dal 286, quando Mediolanum diventò capitale dell'Impero romano d'Occidente, anche la funzione di Castra Praetoria, ovvero di caserma dei pretoriani, reparto militare che svolgeva compiti di guardia del corpo dell'imperatore. Nella stessa area dove sorgeva il Castrum Portae Jovis venne costruito, in epoca medievale, il Castello di Porta Giovia, che fu poi trasformato nel moderno Castello Sforzesco.

## Geografia politica ed economica

### Maggiori centri italici

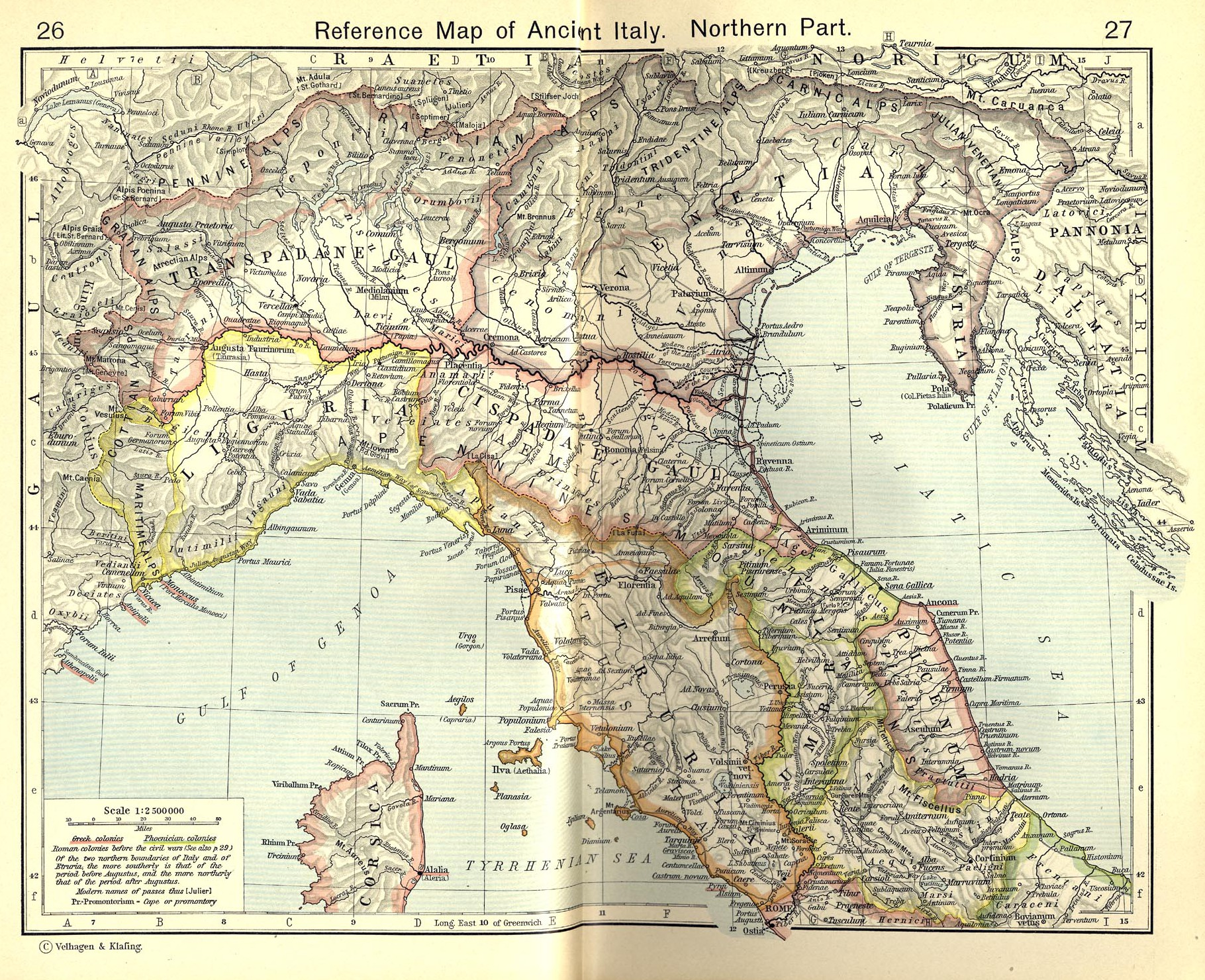
Cartina dell'Italia settentrionale e di quella centrale in epoca augustea.

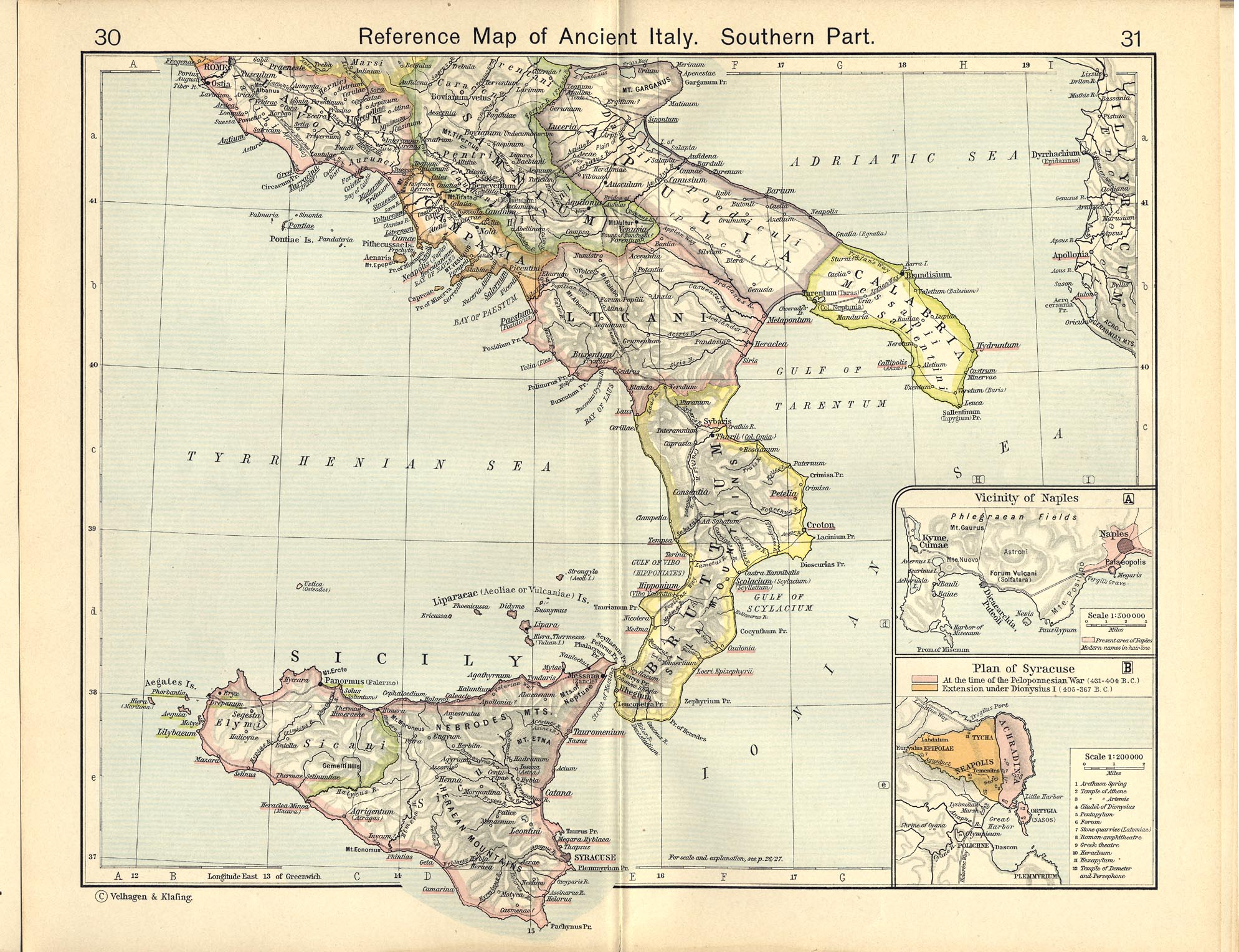
Cartina dell'Italia meridionale in epoca augustea.

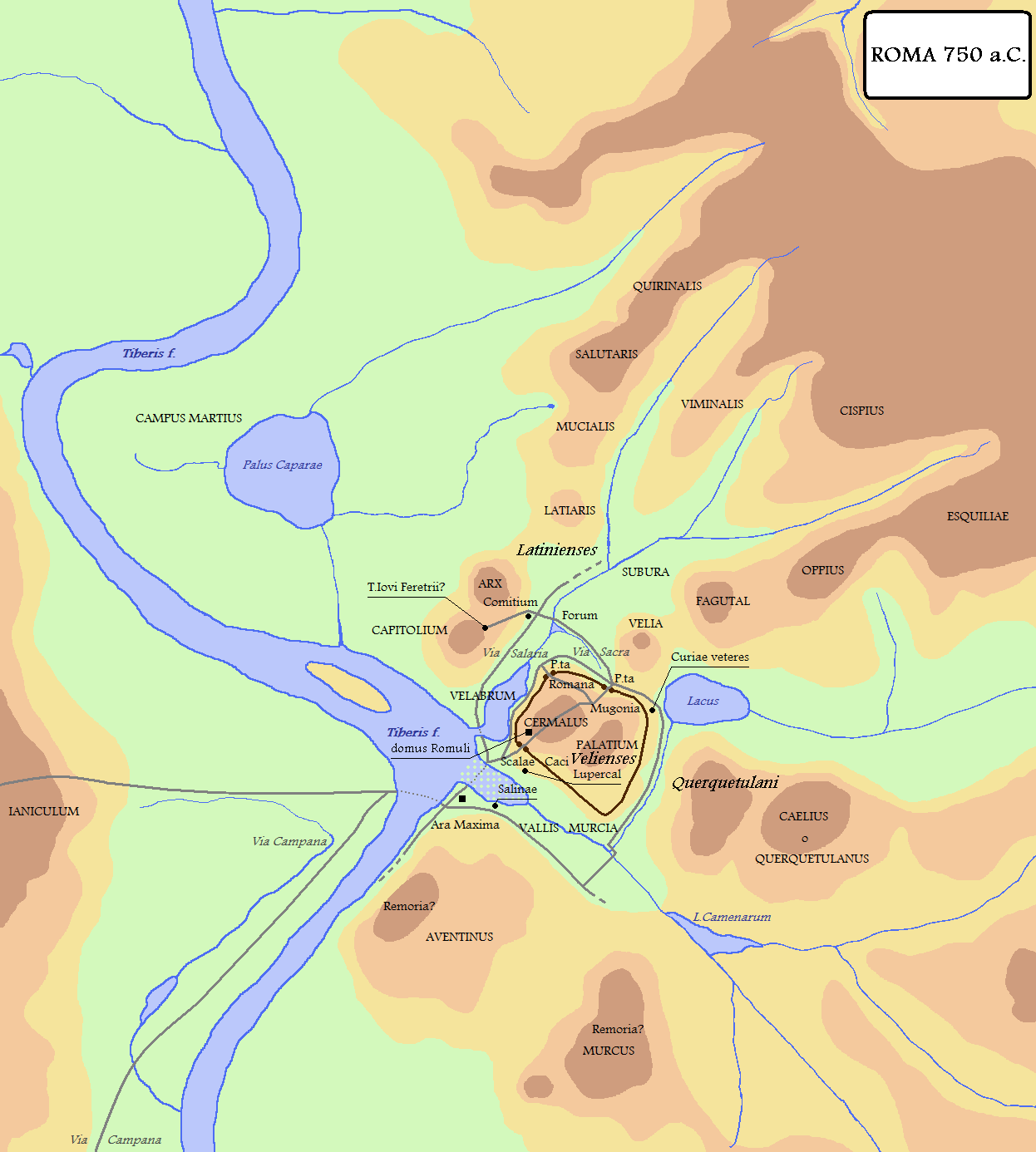
Roma quadrata negli anni della sua fondazione (circa 750 a.C.).

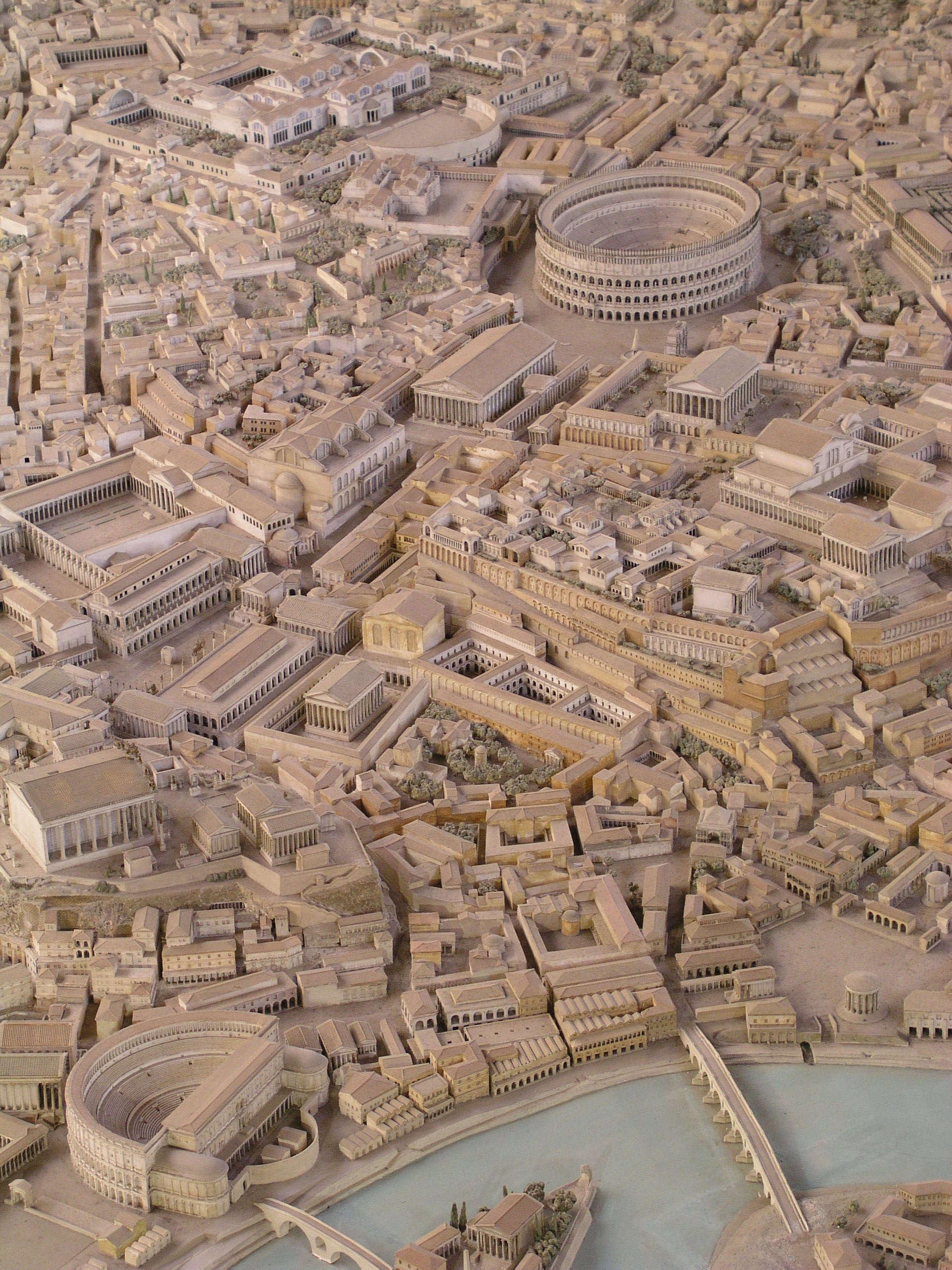
Ricostruzione di Roma imperiale all'epoca di Costantino I: plastico conservato presso il museo della civiltà romana.

Mappa dell'antica Milano romana (Mediolanum) (secoli III-V) con indicate le mura e le porte romane di Milano, il foro romano di Milano, il teatro romano di Milano, l'anfiteatro romano di Milano, il circo romano di Milano, l'area del palazzo imperiale romano di Milano (in rosa più tenue), la zecca romana di Milano, le terme Erculee, il mausoleo imperiale di Milano, la via Porticata con l'arco trionfale, i magazzini annonari romani di Milano (lat. horrea), il porto fluviale romano di Milano, i castelli romani di Milano e le basiliche paleocristiane di Milano.

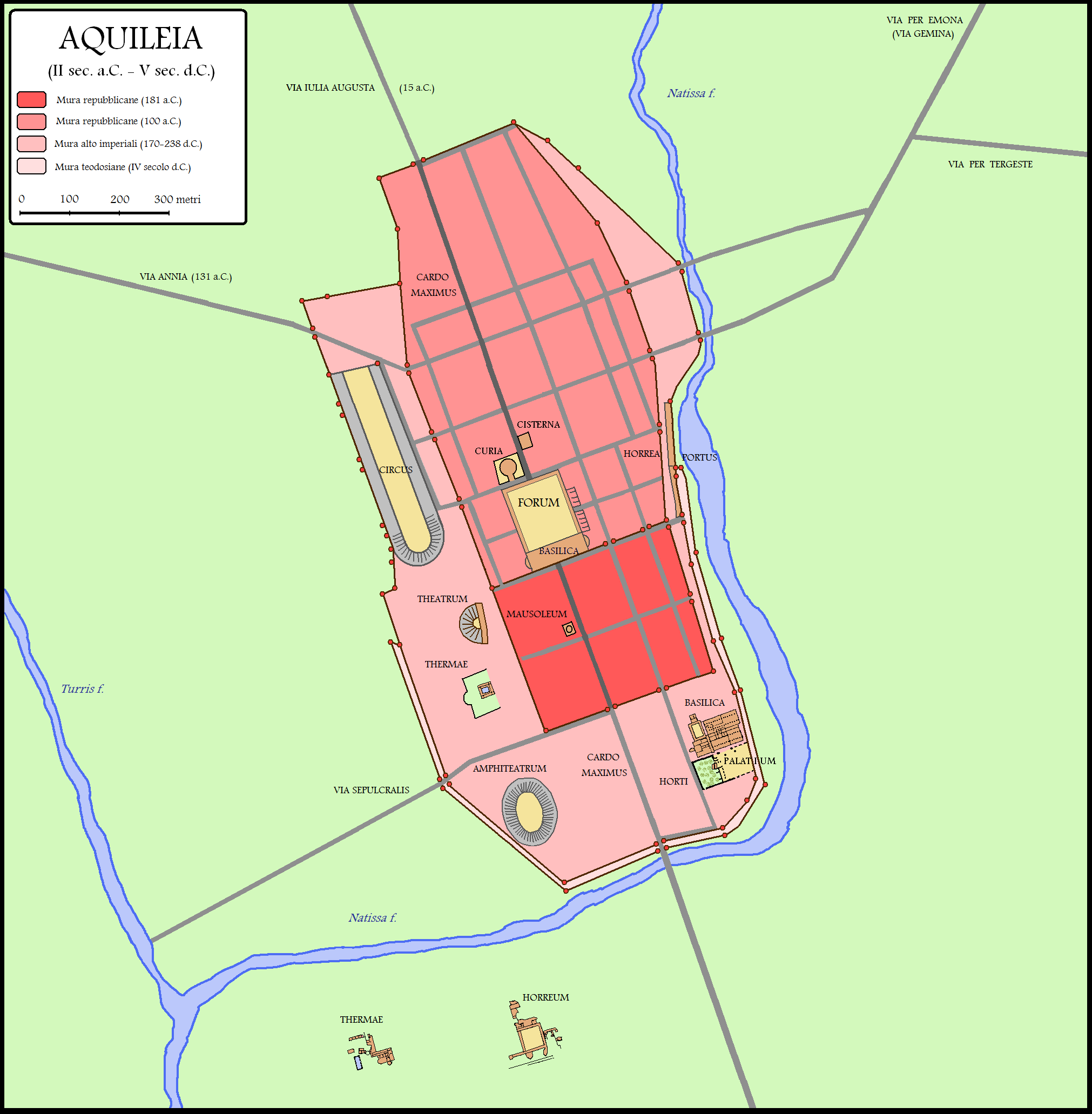
L'antica città romana di Aquileia nel suo sviluppo, periodo per periodo: dal primo periodo repubblicano (con le mura del castrum legionario quadrangolare in rosa più scuro); a quello successivo dopo la costruzione della via Annia (in seguito alla vittoria sui Cimbri), con le mura costruite nel 100 a.C.; fino alla città alto imperiale (con le mura costruite nel periodo compreso tra l'imperatore Marco Aurelio e Massimino il Trace); e a quella del IV secolo di Teodosio I. Sono presenti i principali monumenti dell'epoca: dal circo, al teatro, curia, Palatium, terme, porto fluviale, ecc.

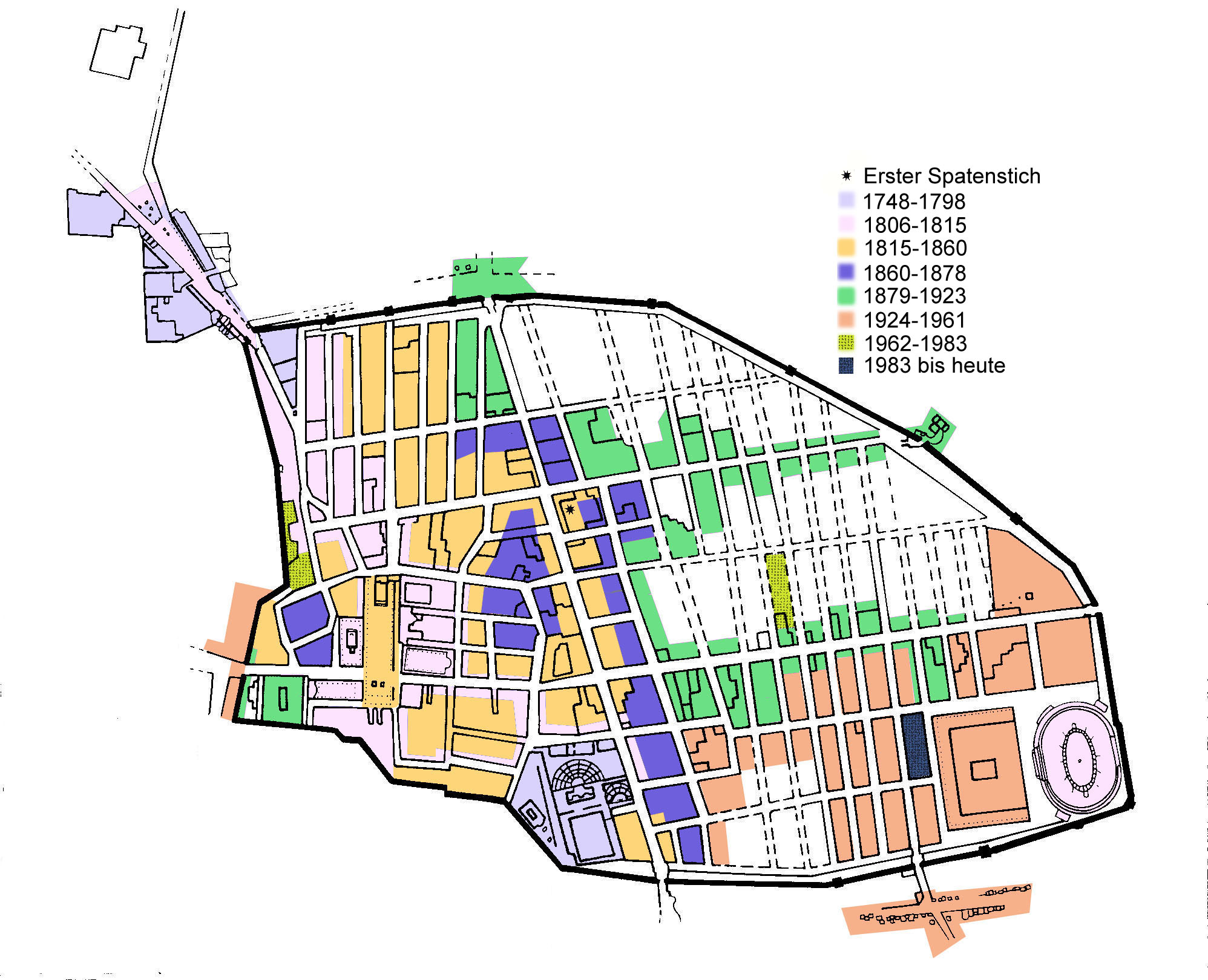
Mappa di Pompei antica con indicati i relativi scavi archeologici che sono avvenuti nel corso dei decenni.

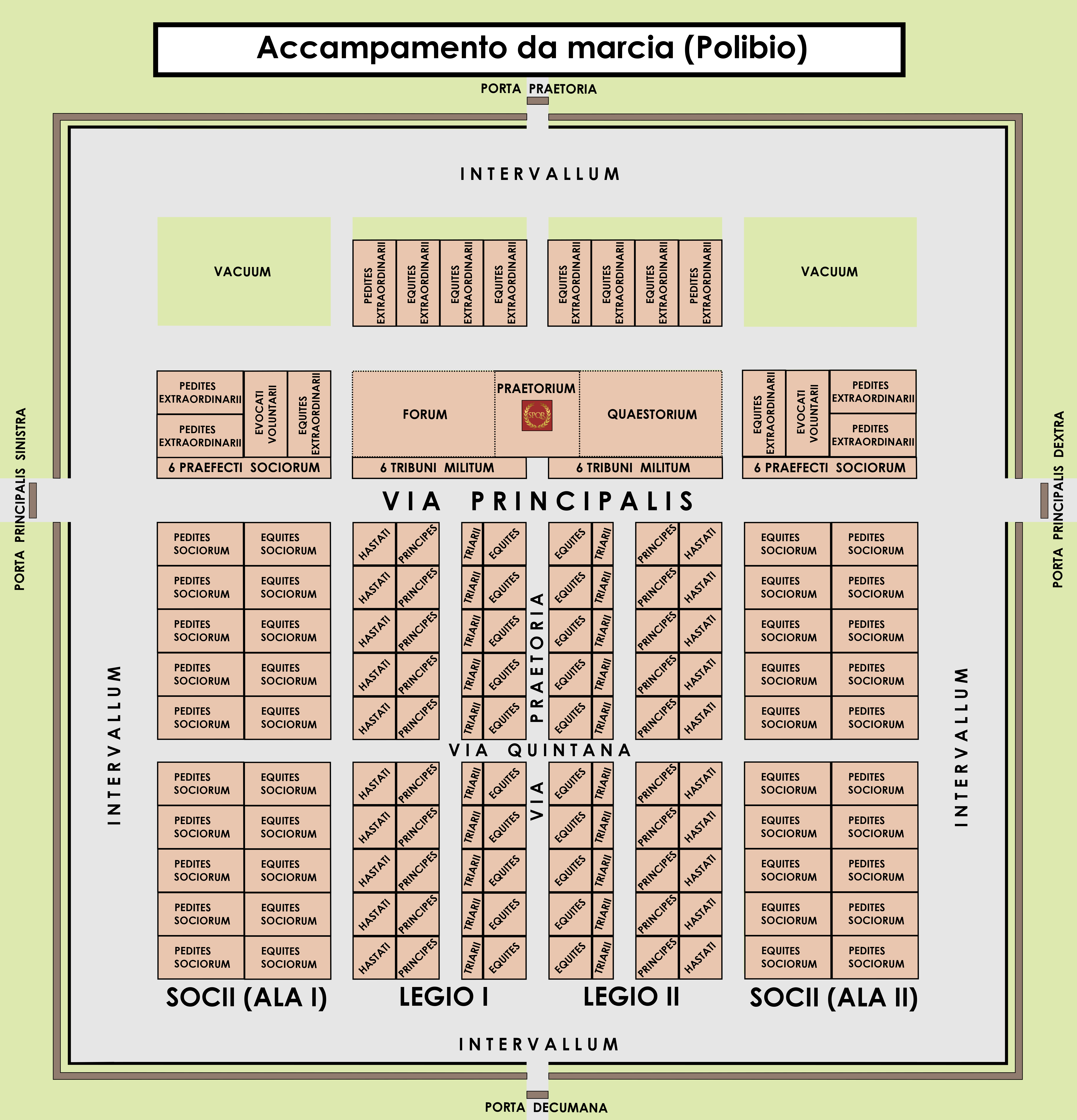
Schema di un tipico castrum romano da marcia, ovvero di un accampamento nel quale risiedeva, in forma stabile o provvisoria, un'unità dell'esercito romano, ascrivibile al II secolo a.C., che fu descritto da Polibio. 1) Via Praetoria; 2) Via Principalis; 3) Porta Principalis Dextra; 4) Porta Praetoria (porta principale); 5) Porta Principalis Sinistra; 6) Porta Decumana. Quando un castrum si trasformava in un centro abitato, il praetorium, ovvero il quartier generale dell'accampamento, diveniva il foro, cioè la piazza dell'insediamento abitato, mentre la via Principalis si trasformava nel decumano e la via Praetoria diventava il cardo, corrispondenti alle due strade principali del centro abitato. La via Quintana, spesso, veniva conservata nel nome come nel caso dell'accampamento militare che ha dato origine a Mediolanum.

Quello che segue è un elenco delle principali civitas, municipium e vicus presenti nella penisola italiana:
| Nome Latino             | Nome attuale                              | Regione o provincia |
| ----------------------- | ----------------------------------------- | ------------------- |
| Abellinum               | Atripalda, presso Avellino                | Apulia et Calabria  |
| Aecae                   | Troia                                     | Apulia et Calabria  |
| Aesernia                | Isernia                                   | Samnium             |
| Aequum Tuticum          | Ariano Irpino                             | Apulia et Calabria  |
| Agrigentum              | Agrigento                                 | Sicilia             |
| Alba Fucens             | Massa d'Albe                              | Samnium             |
| Alba Longa              | scomparsa                                 | Latium et Campania  |
| Alba Pompeia            | Alba                                      | Liguria             |
| Albingaunum             | Albenga                                   | Liguria             |
| Altinum                 | Quarto d'Altino                           | Venetia et Histria  |
| Amiternum               | San Vittorino                             | Samnium             |
| Antinum                 | Civita d'Antino                           | Samnium             |
| Anxanum                 | Lanciano                                  | Samnium             |
| Antium                  | le attuali Anzio e Nettuno                | Latium et Campania  |
| Apenestae               | Mattinata o Vieste                        | Apulia et Calabria  |
| Aquae Cutiliae          | Castel Sant'Angelo                        | Samnium             |
| Aquae Statiellorum      | Acqui Terme                               | Liguria             |
| Aquileia                | Aquileia                                  | Venetia et Histria  |
| Argous Portus           | Portoferraio                              | Etruria             |
| Aricia                  | Ariccia                                   | Latium et Campania  |
| Ariminum                | Rimini                                    | Aemilia             |
| Arpi                    | Foggia                                    | Apulia et Calabria  |
| Arretium                | Arezzo                                    | Etruria             |
| Asculum                 | Ascoli Piceno                             | Picenum             |
| Atella                  | Orta di Atella                            | Samnium             |
| Aternum                 | Pescara                                   | Samnium             |
| Aufidena                | Castel di Sangro                          | Samnium             |
| Augusta Bagiennorum     | Bene Vagienna                             | Liguria             |
| Augusta Eporedia        | Ivrea                                     | Transpadana         |
| Augusta Praetoria       | Aosta                                     | Transpadana         |
| Augusta Taurinorum      | Torino                                    | Transpadana         |
| Auximum                 | Osimo                                     | Picenum             |
| Barduli                 | Barletta                                  | Apulia et Calabria  |
| Barium                  | Bari                                      | Apulia et Calabria  |
| Bellunum                | Belluno                                   | Venetia et Histria  |
| Beneventum              | Benevento                                 | Apulia et Calabria  |
| Bithia                  | Domus de Maria                            | Sardegna e Corsica  |
| Bonifacium              | Bonifacio                                 | Sardegna e Corsica  |
| Bononia                 | Bologna                                   | Aemilia             |
| Bovillae                | Marino, località Frattocchie              | Latium et Campania  |
| Brixia                  | Brescia                                   | Venetia et Histria  |
| Brundisium              | Brindisi                                  | Apulia et Calabria  |
| Butuntum                | Bitonto                                   | Apulia et Calabria  |
| Caere                   | Cerveteri                                 | Etruria             |
| Caesena                 | Cesena                                    | Aemilia             |
| Cales                   | Calvi Risorta                             | Latium et Campania  |
| Callipolis              | Gallipoli                                 | Apulia et Calabria  |
| Cannae                  | Canne                                     | Apulia et Calabria  |
| Canusium                | Canosa di Puglia                          | Apulia et Calabria  |
| Capua                   | Santa Maria Capua Vetere                  | Latium et Campania  |
| Casilinum               | Capua                                     | Latium et Campania  |
| Caudium                 | Montesarchio                              | Apulia et Calabria  |
| Castrum Novum           | Giulianova                                | Picenum             |
| Castrum Minervae        | Castro                                    | Apulia et Calabria  |
| Castrum Truentinum      | Martinsicuro                              | Picenum             |
| Centumcellae            | Civitavecchia                             | Etruria             |
| Centurinum              | Centuri                                   | Sardegna e Corsica  |
| Cingulum                | Cingoli                                   | Picenum             |
| Cluana                  | Civitanova Marche                         | Picenum             |
| Cluviae                 | Casoli                                    | Samnium             |
| Corfinium               | Corfinio                                  | Samnium             |
| Cornus                  | Cuglieri                                  | Sardegna e Corsica  |
| Cremona                 | Cremona                                   | Venetia et Histria  |
| Croton                  | Crotone                                   | Lucania et Bruttii  |
| Cubulteria              | Alvignano                                 | Latium et Campania  |
| Cupra Maritima          | Cupra Marittima                           | Picenum             |
| Cupra Montana           | Cupramontana                              | Picenum             |
| Derthona                | Tortona                                   | Liguria             |
| Elea-Velia              | Ascea                                     | Lucania et Bruttii  |
| Faesulae                | Fiesole                                   | Etruria             |
| Fidenae                 | Fidene                                    | Latium et Campania  |
| Firmum Picenum          | Fermo                                     | Picenum             |
| Florentia               | Firenze                                   | Etruria             |
| Forum Appii             | Borgo Faiti                               | Latium et Campania  |
| Forum Iulii             | Cividale del Friuli                       | Venetia et Histria  |
| Forum Livii             | Forlì                                     | Aemilia             |
| Forum Novum             | Fornovo di Taro                           | Aemilia             |
| Forum Popilii           | Carinola, località Civitarotta            | Latium et Campania  |
| Forum Popilii           | Forlimpopoli                              | Aemilia             |
| Fregellae               | Ceprano                                   | Latium et Campania  |
| Fregenae                | Fregene                                   | Etruria             |
| Gabii                   | scomparsa                                 | Latium et Campania  |
| Genua                   | Genova                                    | Liguria             |
| Grumentum               | Grumento Nova                             | Lucania et Bruttii  |
| Helvia Recina           | Macerata-Recanati                         | Picenum             |
| Himera                  | Termini Imerese                           | Sicilia             |
| Hipponium               | Vibo Valentia                             | Lucania et Bruttii  |
| Hydruntum               | Otranto                                   | Apulia et Calabria  |
| Iguvium                 | Gubbio                                    | Umbria              |
| Industria               | Monteu da Po                              | Liguria             |
| Interamnia              | Termoli                                   | Samnium             |
| Interamna Lirenas       | Pignataro Interamna                       | Latium et Campania  |
| Interamnia Praetutiorum | Teramo                                    | Picenum             |
| Interocrium             | Antrodoco                                 | Samnium             |
| Laus Pompeia            | Lodi Vecchio                              | Transpadana         |
| Lavinium                | Pratica di Mare (Pomezia)                 | Latium et Campania  |
| Libarna                 | Serravalle Scrivia                        | Liguria             |
| Liternum                | Lago Patria                               | Latium et Campania  |
| Lucus Feroniae          | Fiano Romano                              | Etruria             |
| Luna                    | Luni                                      | Etruria             |
| Matinum                 | Mattinata                                 | Apulia et Calabria  |
| Mediolanum              | Milano                                    | Transpadana         |
| Mantua                  | Mantova                                   | Venetia et Histria  |
| Marruvium               | San Benedetto dei Marsi                   | Samnium             |
| Mateola                 | Matera                                    | Apulia et Calabria  |
| Meria                   | Meria                                     | Sardegna e Corsica  |
| Metapontum              | Metaponto                                 | Lucania et Bruttii  |
| Metalla                 | scomparsa                                 | Sardegna e Corsica  |
| Milonia                 | Ortona dei Marsi                          | Samnium             |
| Mutina                  | Modena                                    | Aemilia             |
| Neapolis                | Guspini                                   | Sardegna e Corsica  |
| Neapolis                | Polignano a Mare                          | Apulia et Calabria  |
| Nora                    | Pula                                      | Sardegna e Corsica  |
| Norba                   | Norma                                     | Latium et Campania  |
| Nure                    | Sassari                                   | Sardegna e Corsica  |
| Nuceria Alfaterna       | Nocera                                    | Latium et Campania  |
| Oplontis                | Torre Annunziata                          | Latium et Campania  |
| Ostia                   | Ostia Antica                              | Latium et Campania  |
| Paestum                 | Capaccio Paestum                          | Lucania et Bruttii  |
| Panormus                | Palermo                                   | Sicilia             |
| Parentium               | Parenzo                                   | Venetia et Histria  |
| Parma                   | Parma                                     | Aemilia             |
| Patavium                | Padova                                    | Venetia et Histria  |
| Peltuinum               | Prata d'Ansidonia                         | Samnium             |
| Petelia                 | Petilia Policastro                        | Lucania et Bruttii  |
| Piranum                 | Pirano                                    | Venetia et Histria  |
| Pistoriae               | Pistoia                                   | Etruria             |
| Placentia               | Piacenza                                  | Aemilia             |
| Pola                    | Pola                                      | Venetia et Histria  |
| Pons Drusi              | Bolzano                                   | Venetia et Histria  |
| Portus Delphini         | Portofino                                 | Liguria             |
| Portus Syracusanus      | Porto Vecchio                             | Sardegna e Corsica  |
| Portus Veneris          | Portovenere                               | Liguria             |
| Potentia                | Porto Recanati                            | Picenum             |
| Potentia                | Potenza                                   | Lucania et Bruttii  |
| Ravenna                 | Ravenna                                   | Aemilia             |
| Reate                   | Rieti                                     | Samnium             |
| Regium Lepidi           | Reggio nell'Emilia                        | Aemilia             |
| Rhegium                 | Reggio Calabria                           | Lucania et Bruttii  |
| Roma                    | Roma                                      | Latium et Campania  |
| Saena Iulia             | Siena                                     | Etruria             |
| Sarcapos                | Villaputzu                                | Sardegna e Corsica  |
| Saticula                | Sant'Agata dei Goti                       | Samnium             |
| Satricum                | Le Ferriere                               | Latium et Campania  |
| Scolacium               | Borgia                                    | Lucania et Bruttii  |
| Segesta                 | Calatafimi Segesta                        | Sicilia             |
| Segesta Tigulliorum     | Sestri Levante                            | Liguria             |
| Silvium                 | Gravina in Puglia                         | Apulia et Calabria  |
| Sipontum                | Manfredonia                               | Apulia et Calabria  |
| Sirmio                  | Sirmione                                  | Venetia et Histria  |
| Syracusae               | Siracusa                                  | Sicilia             |
| Septempeda              | San Severino Marche                       | Picenum             |
| Sibari                  | Sibari                                    | Lucania et Bruttii  |
| Spedia                  | La Spezia                                 | Liguria             |
| Suasa                   | Castelleone di Suasa                      | Umbria              |
| Sublaqueum              | Subiaco                                   | Samnium             |
| Suessula                | San Felice a Cancello                     | Latium et Campania  |
| Sulmo                   | Sulmona                                   | Samnium             |
| Tarentum                | Taranto                                   | Apulia et Calabria  |
| Tarquinia               | Tarquinia                                 | Etruria             |
| Tarvisium               | Treviso                                   | Venetia et Histria  |
| Taurianum               | Palmi, località Taureana                  | Lucania et Bruttii  |
| Teanum Apulum           | San Paolo Civitate                        | Apulia et Calabria  |
| Teate                   | Chieti                                    | Samnium             |
| Telesia                 | tra San Salvatore Telesino e Telese Terme | Samnium             |
| Tergeste                | Trieste                                   | Venetia et Histria  |
| Tharros                 | Cabras                                    | Sardegna e Corsica  |
| Tibula                  | Castelsardo                               | Sardegna e Corsica  |
| Tolentinum              | Tolentino                                 | Picenum             |
| Tridentum               | Trento                                    | Venetia et Histria  |
| Tuscania                | Tarquinia                                 | Etruria             |
| Tusculum                | Frascati                                  | Latium et Campania  |
| Vada Sabatia            | Vado Ligure                               | Liguria             |
| Vardacate               | Casale Monferrato                         | Liguria             |
| Verona                  | Verona                                    | Venetia et Histria  |
| Vicetia                 | Vicenza                                   | Venetia et Histria  |
| Volaterrae              | Volterra                                  | Etruria             |

### Risorse economiche

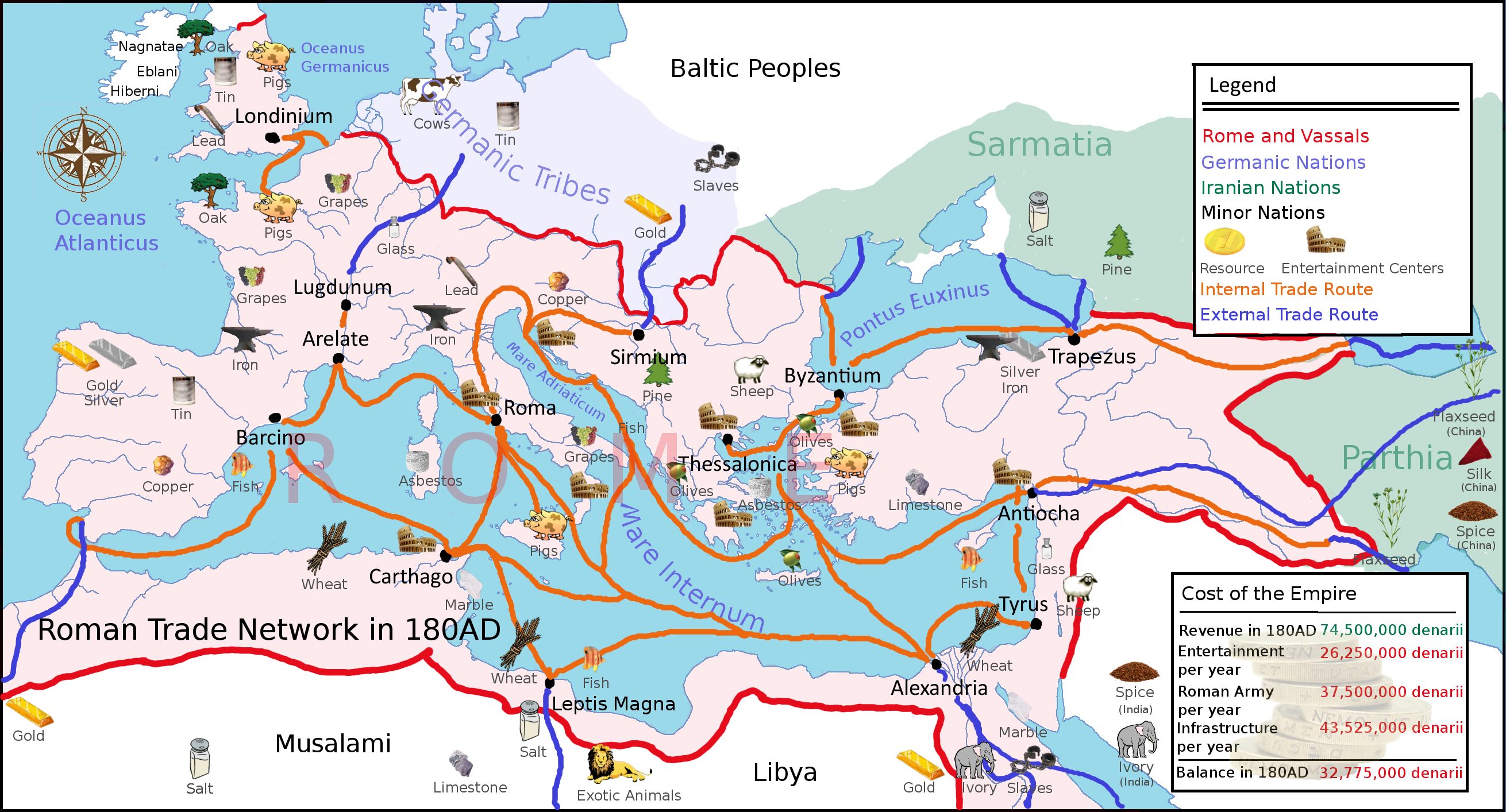
Le vie del commercio romano attorno alla fine del II secolo.

A partire dalle conquiste dell'Italia greca del principio del III secolo a.C. (in particolare Taranto e Siracusa) e poi di quelle del mediterranee (inizio del II secolo a.C.) fino al tempo di Cesare, il saccheggio di paesi come il regno di Macedonia e la Grecia (dal 197 al 146 a.C.), Cartagine (146 a.C.), il regno di Pergamo lasciato a Roma in eredità (133 a.C.), il regno del Ponto dopo le campagne contro Mitridate (88-62 a.C.), la Siria seleucide conquistata da Pompeo (64-63 a.C.) e la Gallia prima meridionale e poi Comata da parte di Cesare (125-50 a.C.), portò nelle casse di Roma «così numerose spoglie provenienti da nazioni opulente che l'Urbe non fu capace di contenere il frutto delle sue vittorie».
Questo flusso di oro e opere d'arte portò un enorme movimento di capitali in una città che fino a quel momento era stata legata prevalentemente all'attività agricola. Oltre poi ai bottini di guerra si aggiungevano anche le indennità di guerra imposte ai paesi conquistati e i nuovi tributi fatti pagare dai provinciali. Ciò produsse non solo un aumento dei salari e del costo della vita, con conseguenze soprattutto sul ceto sociale più povero, ma portarono anche alla svalutazione del denario. A tutto ciò si aggiunga un afflusso di masse di schiavi imponente, basti pensare che dopo la conquista di Cartagine vennero deportati 50 000 prigionieri di guerra e dopo le guerre contro Cimbri e Teutoni vennero immessi sul mercato cittadino ben 140 000 schiavi.

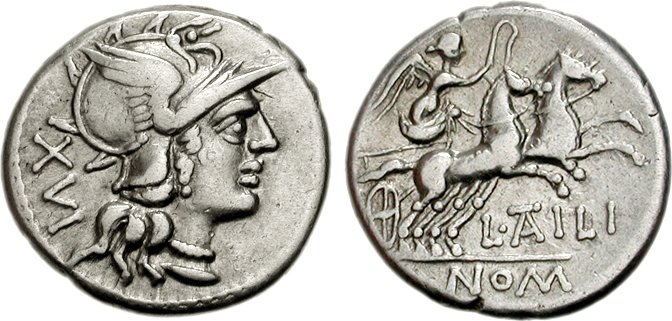
Denario coniato nel 141 a.C. nella zecca di Roma.

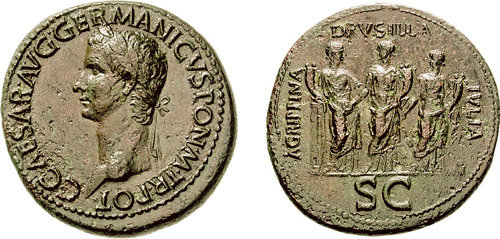
Sesterzio di Caligola coniato nel 37-41 d.C. nella zecca di Roma antica.

Il fatto poi che questa politica di conquista dell'area mediterranea portò progressivamente a tenere lontani dal suolo italico i cittadini-soldati-agricoltori che prestavano servizio nell'esercito romano per lunghi anni, comportò profonde trasformazioni nell'agricoltura italica, riducendo le produzioni cerealicole (per l'afflusso di grano straniero e provinciale e quindi di scarso interesse commerciale) a vantaggio della coltura di piantagioni di ulivo e viti. I piccoli contadini furono così costretti a vendere i loro terreni, che ormai si andavano concentrando nelle mani di pochi e grandi latifondisti, con il conseguente esodo rurale e proletarizzazione della popolazione urbana e in particolare di Roma, oppure a cambiare le loro pratiche rurali, con conseguente aumento dei costi, andando a produrre soprattutto di olio e vino.
Al tempo di Augusto l'Impero romano dominava su una popolazione di circa 55 milioni di persone (di cui 8-10 in Italia) su una superficie di circa 3,3 milioni di chilometri quadrati. Rispetto ai tempi moderni, la densità era piuttosto bassa: 17 abitanti per chilometro quadrato, i tassi di mortalità e natalità molto elevati e la vita media non superava i 20 anni. Solo un decimo della sua popolazione viveva nelle sue 3 000 città, più in particolare: 3 milioni circa abitavano nelle quattro città più grandi (Roma, Cartagine, Antiochia e Alessandria), di questi almeno un milione abitava nell'Urbe. Secondo calcoli approssimativi il prodotto interno lordo di quell'Impero era a quell'epoca attorno ai 20 miliardi di sesterzi e caratterizzato da vertiginose concentrazioni di ricchezze.
Il reddito annuale dell'imperatore era attorno ai 15 milioni di sesterzi, quello dei 600 senatori ammontava a circa 100 milioni (0,5 per cento del Pil), il 3 per cento dei percettori di redditi godeva del 25 per cento delle ricchezze prodotte. L'Italia, centro dell'Impero augusteo, godeva di una posizione privilegiata: grazie alle nuove conquiste di Augusto poteva disporre di nuovi grandi mercati di approvvigionamento (grano, in primo luogo, proveniente dalla Sicilia, dall'Africa, dall'Egitto) e di nuovi mercati di sbocco per le proprie esportazioni di vino e olio; le terre confiscate alle popolazioni sottomesse erano immense e dalle province arrivavano tributi in moneta e in natura (bottini di guerra, milioni di schiavi, tonnellate d'oro).
L'economia italica era florida: agricoltura, artigianato e industria ebbero una notevole crescita, che permise l'esportazione dei beni verso le province, basti qui ricordare il celebre vino Falerno e le lucerne in terracotta Fortis o la terra sigillata aretina, tutti prodotti che mantennero una sorta di monopolio mondiale fino al II secolo.
Per quanto riguarda i singoli territori, l'economia dell'Italia nord occidentale si basava principalmente su un'agricoltura caratterizzata da abbondanti raccolti e su un'intensa attività estrattiva che era localizzata soprattutto in Valle d'Aosta e nei dintorni di Ivrea e Vercelli.
Con un importante provvedimento, l'imperatore Domiziano (81 - 96) si dimostrò attento alla situazione produttiva dell'Impero e in particolare dell'Italia. Emanò un decreto che vietava l'aumento della coltivazione della vite in Italia e imponeva la distruzione di metà delle coltivazione nelle province. La decisione, pare fu presa per convertire terreni alla coltivazione di cereali, in modo tale da evitare rischi di carestia. In concreto si trattò di un provvedimento protezionista che favorì i produttori italici di vino, quando l'economia Italica iniziava a declinare di fronte alla concorrenza delle province.
| Peso teorico dei Denari: da Cesare alla riforma di Aureliano (274) | Peso teorico dei Denari: da Cesare alla riforma di Aureliano (274) | Peso teorico dei Denari: da Cesare alla riforma di Aureliano (274) | Peso teorico dei Denari: da Cesare alla riforma di Aureliano (274) | Peso teorico dei Denari: da Cesare alla riforma di Aureliano (274) | Peso teorico dei Denari: da Cesare alla riforma di Aureliano (274) | Peso teorico dei Denari: da Cesare alla riforma di Aureliano (274) | Peso teorico dei Denari: da Cesare alla riforma di Aureliano (274) | Peso teorico dei Denari: da Cesare alla riforma di Aureliano (274) | Peso teorico dei Denari: da Cesare alla riforma di Aureliano (274) |
| Denario                                                            | Cesare                                                             | Augusto (post 2 a.C.)                                              | Nerone (post 64)                                                   | Traiano                                                            | Marco Aurelio (post 170)                                           | Commodo                                                            | Settimio Severo (post 197)                                         | Caracalla (post 215)                                               | Aureliano (post 274)                                               |
| ------------------------------------------------------------------ | ------------------------------------------------------------------ | ------------------------------------------------------------------ | ------------------------------------------------------------------ | ------------------------------------------------------------------ | ------------------------------------------------------------------ | ------------------------------------------------------------------ | ------------------------------------------------------------------ | ------------------------------------------------------------------ | ------------------------------------------------------------------ |
| Peso teorico (della lega): in libbre (=327,168 grammi)             | 1/84                                                               | 1/84                                                               | 1/96                                                               | 1/99                                                               | 1/100                                                              | 1/111                                                              | 1/111                                                              | 1/105                                                              | 1/126                                                              |
| Peso teorico (della lega): in grammi                               | 3,895 grammi                                                       | 3,895 grammi                                                       | 3,408 grammi                                                       | 3,305 grammi                                                       | 3,253 grammi                                                       | 2,947 grammi                                                       | 2,947 grammi                                                       | 3,116 grammi                                                       | 2,600 grammi                                                       |
| % del titolo di solo argento:                                      | 98%                                                                | 97%                                                                | 93,5%                                                              | 89,0%                                                              | 79,0%                                                              | 73,5%                                                              | 58%                                                                | 46%                                                                | 2,5%                                                               |
| Peso teorico (argento): in grammi                                  | 3,817 grammi                                                       | 3,778 grammi                                                       | 3,186 grammi                                                       | 2,941 grammi                                                       | 2,570 grammi                                                       | 2,166 grammi                                                       | 1,710 grammi                                                       | 1,433 grammi                                                       | 0,080/0,019 grammi                                                 |
|                                                                    |                                                                    |                                                                    |                                                                    |                                                                    |                                                                    |                                                                    |                                                                    |                                                                    |                                                                    |

Traiano (98 - 117), per ovviare al declino dell'agricoltura italica, impose ai senatori di investire in Italia almeno un terzo dei loro capitali. Pose dei limiti all'emigrazioni dalla penisola, tentando di incentivare la presenza del ceto imprenditore e della manodopera in un'Italia che stava perdendo la sua centralità e che stava per avviarsi a una fase di declino. Traiano fece bruciare i registri delle tasse arretrate (raffigurato in quest'atto nei Plutei della Curia) per alleggerire la pressione fiscale sulle province e abolì alcune tassazioni che gravavano sui provinciali e gli italici; poté così creare una sorta di cassa risparmio popolare che concedeva prestiti ai piccoli contadini e imprenditori romani che in tal modo beneficiarono di larghe concessioni; vennero poi favorite le prime cooperative e associazioni dei mestieri.
Ancora a Traiano si deve l'Institutio Alimentaria, provvedimento preso nel 103 in favore dei bambini bisognosi dell'Italia romana. L'imperatore, che passò alla storia come optimus princeps, prelevò dal suo patrimonio personale le somme necessarie a garantire un avvenire sereno a centinaia di bambini bisognosi, legittimi e illegittimi, soprattutto nelle campagne. Tracce storiche dell'avvenimento sono rimaste sull'Arco di Traiano di Benevento, dove è raffigurata la distribuzione di viveri ai bambini poveri per via dell'institutio; gli stessi episodi sono rappresentati nel Foro Romano.

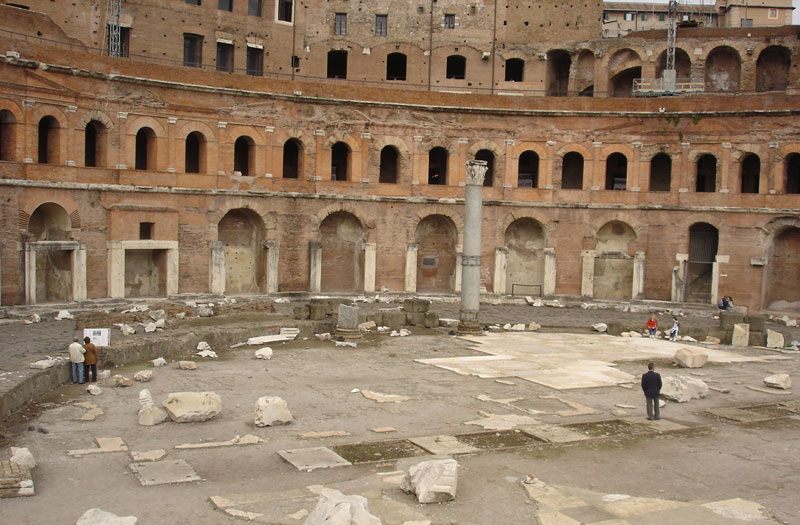
I mercati di Traiano a Roma.

A lungo la critica vide il quadro di un'Italia romana in declino a partire dalla fine del II secolo, toccata da un grave crisi economica e dallo spopolamento e, infine, incapace di opporre resistenza alla concorrenza delle province. Tuttavia, mentre è vero che alcune province seppero assicurarsi alcuni ambiti del mercato, perché percepirono per prime alcune esigenze, è difficile estrapolare un quadro generale e valido per tutto l'Impero. Un esempio di questi casi è quello delle ceramiche sigillate, la cui produzione si spostò da Arezzo alle Gallie; lo spostamento delle produzioni di ceramiche dall'Italia in Gallia corrispondeva anche alla presenza della domanda dei legionari accampati sul confine del Reno; si trattava di un esercito di oltre centomila uomini, considerando gli ausiliari, cui vanno aggiunti donne, schiavi e altre persone al seguito. In Italia erano rimaste invece solo nove coorti pretorie, tre coorti urbane e sette di vigili non militarizzati. Altri studiosi, come Moses Finley, minimizzano l'importanza globale di queste produzioni nell'economia antica, prevalentemente agraria.
Una parte dei ricercatori considera infine lo spostamento dei siti di produzione come rivelatori di spostamenti economici più importanti ma meno visibili di quelli trattati dalle fonti. Questa prospettiva si basa sull'idea che alcuni cantieri di produzione, un tempo floridi, si trovarono a subire una fortissima concorrenza, nello stesso periodo in cui l'intera economia italica si trovava ad affrontare gli stessi problemi. È il caso della villa Settefinestre verso Cosa che vede le sue produzioni declinare, fino all'abbandono verso il 160 - 170. È tuttavia rischioso generalizzare la situazione storica di una sola regione, per quanto brillantemente ricostruita, e considerarla valida per tutta l'Italia. Altre aree, mostravano infatti maggior dinamismo economico, come la zona di Aquileia e in generale l'Italia settentrionale.

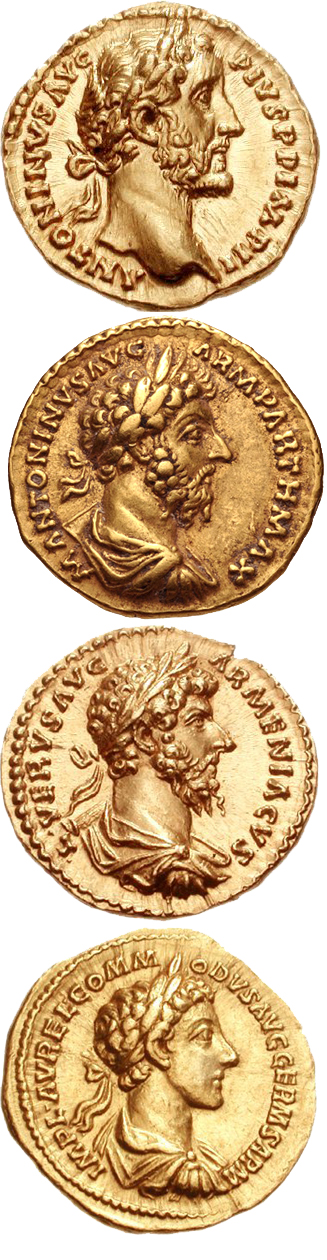
Aurei della dinastia degli Antonini appartenente all'omonima monetazione: dall'alto in basso, Antonino Pio, Marco Aurelio, Lucio Vero e Commodo.

Che le importazioni dalle province superassero di gran lunga le esportazioni dall'Italia nella loro direzione non comporta necessariamente un declino dell'Italia, ma piuttosto le dimensioni sproporzionate del mercato romano-italico, foraggiato dalle imposte raccolte in provincia e redistribuite come salari e donativi ai funzionari, o le spese non lievi della corte imperiale e dei più ricchi senatori, mentre la situazione tecnologica rendeva i trasporti marittimi a lunga distanza più economici dei trasporti terrestri a media distanza. L'Italia da sola, inoltre, non poteva produrre abbastanza da nutrire Roma con il suo milione di abitanti, tanto più che la coltivazione del grano era poco remunerativa rispetto all'olivo e alla vite; le importazioni massicce, soprattutto alimentari, non bilanciate dalle esportazioni rendono conto di un declino.
Antonino Pio fece dono al popolo e all'esercito di una somma a noi sconosciuta, oltre a donare alimenti ai fanciulli più bisognosi, per onorare la moglie Faustina maggiore. E durante un successivo congiarium (nel 145), furono donati a ciascun abitante di Roma 100 denari (pari a 400 sesterzi), per celebrare il matrimonio tra la figlia Annia Faustina e il futuro erede al principato, Marco Aurelio. Si racconta che alla morte della moglie Faustina, Antonino la divinizzò e le intitolò un nuovo alimenta, il Puellae Faustinae, e un tempio nel Foro Romano, diventato dopo la morte dello stesso nel 161, il tempio di Antonino e Faustina.
L'imperatore Marco Aurelio donò un congiarium al popolo, quando diede al figlio Commodo la toga virile nel 175. Due anni più tardi nel 177, quando associò al trono il figlio, attribuendogli la tribunicia potestas, organizzò un nuovo congiarium con spettacoli gladiatori. Il figlio Commodo distribuì un nuovo congiarium al popolo di ben 725 denarii durante il suo regno (180-192).
Marco, appena salito al trono nel 161 fu costretto a ridurre il titolo d'argento del denario dall'83,5% al 79% (percentuale di purezza). Pochi anni più tardi, nel 168, rivalutò il denario, incrementando il suo titolo dal 79% all'82% — passando da 2.57 grammi a 2.67 grammi. Ma due anni più tardi fu costretto di nuovo a tornare al precedente titolo a causa della guerra germanica e della conseguente crisi militare lungo le frontiere settentrionali.
L'economia dell'Impero romano nei primi due secoli si era basata sulla conquista militare di nuovi territori e sullo sfruttamento schiavistico delle campagne: in mancanza di nuove conquiste e dei bottini di guerra le spese dello Stato, sempre più impellenti per poter far fronte alle pressioni esterne, furono coperte con un progressivo aumento delle tassazioni, proprio quando la diminuzione del numero di schiavi minava le possibilità economiche dei cittadini. Gradualmente la ricchezza, l'importanza politica, sociale, istituzionale e culturale si era livellata tra il centro e le province dell'Impero romano, sebbene con disparità ancora evidenti (in genere le province orientali erano economicamente più sviluppate di quelle occidentali). Per Roma e l'Italia questo ebbe conseguenze negative, poiché ivi la forza lavoro era costituita prevalentemente dagli schiavi, che venivano catturati durante le guerre. Sembra che se la situazione di pace dell'epoca degli Antonini avesse prodotto, per quanto riguarda la Città eterna e molte regioni italiane, una crescita demografica di considerevoli proporzioni, nel contempo vi aveva causato un calo produttivo acuito da una sempre più agguerrita concorrenza delle province. Il reperimento di manodopera servile a basso costo, formata soprattutto da schiavi, non aveva fino ad allora rese necessarie particolari evoluzioni tecniche.
Le continue scorrerie da parte dei barbari nei vent'anni successivi alla fine della dinastia dei Severi avevano messo in ginocchio l'economia e il commercio dell'Impero romano. Numerose fattorie e raccolti erano stati distrutti, se non dai barbari, da bande di briganti e dalle armate romane alla ricerca di sostentamento, durante le campagne militari combattute sia contro i nemici esterni, sia contro quelli interni (usurpatori alla porpora imperiale). La scarsità di cibo generava, inoltre, una domanda superiore all'offerta di derrate alimentari, con evidenti conseguenze inflazionistiche sui beni di prima necessità. A tutto ciò si aggiungeva un costante reclutamento forzato di militari, a danno della manovalanza impiegata nelle campagne agricole, con conseguente abbandono di numerose fattorie e vaste aree di campi da coltivare. Questa impellente richiesta di soldati, a sua volta, aveva generato una implicita corsa al rialzo del prezzo per ottenere la porpora imperiale. Ogni nuovo imperatore o usurpatore era costretto, pertanto, a offrire al proprio esercito crescenti donativi e paghe sempre più remunerative, con grave danno per l'aerarium imperiale, spesso costretto a coprire queste spese straordinarie con la confisca di enormi patrimoni di cittadini privati, vittime in questi anni di proscrizioni "di parte".

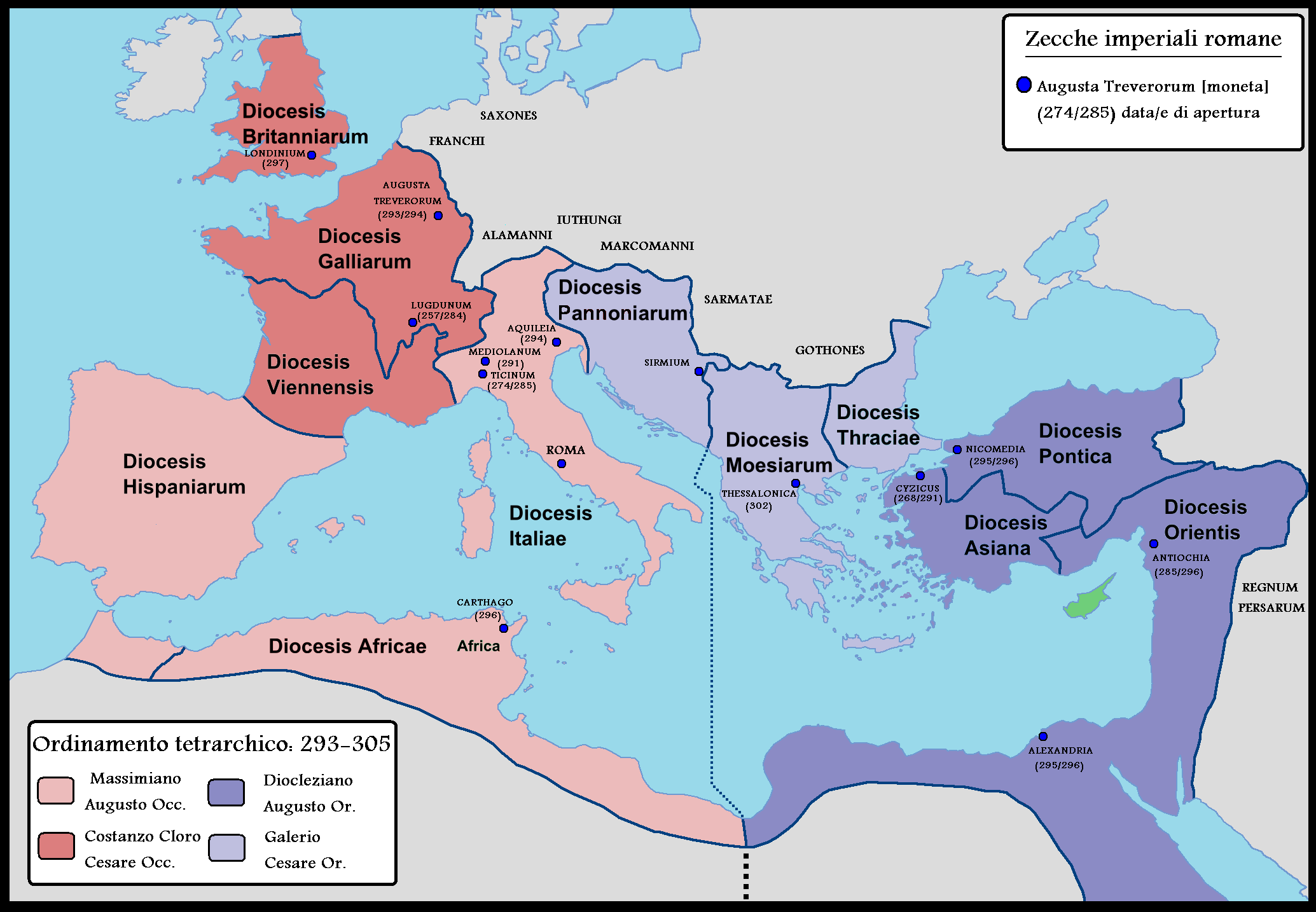
Le zecche romane al tempo della tetrarchia di Diocleziano (285-305) e delle successive guerre civili (306-324).

La crisi era aggravata, inoltre, dall'iperinflazione causata da anni di svalutazione della moneta. Questa si era resa necessaria già sotto gli imperatori della dinastia dei Severi, che per far fronte alle necessità militari avevano ampliato l'esercito di un quarto e raddoppiata la paga base. Le spese militari costituivano poi il 75% circa del bilancio totale statale, in quanto poca era la spesa "sociale", mentre tutto il resto era utilizzato in progetti di prestigiose costruzioni a Roma e nelle province; a ciò si aggiungeva un sussidio in grano per coloro che risultavano disoccupati, oltre ad aiuti al proletariato di Roma (congiaria) e sussidi alle famiglie italiche (simile ai moderni assegni familiari) per incoraggiarle a generare più figli.
E se sotto la Repubblica le monete erano coniate prevalentemente Roma e la zecca si trovava, inizialmente, nei pressi del tempio di Giunone Moneta, sull'Arx, salvo alcune zecche mobili al seguito dell'esercito, che iniziarono a coniare monete, ad esempio durante le guerre di Silla, Lucullo, Pompeo in Oriente o durante le guerre civili, sia quelle di Cesare contro Pompeo, sia in quelle successive. Fu soprattutto crisi del III secolo a moltiplicare le zecche imperiali, per sopperire alla crescente militarizzazione imperiale e che provocò un primo decentramento e moltiplicarono le zecche vicine alle zone ad alta concentrazione di militari, zone in cui la richiesta di monete era elevata. Con la riforma monetaria di Aureliano del 274, quest'ultimo cercò di frenare la svalutazione della moneta agendo principalmente su due leve: sul valore dei nominali e sull'organizzazione delle zecche, che si erano affiancate a quella principale di Roma. Si trattava di una serie ridotta di zecche imperiali, create durante il periodo della crisi del III secolo e collocate soprattutto in posizioni strategiche.
Fu così che venne favorito il potenziamento delle zecche provinciali imperiali, in modo che potessero operare in modo continuativo, non saltuario come accadeva prima, dall'altra parte ridusse i volumi della zecca di Roma in Italia, che impiegava un numero di addetti ormai imponente e difficile da gestire sul piano sociale, chiudendone ben 7 officine su 12, tra quelle preposte alla coniazione di moneta di mistura. La riforma monetaria di Diocleziano iniziata dal 294 vide una seconda ondata di creazione di zecche, che erano distribuite nelle diverse province, con l'eccezione della Hispania: Londra, Cartagine, Aquileia, Tessalonica, Nicomedia e Alessandria. Infine le successive capitali imperiali della tetrarchia favorirono l'apertura di qualche zecca supplementare. Le invasioni del V secolo posero fine all'attività delle zecche occidentali e della zona danubiana.

### Vie di comunicazione

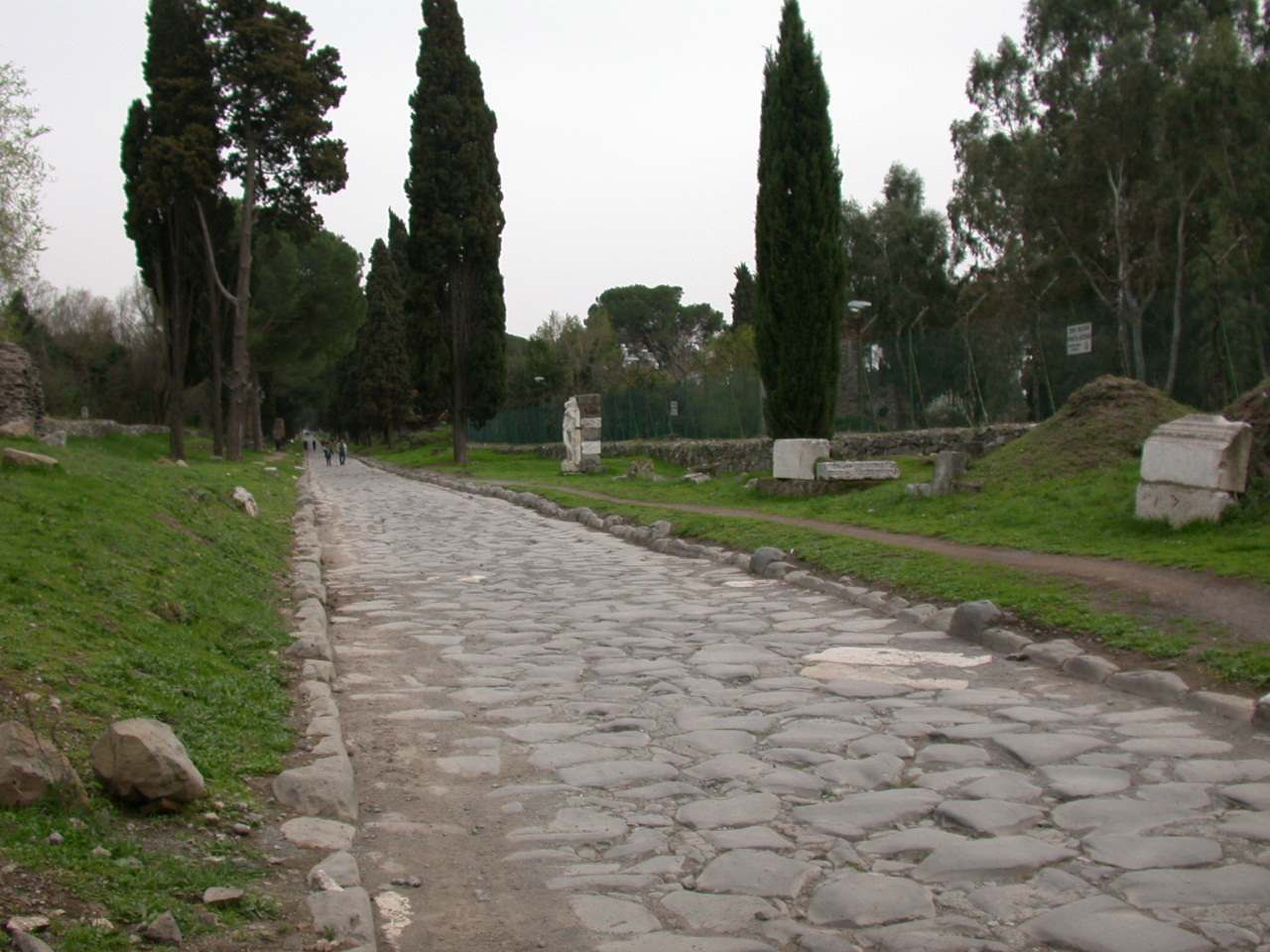
La via Appia a Roma.

La rete stradale romana era funzionale allo sviluppo territoriale dell'Impero; le vie di comunicazione erano pensate soprattutto per scopi militari e per poter muovere rapidamente le legioni verso le provincie più lontane. A partire dal IV secolo a.C., quando Roma iniziò ad espandersi, di pari passo alla conquista della penisola venne avviata la costruzione di nuove strade, come supporto alla progressiva annessione di nuovi territori, e solo dopo aver consolidato le nuove conquiste esse venivano utilizzate anche con funzioni amministrative e commerciali.
Plinio il Vecchio racconta che da Augusta Praetoria (Aosta) a Rhegium (Reggio Calabria), passando da Roma e Capua, si potevano incontrare strade per 1.020 miglia.
La rete stradale romana in Italia risale in larga parte all'età repubblicana. Nell'area romana la costruzione di vere e proprie strade ebbe inizio assai presto, facilitata dalle caratteristiche fisiche del territorio laziale, che con le grandi valli che convergevano verso la città (Tevere, Aniene e Sacco-Liri) e le zone collinari e pianeggianti che la circondavano non presentavano grossi ostacoli alle comunicazioni terrestri. Queste strade seguivano i percorsi di piste e di sentieri preesistenti e collegavano Roma con le città vicine.
La decisione di costruire le grandi vie di comunicazione, le "viae publicae", conosciute come "strade consolari", era di competenza del governo centrale e in particolare in età repubblicana dei magistrati "cum imperio" (consoli, censori e pretori, i proconsoli nelle provincie), dopo il 20 a.C. dell'imperatore stesso.
Nel corso dei secoli il loro tracciato ha subito diverse modifiche, con variazioni di percorso e prolungamenti.
Molte di queste strade prendevano il nome dai magistrati che ne ordinarono la costruzione. In altri casi il nome deriva dalla località cui termina la strada stessa; ad esempio la via Ardeatina, che porta da Roma ad Ardea. In altri casi ancora, dall'utilizzo che se ne facevaː la via Salaria ad esempio è così chiamata perché vi si trasportava il sale.
Benché il tracciato delle principali strade sia noto, in molti casi esistono tra gli studiosi disparità di opinioni per la mancanza di evidenze archeologiche dovute all'interramento nel tempo della sede stradale o al contrario all'asportazione dei tratti sopraelevati o ancora perché le strutture sono state distrutte dall'espansione urbanistica delle città. Talvolta non esistono notizie neppure riguardo alla denominazione originaria delle vie, in questi casi gli studiosi moderni le identificano con i nomi latini delle città collegate. Molte strade moderne ancora seguono il tracciato di quelle romane o, pur con un percorso leggermente diverso, ne riprendono la denominazione.
Lungo le strade, oltre alle legioni in marcia di trasferimento si potevano incontrare pubblici funzionari, corrieri a cavallo del cursus publicus (il servizio postale che assicurava le comunicazioni del potere centrale con gli organi amministrativi periferici), corrieri privati, i cosiddetti tabellarii, e numerosi privati cittadini che a piedi, a cavallo o con carri si spostavano per le loro esigenze commerciali o personali.
A servizio dei viaggiatori esistevano dei punti di sosta. Le mansiones, situate lungo le vie principali a circa una giornata di viaggio, erano riservate ai funzionari pubblici, mentre per i privati c'erano tabernae e cauponae; lungo il percorso, a intervalli più o meno regolari, si trovavano inoltre le mutationes, stazioni per il cambio degli animali da trasporto e la riparazione dei carri. Le legioni erano invece completamente autonome, perché portavano con sé tutti gli approvvigionamenti e approntavano ogni giorno il proprio accampamento a lato della strada.

#### Principali strade consolari che iniziavano da Roma
- Via Appia, iniziata nel 312 a.C. e completata nel 264 a.C., prende il nome dal censore Appio Claudio Cieco che ne avviò la costruzione; da Roma raggiunge Brindisi attraverso Capua, Benevento e Taranto[204]
- Via Aurelia (241 a.C.): da Roma a Pisa. Costruita dal console Gaio Aurelio Cotta era una via litoranea lungo la costa dell'Etruria[204]
- Via Cassia (171 a.C.): da Roma a Firenze, attraverso l'Etruria interna (Sutri, Bolsena, Chiusi, Arezzo)[204]
- Via Flaminia (220 a.C.): da Roma a Rimini. Costruita dal console Gaio Flaminio attraversava l'Umbria e il Piceno, raggiungeva il litorale adriatico a Fano e proseguiva fino a Pesaro e Rimini[204]
- Via Salaria: da Roma a Castrum Truentium (Porto d'Ascoli, oggi frazione di San Benedetto del Tronto), sul Mare Adriatico; è probabilmente la più antica delle strade romane[204]

#### Altre strade consolari in Italia

##### Italia settentrionale
- Via Aemilia Scauri: prolungava la Via Aurelia da Luna fino a Genova e Vada Sabatia. La Via Aemilia Scauri fu realizzata da Marco Emilio Scauro censore nel 109 a. C., al quale si deve anche l'altro tronco della strada che congiungeva Vada Sabatia e Dertona, dove si allacciava con la via Postumia proseguendo fino a Piacenza.
- Via Emilia (187 a.C.): la via più importante dell'Italia settentrionale prendeva il nome dal console Marco Emilio Lepido e da Rimini (Ariminum) giungeva a Piacenza (Placentia) con un percorso quasi in linea retta.[204]
- Via Gallica (40 d.C.)., da Verona a Milano, passando Brescia e Bergamo, utilizzata soprattutto nel tardo impero, quando Milano era divenuta la capitale dell'Impero romano d'Occidente[208].
- Via Popilia-Annia (132 a.C. - 131 a.C.): portava da Rimini ad Aquileia per Ravenna, Altino e Concordia Sagittaria[204]
- Via Postumia (148 a.C.): da Genova ad Aquileia. Voluta dal console Spurio Postumio Albino aveva il suo snodo principale nella città di Piacenza. Da qui verso levante attraversava Verona, Vicenza e Concordia Sagittaria, verso ponente passava per Tortona e Libarna (Serravalle Scrivia), da dove scendeva a Genova[204]

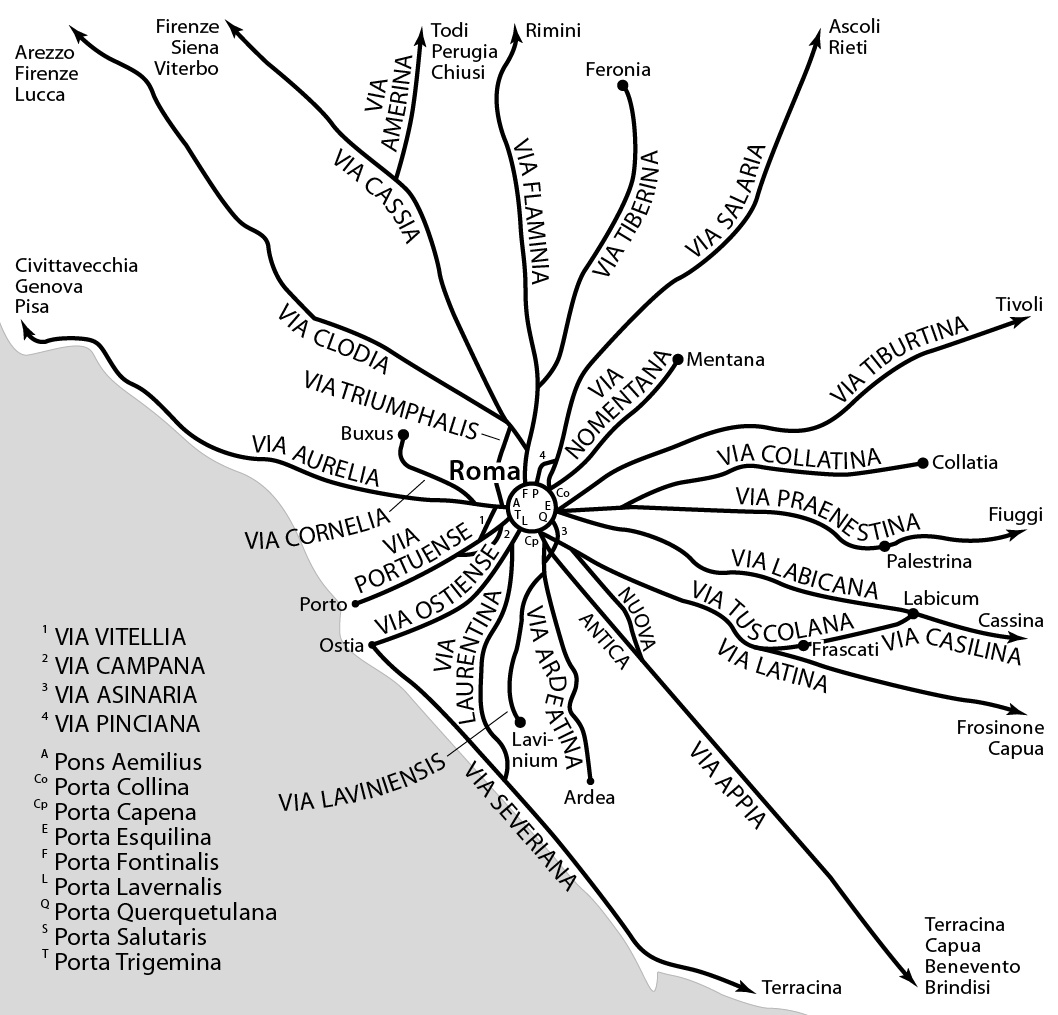
Le strade romane intorno a Roma antica.

##### Italia centrale
- Via Flaminia militare (187 a.C. circa), strada militare da Arezzo a Claterna vicino a Bologna)[204]
- Via Latina, attraversava l'entroterra laziale e campano (zona degli Ernici, il Liri e il Volturno) e si collegava poi a Casilinum con la via Appia[202]
- Via Tiburtina Valeria, da Roma a Pescara. In origine era una strada locale che da Roma portava a Tibur (Tivoli). Il suo prolungamento fino a Corfinium, tra il III e il IV secolo a.C., prese il nome di via Valeria. Venne prolungata in epoca augustea fino a Pescara e ammodernata dall'imperatore Claudio. In suo onore il tratto da Collarmele a Pescara fu ribattezzato "via Claudia Valeria"[202][209][210]

##### Italia meridionale e Sicilia
- Via Aemilia  (126 a.C.): dalla valle dell'Ufita ad Aequum Tuticum, con probabile proseguimento verso l'Apulia
- Via Augusta Sallentina: da Taranto a Otranto
- Via Aurelia Aeclanensis (II secolo d.C.): da Aeculanum a Herdonia
- Via Popilia (132 a.C.): portava da Capua a Reggio Calabria attraverso Salerno, Eboli, Cosenza, Temesa, Medma[204] e Metauros[211][212].
- Via Domizianaː prende il nome dall'imperatore Domiziano che la fece ammodernare nel 95 d.C., va da Sinuessa (nei pressi di Mondragone) a Puteoli (Pozzuoli)[204]
- Via Minucia (110 a.C.): da Benevento a Brindisi, secondo un percorso poi in parte ricalcato dalla Via Traiana
- Via Pompeia: da Messina a Siracusa[213]
- Via Traiana (108 d.C.): da Benevento a Brindisi
- Via Valeria, percorreva il litorale tirrenico della Sicilia, da Messina a Lilibeo[202]

##### Strade transalpine
- Via Claudia Augusta: iniziata dopo le campagne militari in Rezia e Vindelicia del 15 a.C. da Druso maggiore e Tiberio, figliastri di Augusto, valicava le Alpi e collegava Verona alle rive del Danubio attraverso Tridentum (Trento), Pons Drusi (Bolzano) e il passo del Brennero[204] o, secondo altre fonti, il passo di Resia.
- Via Cozia da Augusta Taurinorum (Torino) a Gap (Francia) attraverso Segusium (Susa) e il Colle del Monginevro. Si sovrappone in parte alla Via Domizia Tra i vari resti di questa via resta giunti fino a noi rimane un importante monumento, l’arco di Augusto a Susa[204]
- Via Domizia da Segusium (Susa) a Narbo Martius (Narbona) in Linguadoca-Rossiglione, tramite il colle del Monginevro
- Via delle Gallie, da Eporedia (Ivrea) risaliva la valle della Dora Baltea fino ad Augusta Praetoria (Aosta), dove si biforcava in due rami che raggiungevano i passi alpini dell'Alpis Graia (colle del Piccolo San Bernardo) e dell'Alpis Poenina (colle del Gran San Bernardo)). Sul versante francese la strada raggiungeva Moûtiers mentre il ramo che superava l'Alpis Poenina scendeva a Octodurum (Martigny), nell'attuale Svizzera[204][214][215]
- Via Regina, che collegava il porto fluviale di Cremona (la moderna Cremona) con Clavenna (Chiavenna), e da qui con la Rezia, passando da Mediolanum (Milano)[216][217].
- Via Spluga, che metteva in comunicazione Mediolanum (Milano) con Lindavia (Lindau) passando dal passo dello Spluga (Cunus Aureus)[218].

### Arte e architettura

#### Monumenti di Roma

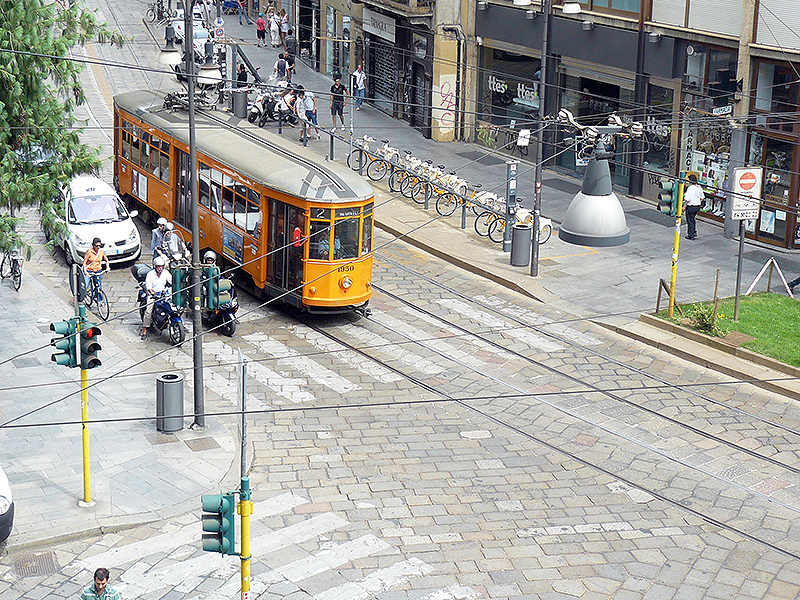
Il Carrobbio a Milano. L'urbanistica di questo incrocio risale all'epoca romana: deriva infatti il nome da quadrivium, ovvero "incrocio di quattro vie".

- Anfiteatro castrense
- Campo Marzio
- Castra Praetoria
- Circo di Nerone
- Circo Massimo
- Colonna Aureliana
- Colosseo
- Emporium
- Fori Imperiali
- Foro Romano
- Mausoleo di Adriano
- Mura aureliane
- Mura serviane
- Naumachia Augusti
- Palazzi imperiali
- Pantheon
- Stadio di Domiziano
- Teatro di Marcello
- Teatro di Pompeo
- Tempio del Divo Claudio
- Tempio di Giove Ottimo Massimo
- Terme di Caracalla
- Terme di Costantino
- Terme di Diocleziano
- Terme di Tito
- Terme di Traiano

#### Urbanistica
Rispetto alle province fu soprattutto l'Italia ad essere privilegiata da Augusto, che vi costruì una fitta rete stradale e abbellì le città dotandole di numerose strutture pubbliche (fori, templi, anfiteatri, teatri, terme..) e di uffici di raccolta tributari. Esempio degno di nota è Mediolanum, per cui Augusto predispose un vero e proprio piano regolatore dotato di una certa complessità, compilato tra la fine del I secolo a.C e l'inizio del I secolo d.C., in base al quale fu prevista l'evoluzione dell'antico abitato celtico in città romana, la cui struttura urbanistica fu conservata per secoli.

#### Circhi

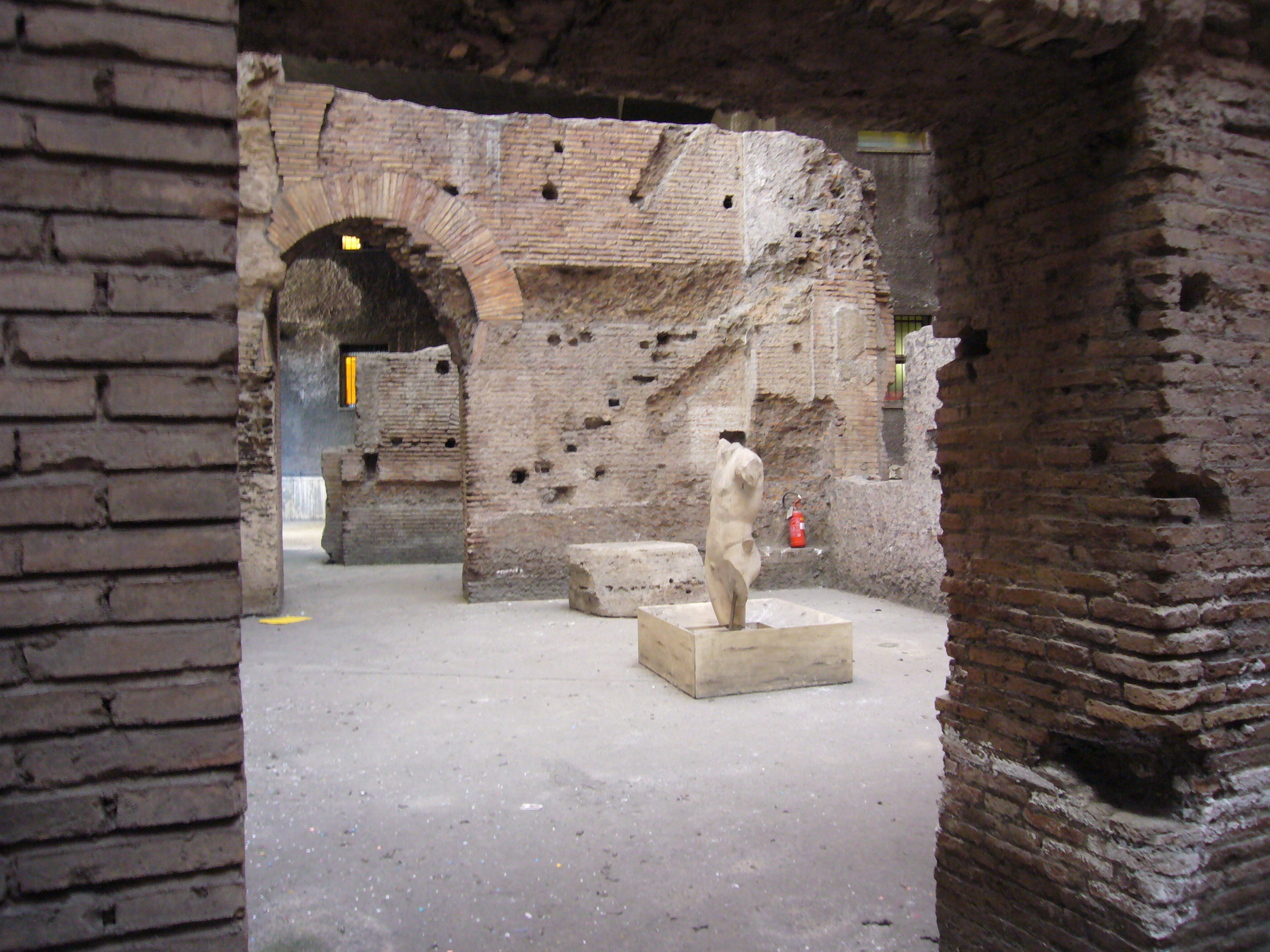
Lo Stadio di Domiziano.

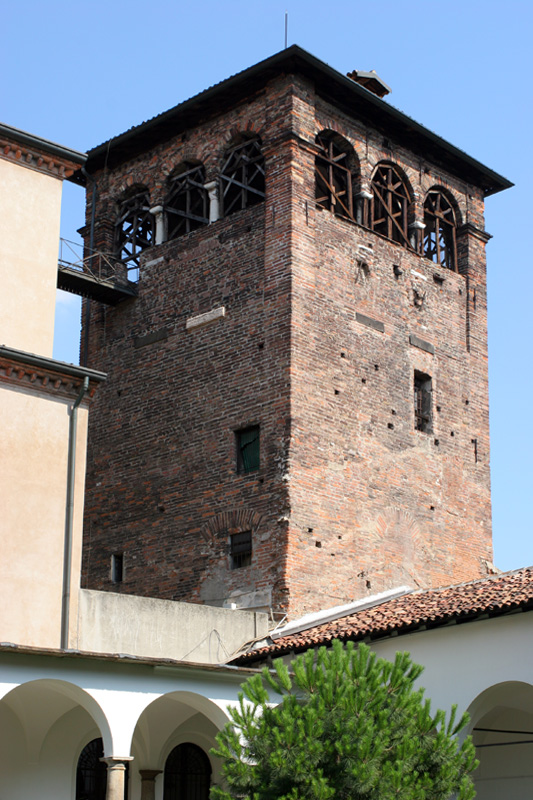
Il circo romano di Milano.

- Circo Massimo
- Circo Flaminio
- Circo Variano
- Circo di Bovillae
- Circo di Massenzio
- Circo di Nerone
- Circo romano di Aquileia
- Circo romano di Catania
- Circo romano di Milano
- Circo romano di Montaperti
- Circo romano di Palermo
- Circo romano di Siracusa
- Stadio di Antonino Pio
- Stadio di Domiziano

#### Anfiteatri
- Colosseo

Il Colosseo visto di sera.

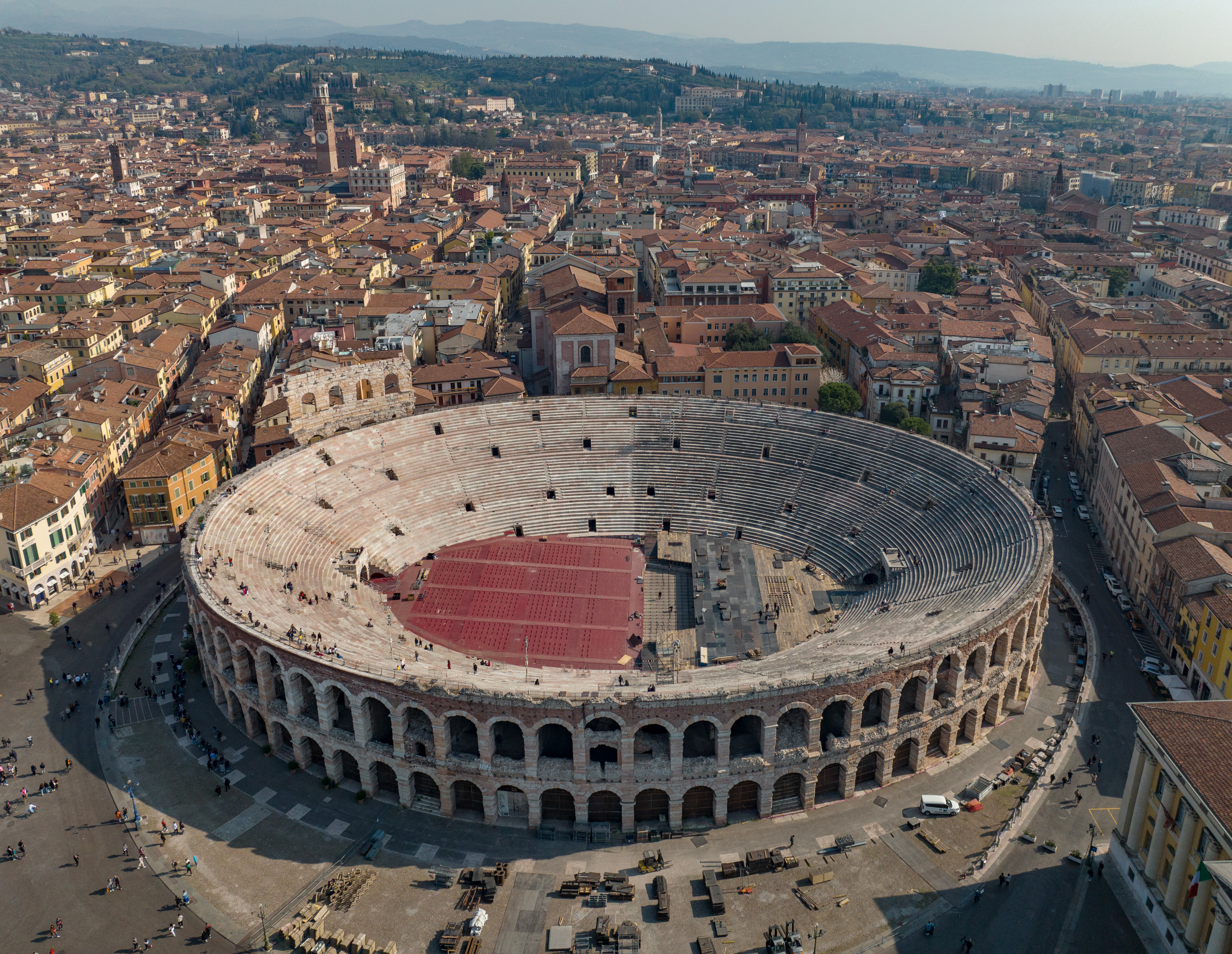
L'Arena di Verona.

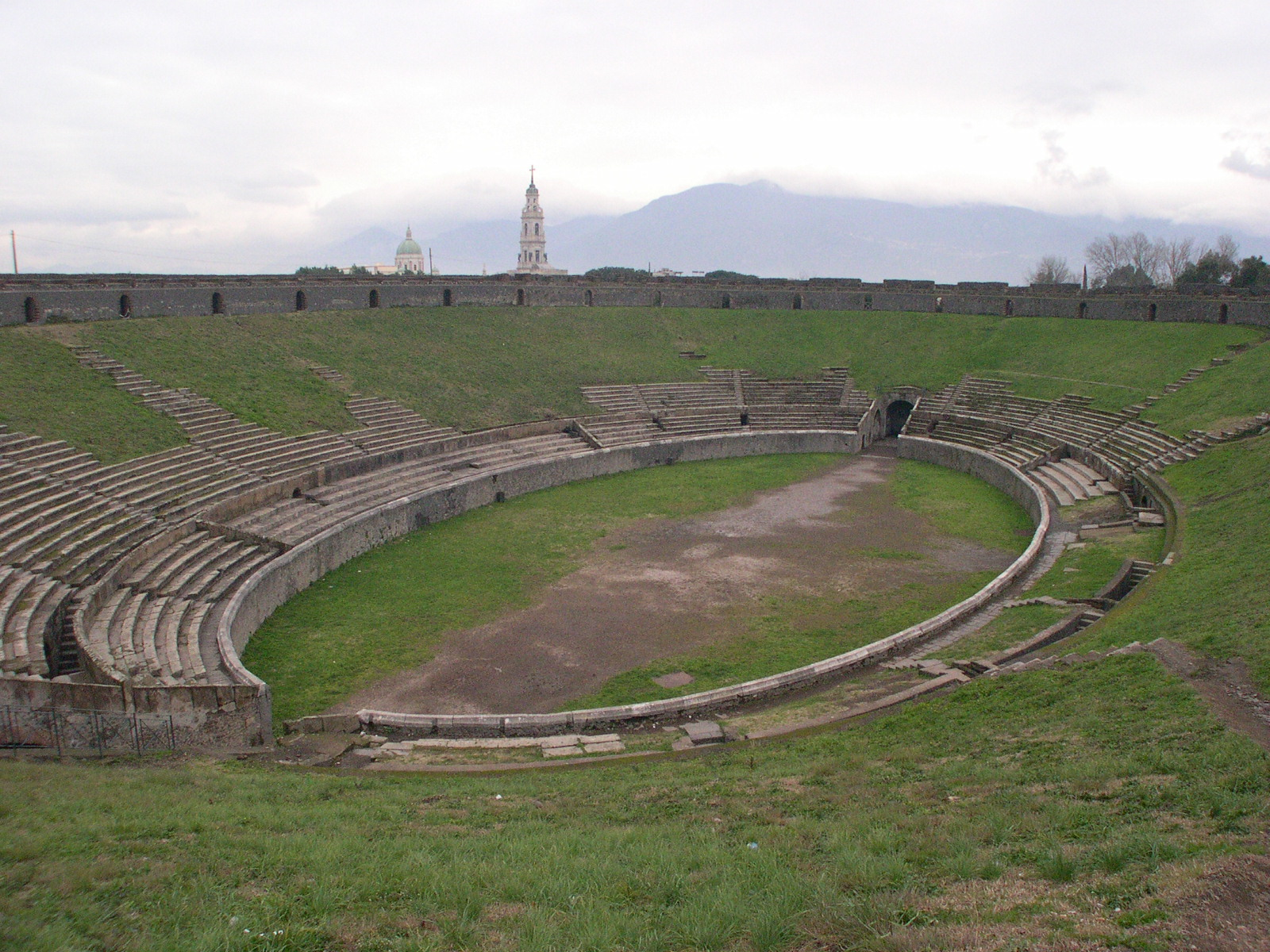
L'Anfiteatro di Pompei.

- Anfiteatro romano di Albano Laziale
- Anfiteatro romano di Albenga
- Anfiteatro romano di Amiternum
- Anfiteatro romano di Aosta
- Anfiteatro romano di Arezzo
- Anfiteatro romano di Avella
- Anfiteatro romano di Ancona
- Anfiteatro romano di Benevento
- Anfiteatro romano di Cagliari
- Anfiteatro romano di Capua
- Anfiteatro romano di Catania
- Anfiteatro romano di Firenze
- Anfiteatro di Termini Imerese
- Anfiteatro Fausto
- Anfiteatro romano di Ivrea
- Anfiteatro romano di Lucera
- Anfiteatro romano di Lecce
- Anfiteatro romano di Luni
- Anfiteatro romano di Milano
- Anfiteatro romano di Pompei
- Anfiteatro castrense
- Anfiteatro romano di Rimini
- Anfiteatro romano di Roselle
- Anfiteatro romano di Suasa
- Anfiteatro romano di Sutri
- Anfiteatro romano di Siracusa
- Anfiteatro romano di Teramo
- Arena di Verona
- Anfiteatro romano di Volterra

#### Terme

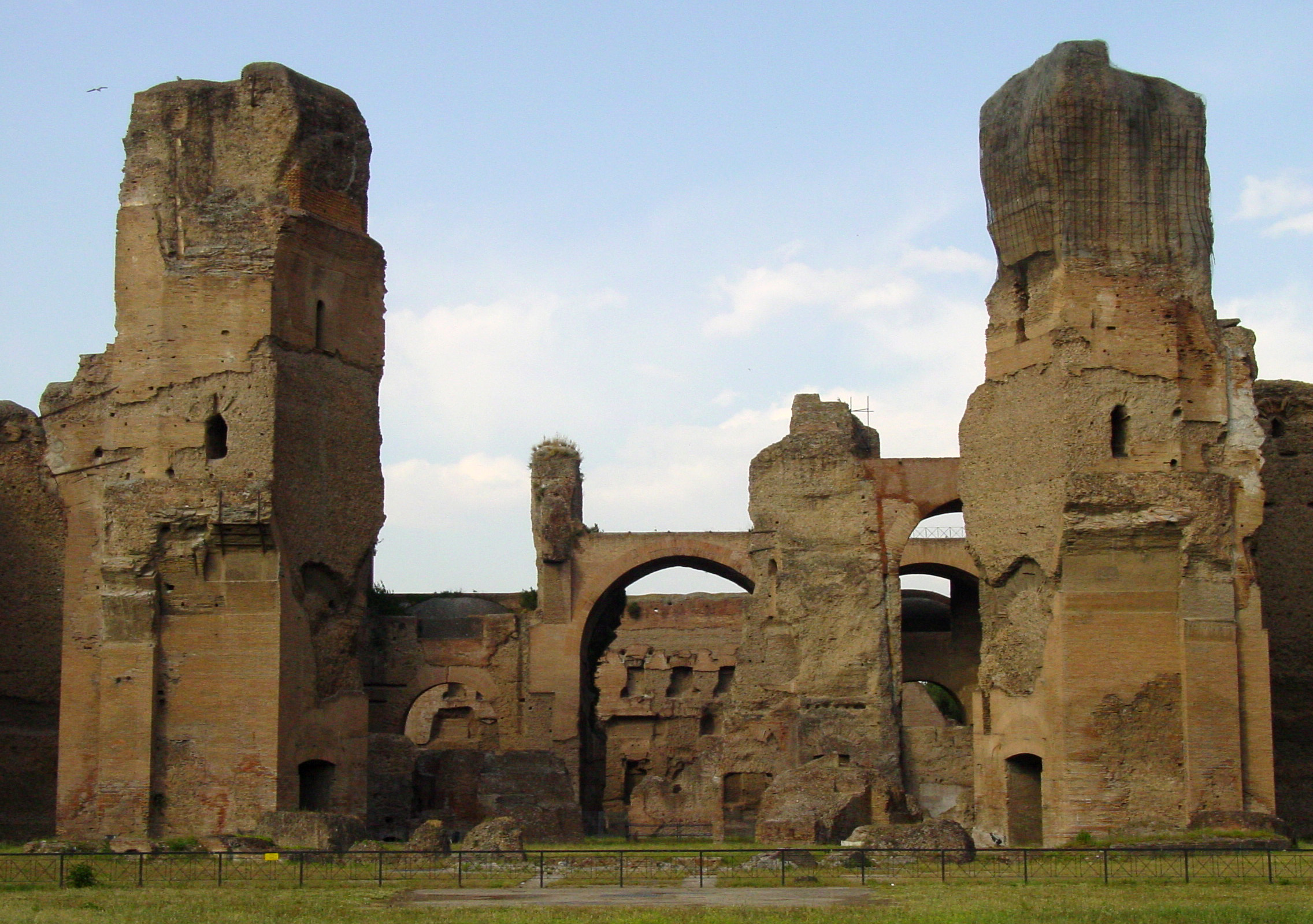
Le Terme di Caracalla.

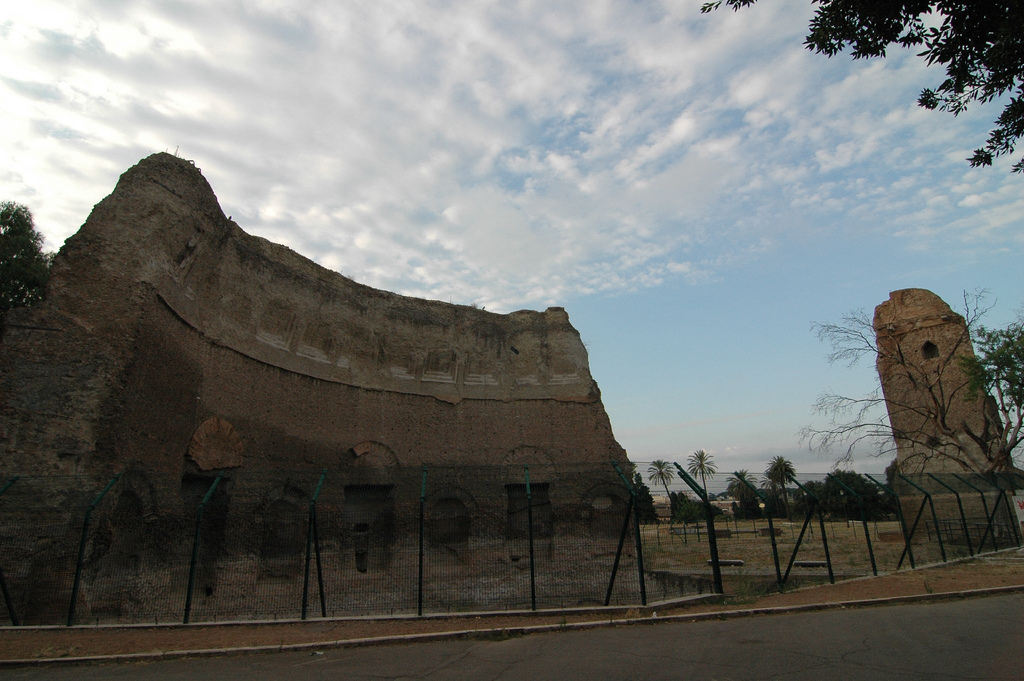
Le Terme di Traiano.

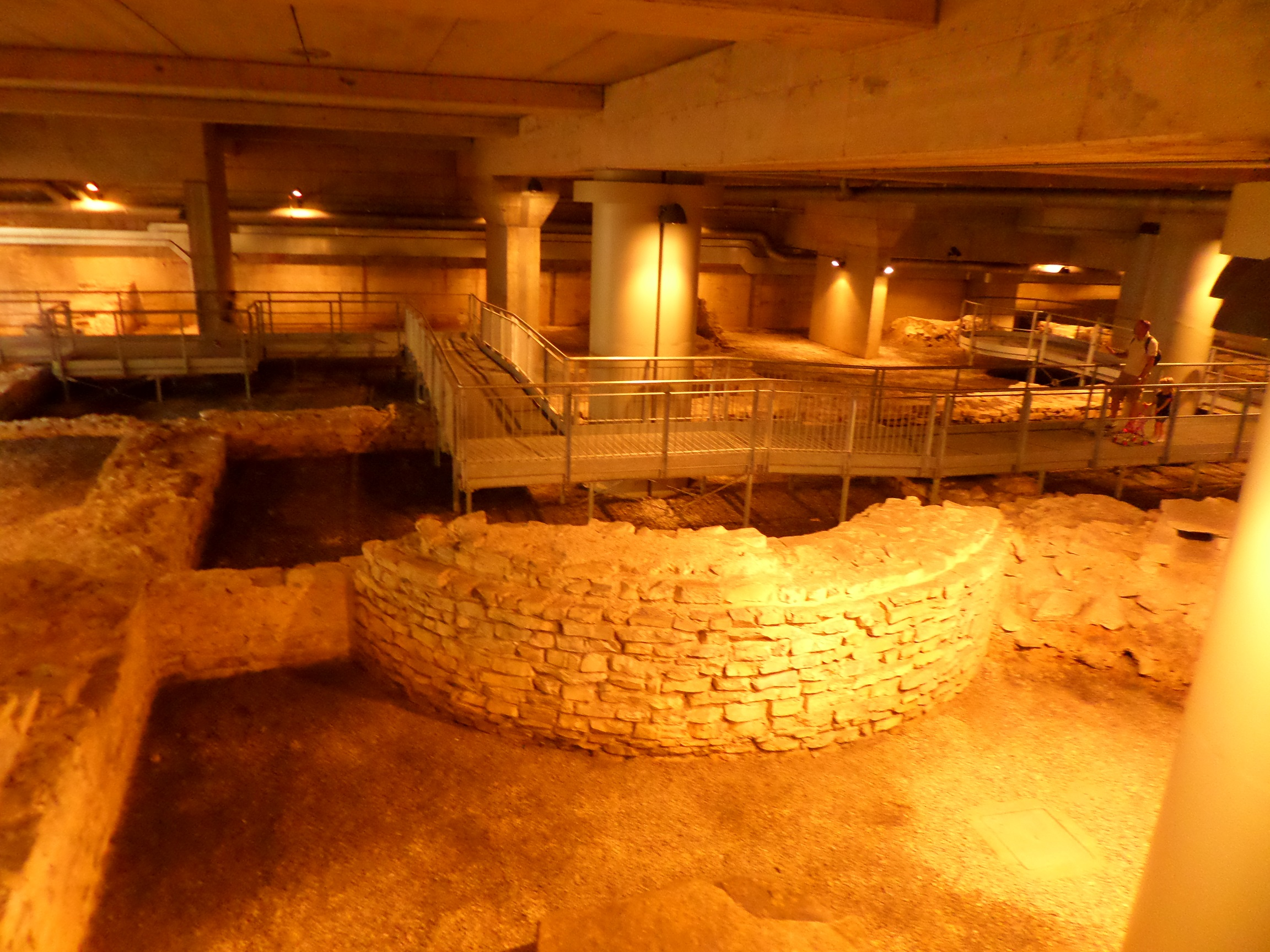
Terme di Como.

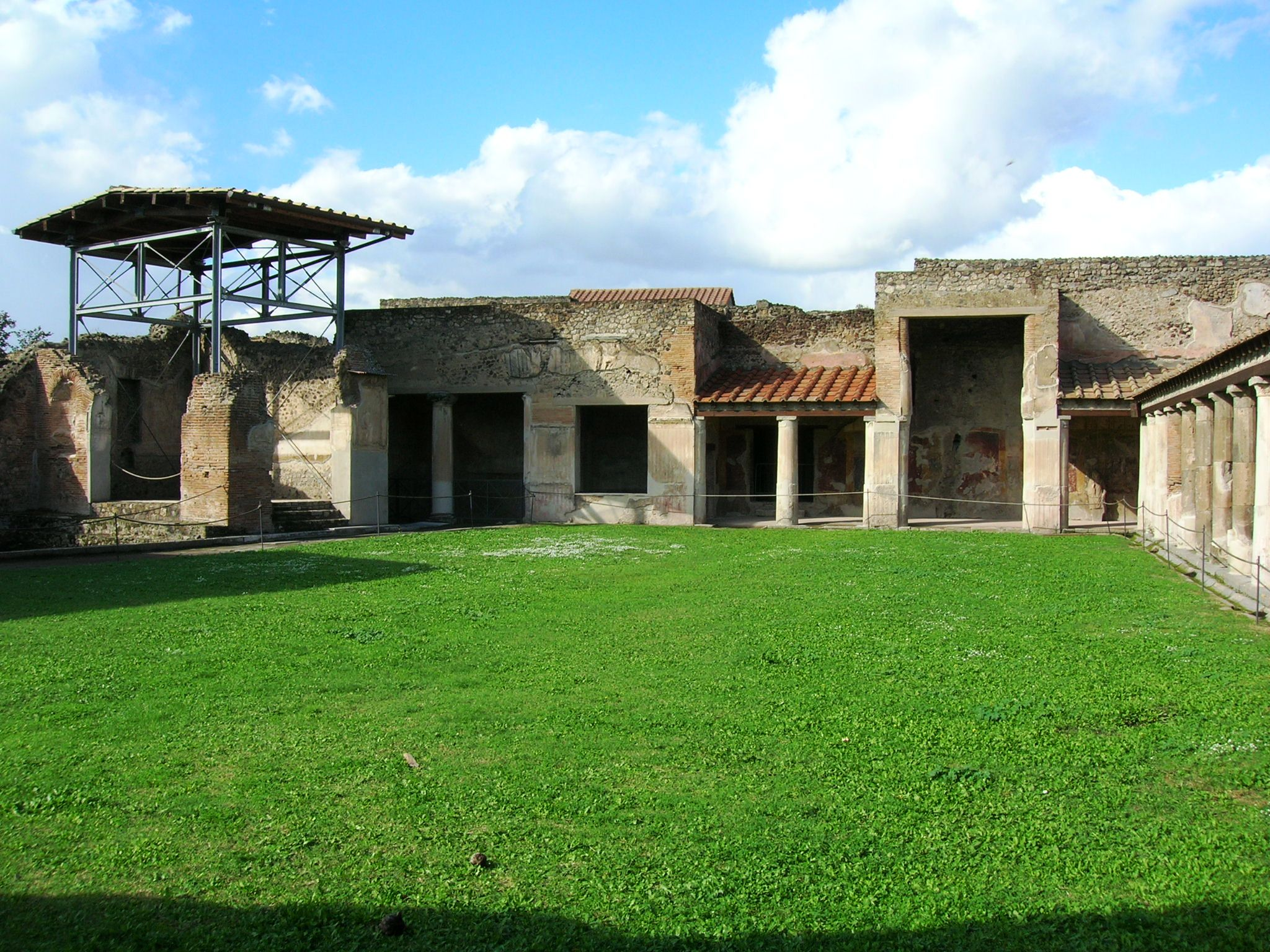
Terme Stabiane.

- Terme di Caracalla
- Terme di Traiano
- Terme di Agrippa
- Terme Commodiane
- Terme di Costantino
- Terme Deciane
- Terme di Diocleziano
- Terme Eleniane
- Terme di Nerone
- Terme Severiane
- Terme Surane
- Terme di Tito
- Terme dell'Indirizzo
- Terme della Rotonda
- Terme Achilliane
- Aquae Cutiliae
- Bagni di Nerone
- Terme di Bagnoli
- Terme di Caracalla (Albano)
- Terme di Fordongianus
- Terme di Nettuno (Ostia)
- Terme di San Cristiano
- Terme del Foro (Ercolano)
- Terme del Foro (Pompei)
- Terme di Como romana
- Terme di Dafne
- Terme di Massaciuccoli
- Terme Erculee
- Terme romane (Fondi)
- Terme romane (Misterbianco)
- Terme romane di Monfalcone
- Terme Stabiane
- Terme Stufe di Nerone
- Terme Suburbane (Ercolano)
- Terme Suburbane (Pompei)
- Terme Taurine
- Terme di Vasto

#### Teatri

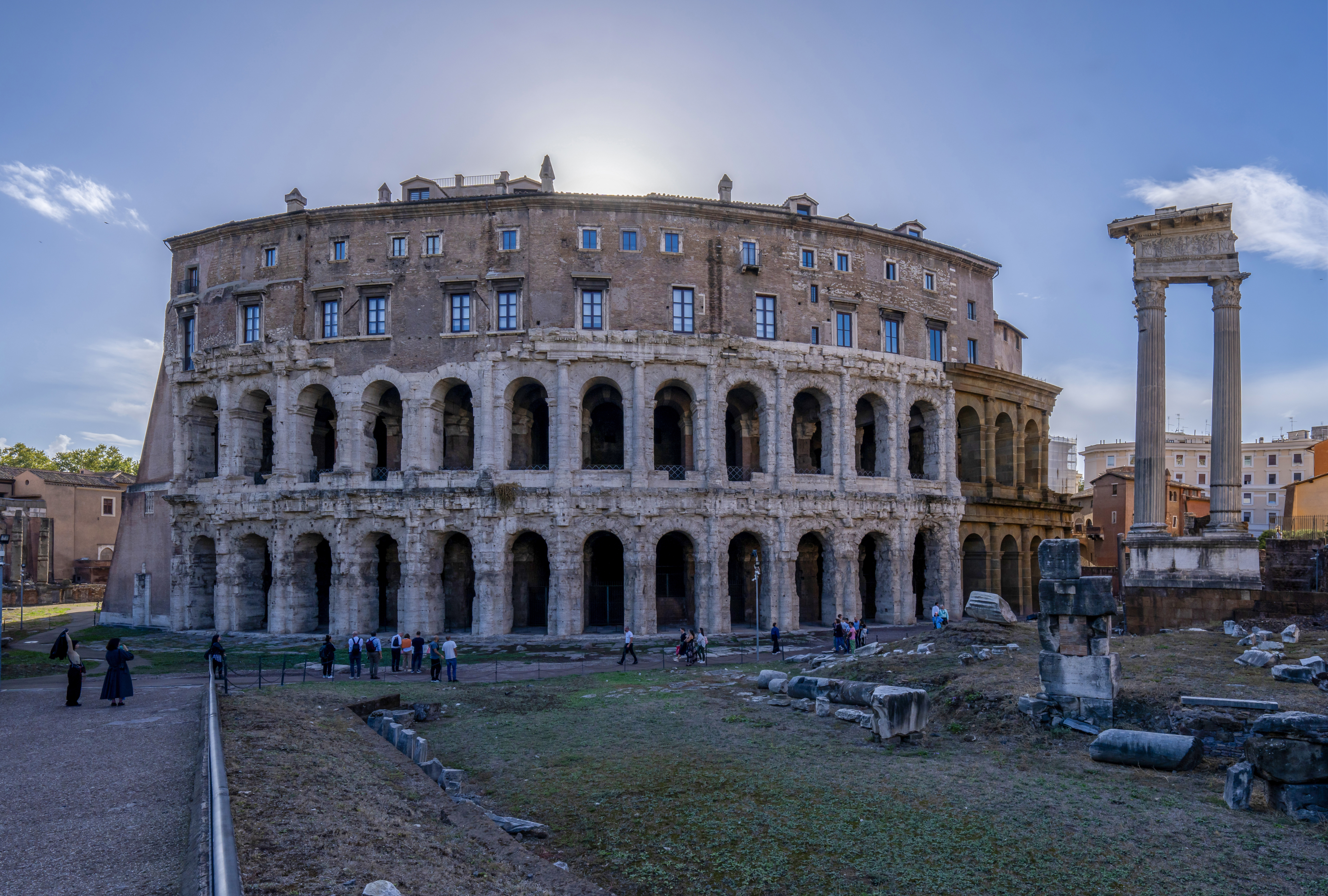
Teatro di Marcello di Roma.

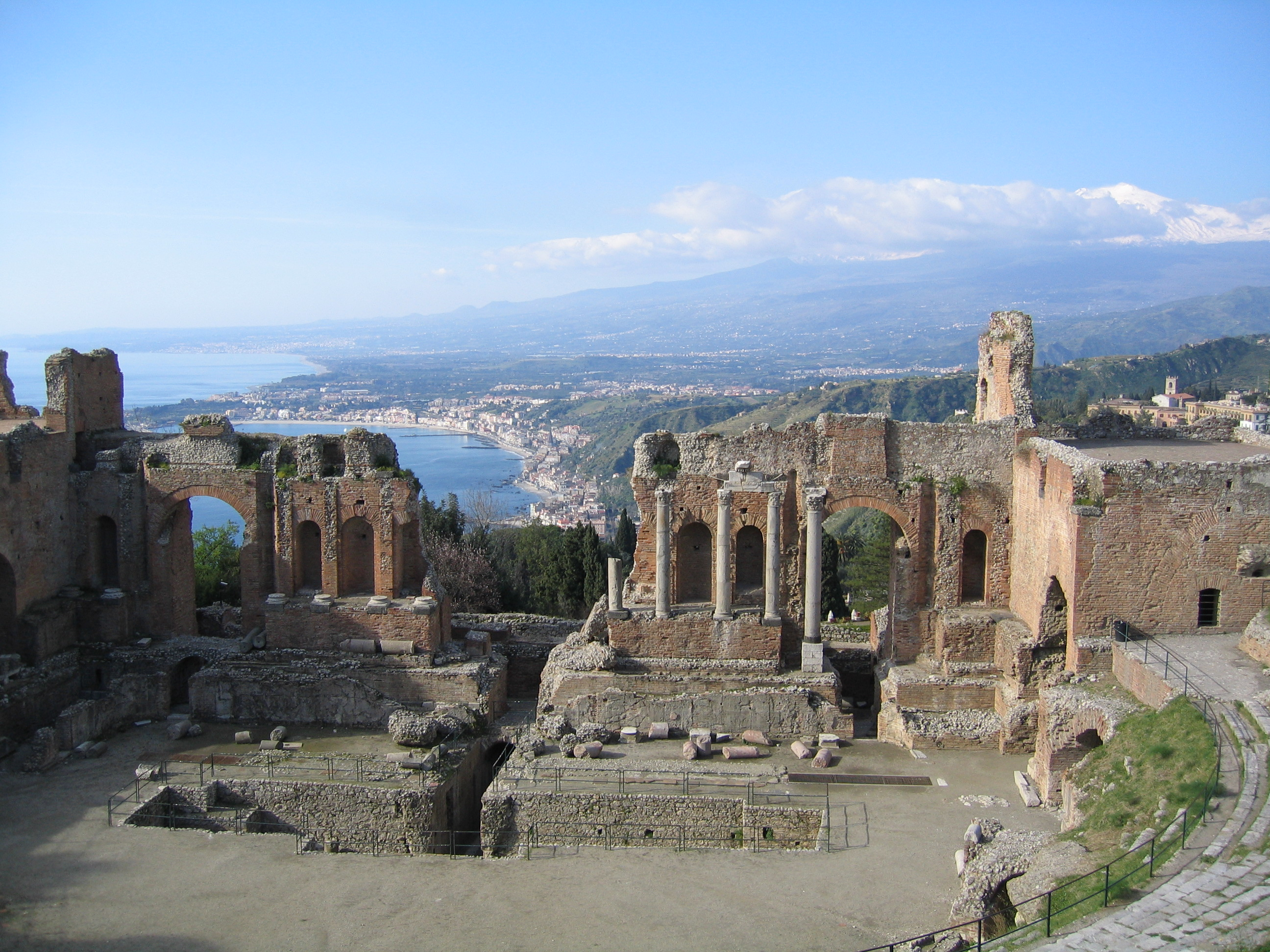
Teatro di Taormina.

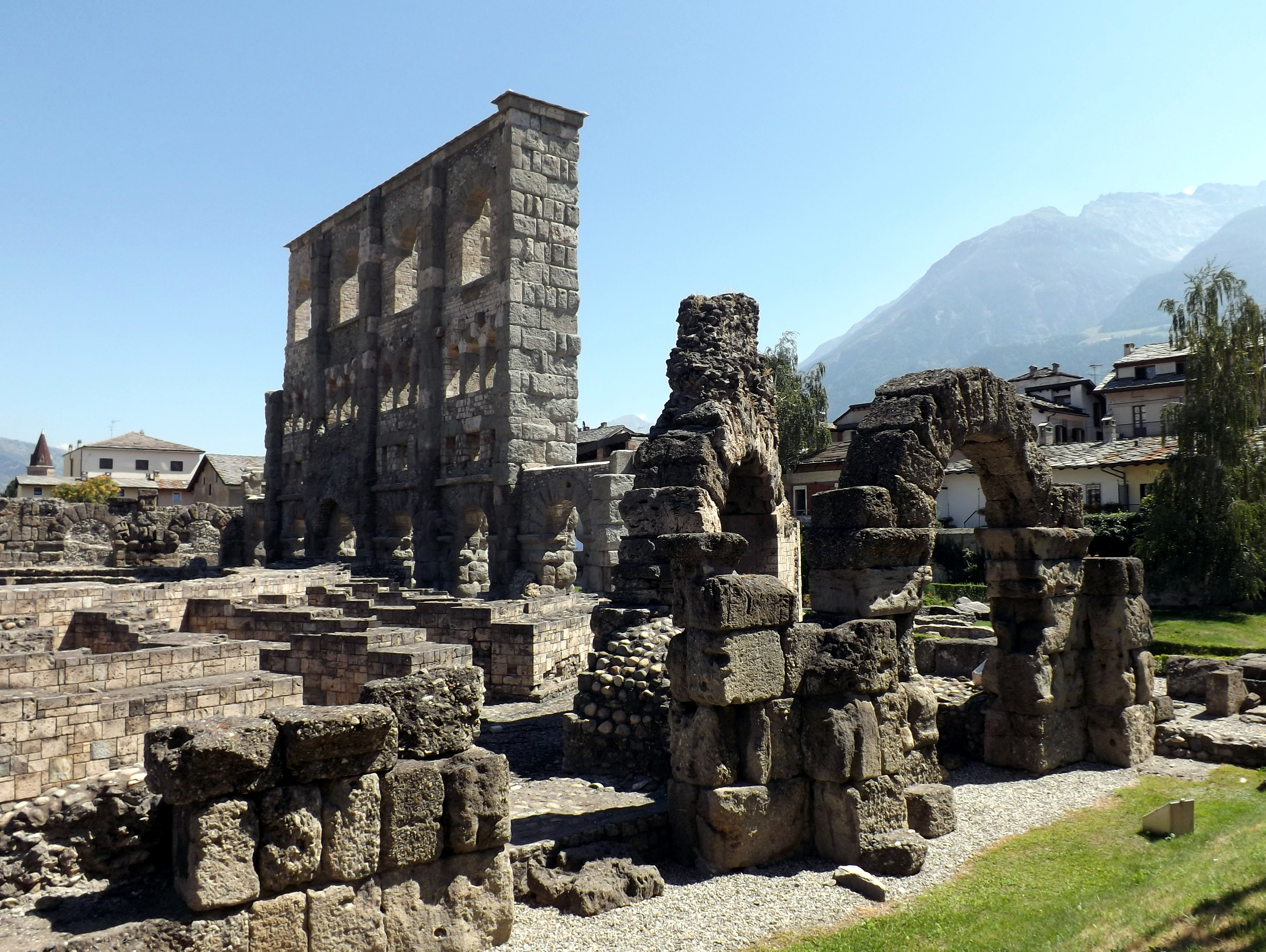
Teatro di Aosta.

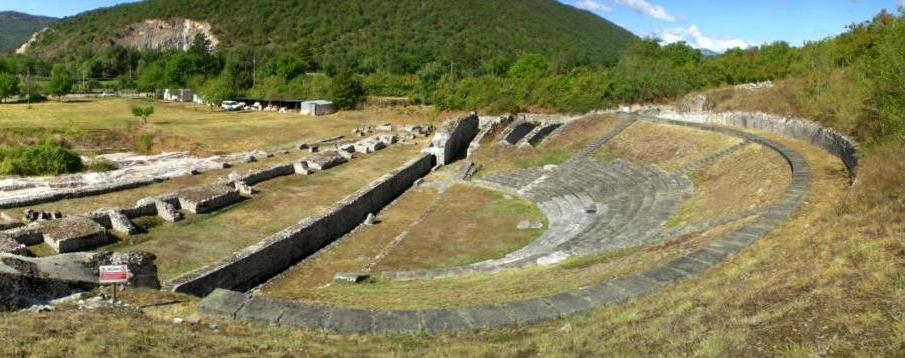
Teatro di Amiternum.

- Teatro romano di Amiternum
- Teatro romano di Anzio
- Teatro romano di Ascoli Piceno
- Teatro romano di Aosta
- Teatro romano di Torino
- Teatro romano di Benevento
- Teatro romano di Brescia
- Teatro romano di Catania
- Teatro romano di Firenze
- Teatro romano di Ercolano
- Teatro romano di Teramo
- Teatro romano di Locri
- Teatro romano di Lecce
- Teatro romano di Milano
- Teatro romano di Neapolis
- Teatro di Nuceria Alfaterna
- Teatro romano di Ostia
- Teatro romano di Pompei
- Teatro Piccolo (Pompei)
- Teatro di Pompeo
- Teatro di Marcello
- Teatro di Balbo
- Teatro romano di Spoleto
- Teatro romano di Sessa Aurunca
- Teatro antico di Taormina
- Teatro romano di Teano
- Teatro romano di Trieste
- Teatro romano di Verona
- Teatro Berga
- Teatro romano di Volterra

#### Ponti

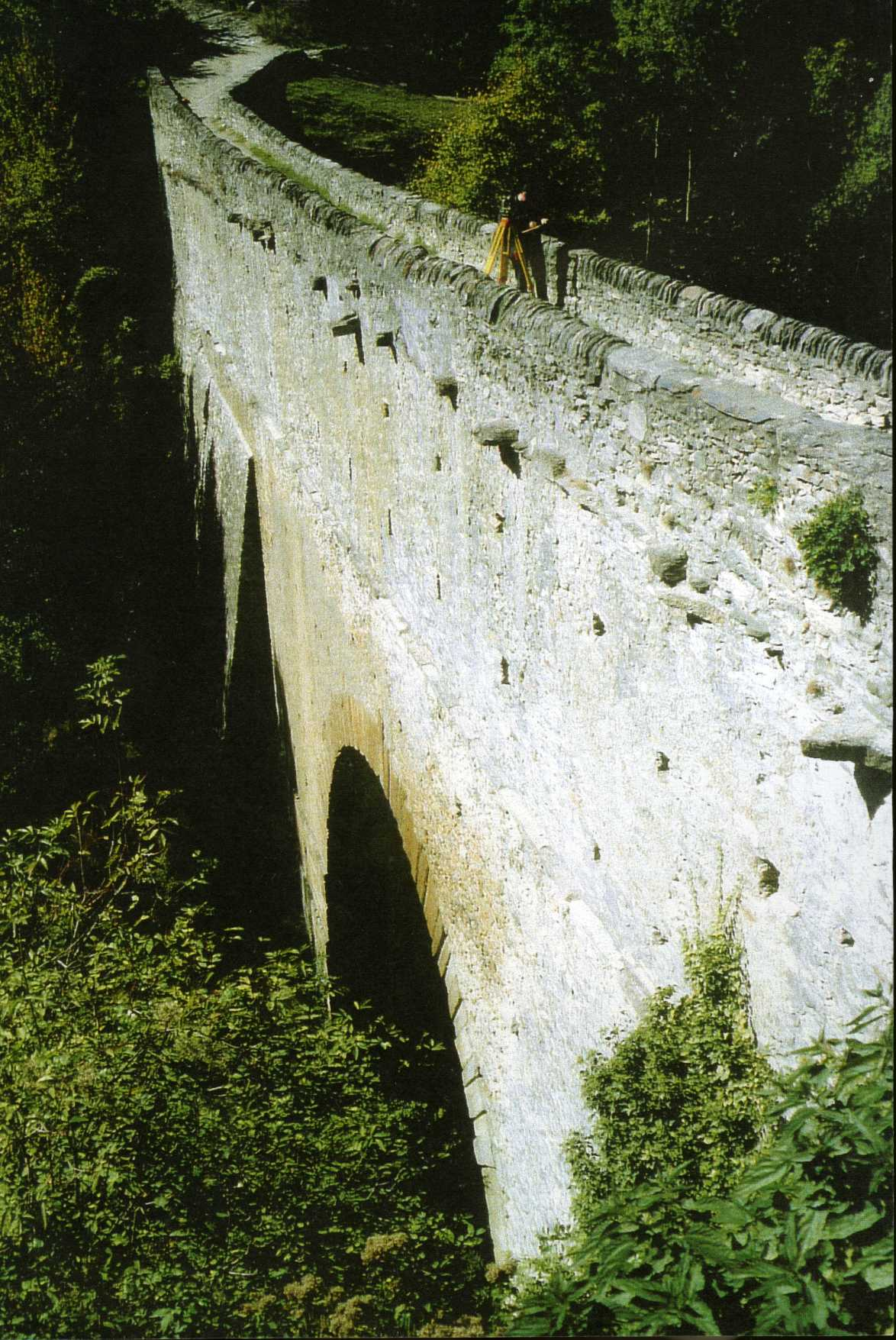
Ponte acquedotto di Pont d'Aël, situato ad Aymavilles, in Valle d'Aosta.

In Italia sono diversi i ponti che hanno conservato archi, piloni o fondamenta di epoca romana, oppure rifatte sullo stesso luogo con materiali di reimpiego dal precedente ponte romano, o per le quali si conosce dalle iscrizioni l'esistenza di un ponte romano ora scomparso; si tratta di ponti veri e propri, di viadotti e di frangicorrente (o rostri).

#### Ville
- Villa Magna

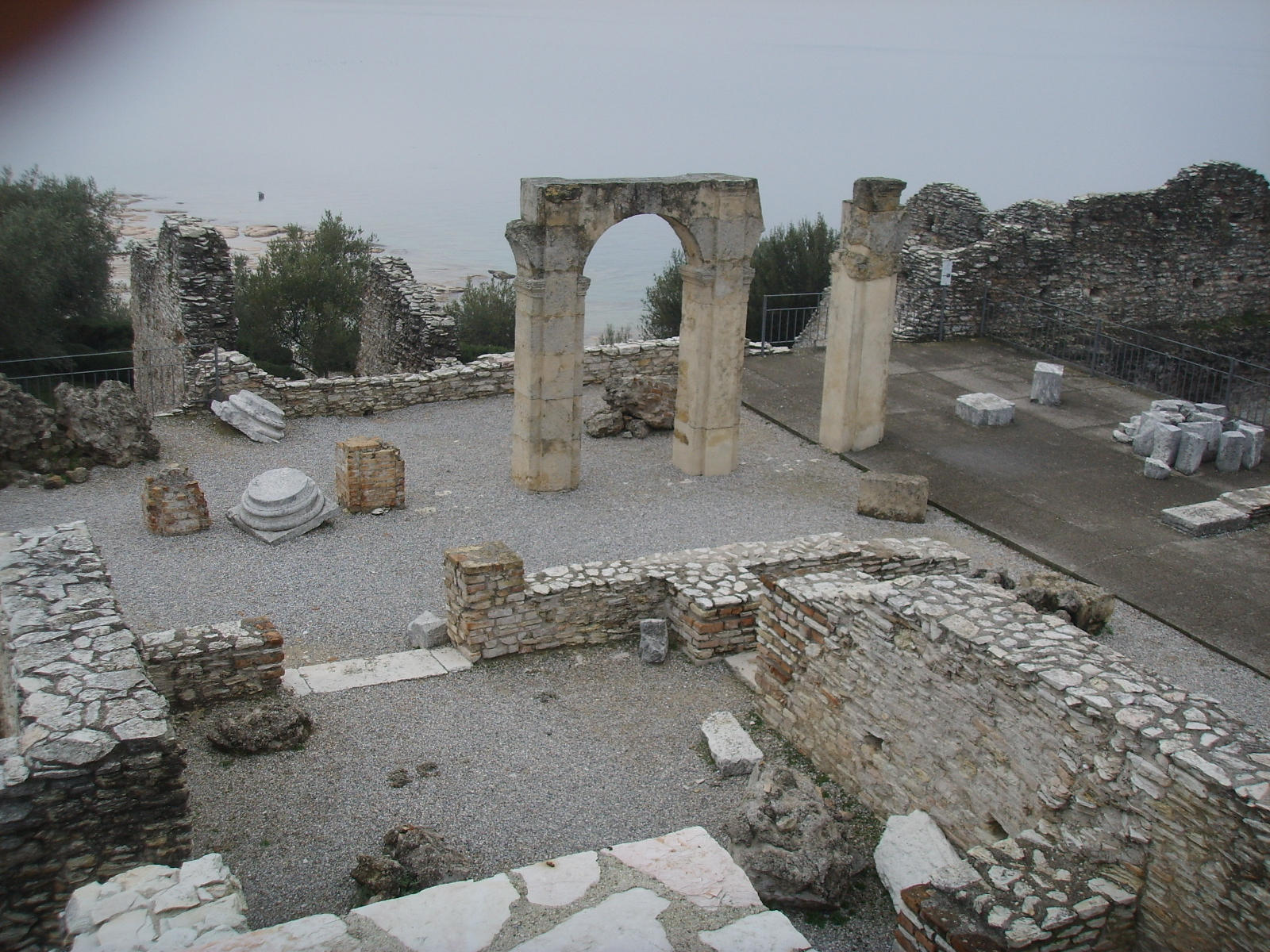
Le Grotte di Catullo.

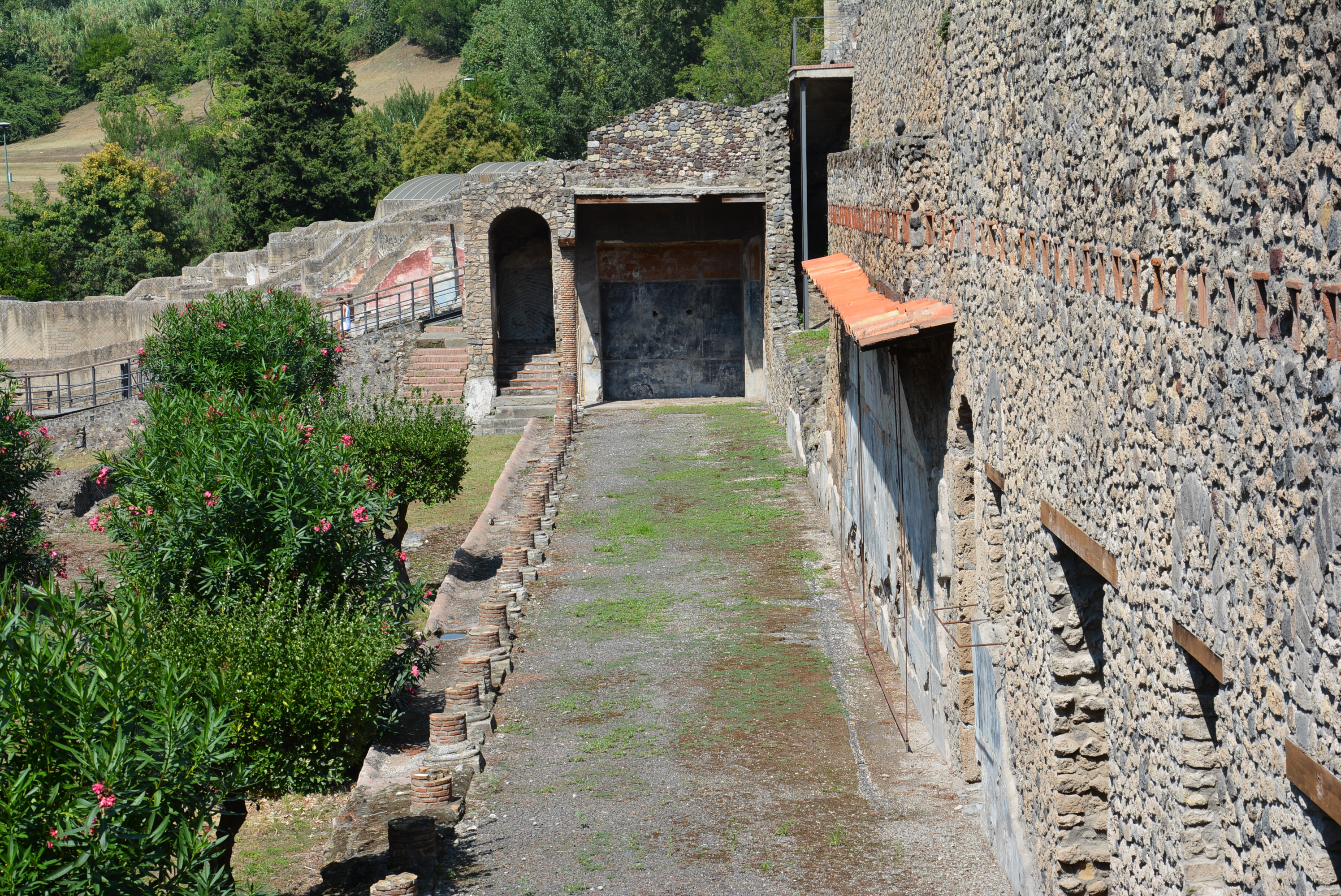
La Villa imperiale di Pompei.

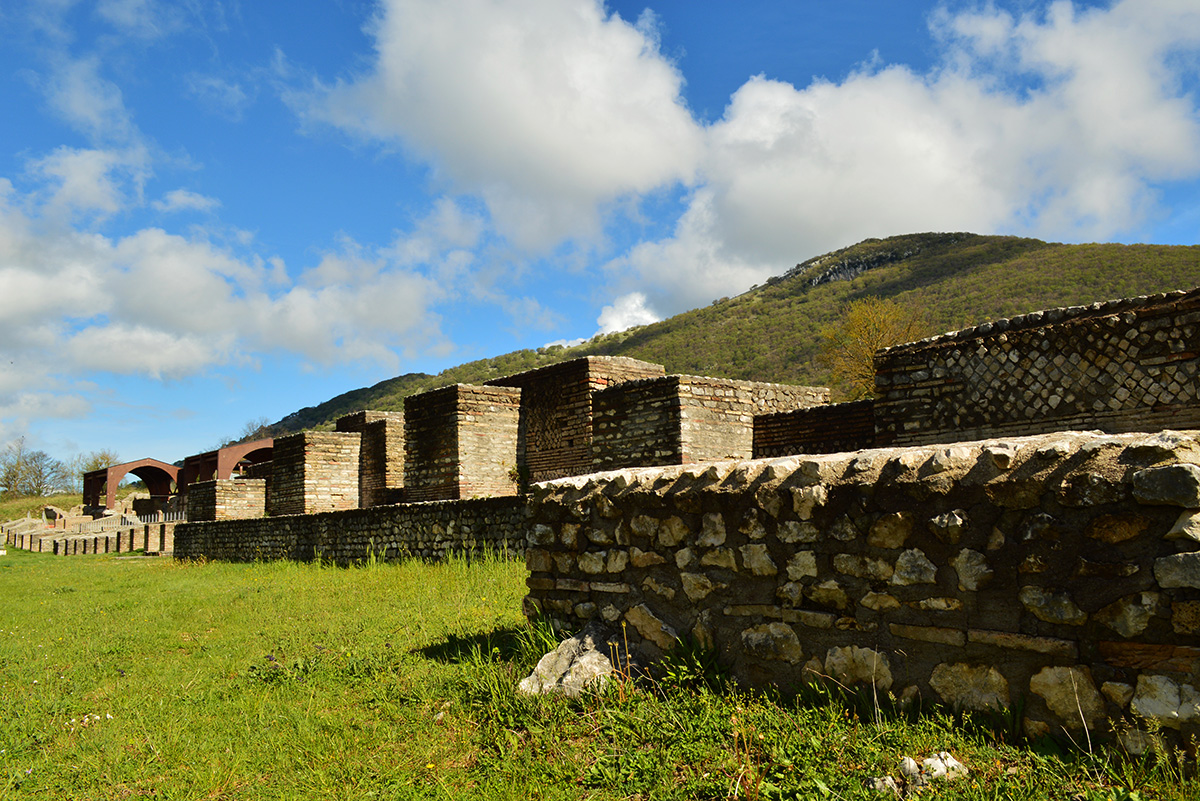
La Villa di Traiano.

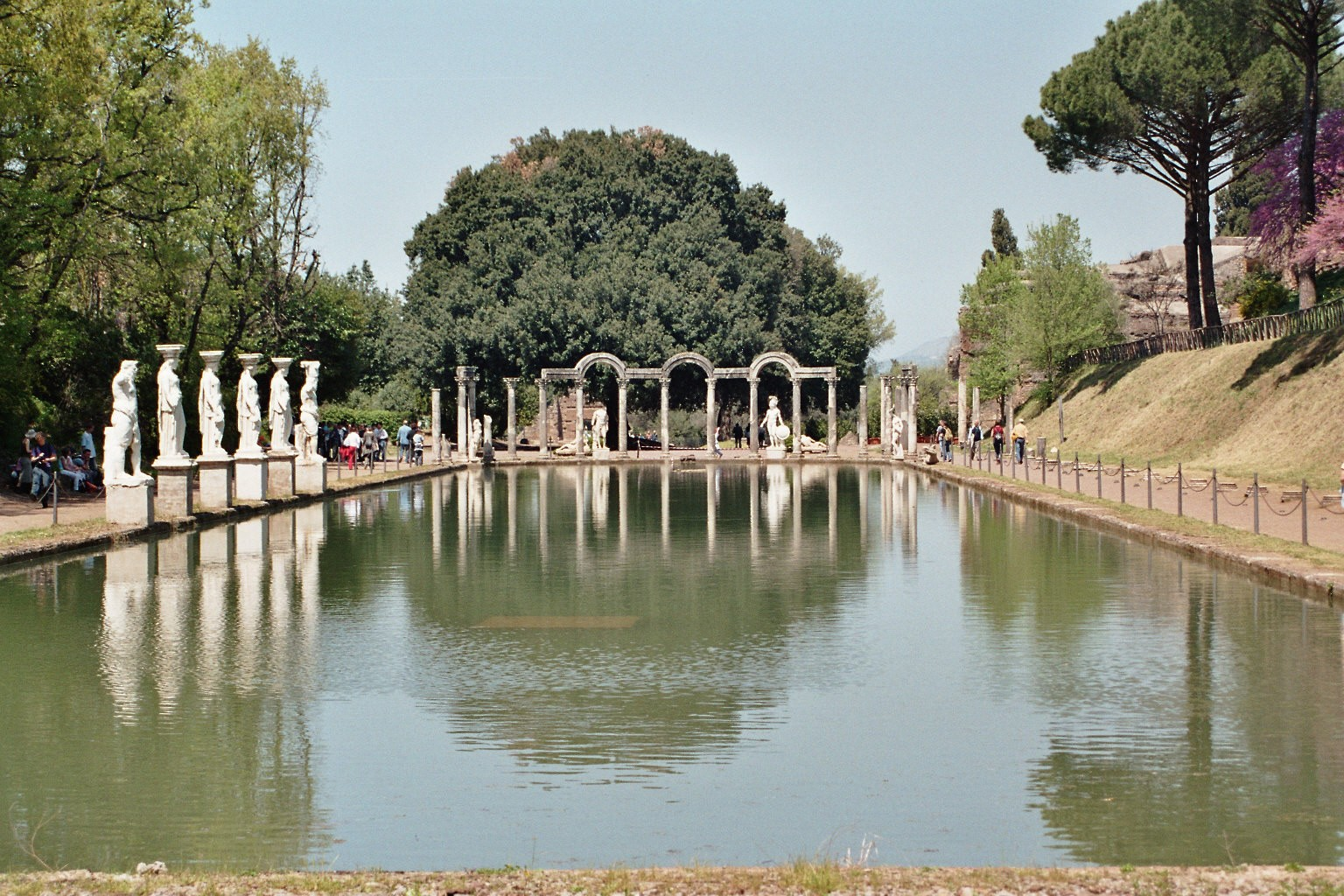
La Villa Adriana.

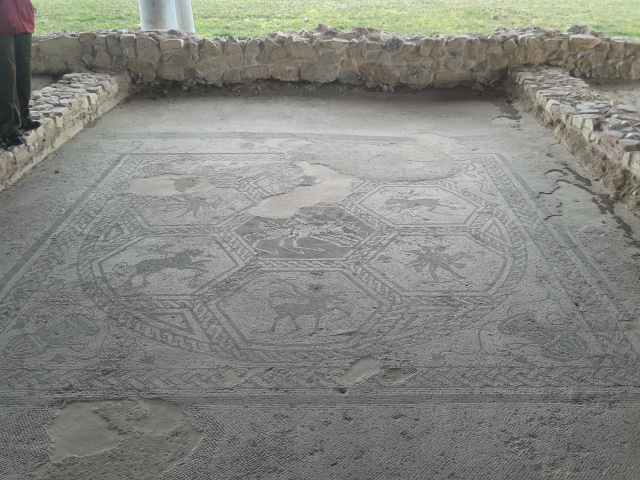
La Villa romana di Avezzano.

- Villa romana delle Mura di Santo Stefano
- Villa romana della Consolata
- Villa di Traiano
- Villa di Faragola
- Villa romana di Avezzano
- Villa della Pisanella
- Villa Settefinestre
- Villa di Domiziano (Castel Gandolfo)
- Villa Arianna (Stabia)
- Villa San Marco (Stabia)
- Villa romana di Capo Castello
- Villa di Domiziano (Sabaudia)
- Villa romana di Cottanello
- Villa romana di Desenzano del Garda
- Villa dei Papiri
- Villa di Orazio
- Villa romana di San Giovanni in Palco
- Villa di Pompeo
- Villa romana di Marsicovetere
- Villa romana a Moruzzo
- Villa del Tellaro
- Villa di Masseria Ciccotti
- Villa di Patti
- Villa romana del Casale
- Villa romana di Pollena Trocchia
- Villa dei Misteri
- Villa Imperiale (Pompei)
- Villa romana del Varignano
- Villa romana della Linguella
- Villa romana delle Grotte
- Villa romana delle Saturo
- Villa di Augusto
- Villa romana di Russi
- Villa romana di Realmonte
- Villa dei Quintili
- Villa dei Sette Bassi
- Villa di Livia
- Villa Matutia
- Grotte di Catullo
- Villa di Tiberio
- Villa di Tigellio
- Villa Adriana
- Villa di Poppea (Oplonti)
- Villa Sora (Torre del Greco)
- Villa romana di Torvaianica

#### Cupole
I Romani furono i primi nella storia dell'architettura a realizzare cupole e creare enormi e ben definiti spazi interni. Le cupole vennero introdotte nelle maggiori costruzioni romane: terme, palazzi, mausolei, chiese e solo più tardi nei teatri. Anche le semi-cupole vennero adottate nel campo dell'architettura (per esempio per coronare un'abside nell'architettura cristiana). Le cupole furono costruite a partire dal I secolo a.C. a Roma e in Italia e successivamente nelle provincie romane del Mar Mediterraneo.

#### Cisterne
Le cisterne sono state usate prevalentemente per l'uso di acquedotti, terme o basilari per la Marina militare romana.